# Пётр I
Пётр I Алексе́евич (Пётр Вели́кий, 30 мая [9 июня] 1672, Москва — 28 января [8 февраля] 1725, Санкт-Петербург) — царь всея Руси с 1682 года, первый император Всероссийский с 1721 года.
Представитель династии Романовых. Был провозглашён царём в регентше Софье Алексеевне в момент, когда ему не исполнилось ещё и 10 лет, самостоятельно стал править с 1689 года. Формальным соправителем Петра был его брат Иван (до своей смерти в 1696 году).
С юных лет проявляя интерес к наукам и заграничному образу жизни, Пётр первым из русских царей совершил длительное путешествие в страны Западной Европы. По возвращении из него, в 1698 году, Пётр развернул масштабные реформы российского государства и общественного уклада. Одной из заслуг Петра стало расширение территорий России в Прибалтийском регионе после победы в Великой Северной войне, что позволило ему принять в 1721 году титул российского императора.
В исторической науке и в общественном мнении с конца XVIII века по настоящее время присутствуют диаметрально противоположные оценки как личности Петра I, так и его роли в истории России. В официальной российской историографии Петра было принято считать одним из наиболее выдающихся государственных деятелей, определившим направление развития России в XVIII веке. Однако многие историки и политические деятели, в том числе Николай Карамзин, Василий Ключевский, Павел Милюков и другие, высказывали резко критические оценки.

## Биография

### Ранние годы
Пётр родился в ночь на 30 мая (9 июня) 1672 года в 00 часов 48 минут («за полтретья часа до света») (в 7180 году по принятому тогда летоисчислению «от сотворения мира»):

«В нынешнем во 180 году Маия в 30 день, за молитв Святых отец, Бог простил Царицу Нашу и Великую Княгиню Наталию Кирилловну, а родила Нам сына, благовернаго Царевича и Великаго Князя Петра Алексеевича всея Великия и Малыя и Белыя России, а имянины его Июня 29 числа».— Полное собрание законов, том I, стр. 886 
Точное место рождения Петра неизвестно; некоторые историки указывали местом рождения Теремной дворец московского Кремля, а согласно народным сказаниям, Пётр родился в селе Коломенское, указывалось также и Измайлово.

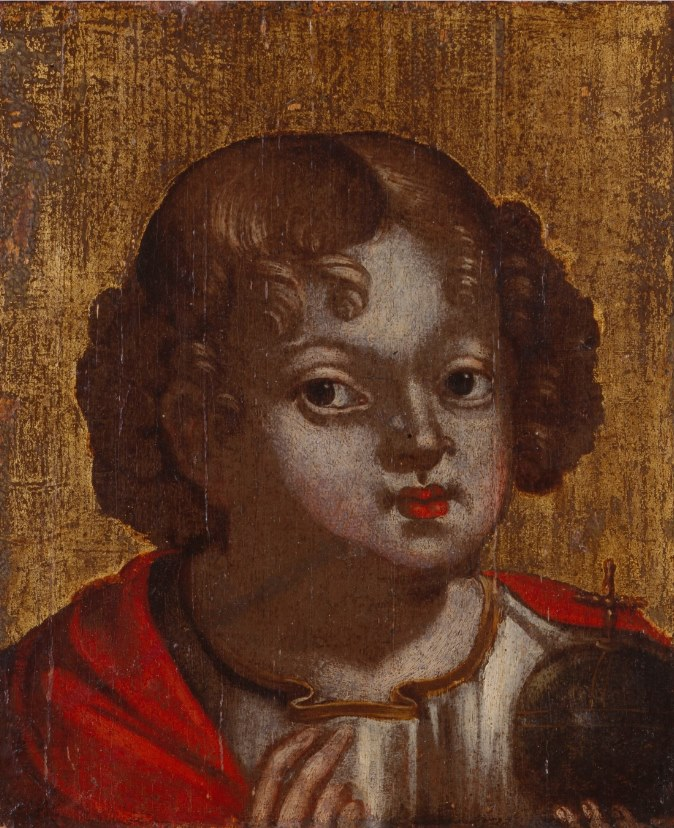
Портрет Петра конца 1670-х

Отец — царь Алексей Михайлович — имел многочисленное потомство: Пётр I был 14-м ребёнком, но первым от второй жены, царицы Натальи Нарышкиной. 29 июня в день св. апостолов Петра и Павла царевич был крещён протопопом Андреем Савиновым в Чудовом монастыре (по другим данным в храме Григория Неокесарийского, в Дербицах) и наречён Петром. Причина, по которой он получил имя Пётр, не ясна, возможно, в качестве эвфонического соответствия имени старшего брата Фёдора, родившегося одиннадцатью годами ранее в тот же день 30 мая. Оно не встречалось ни у Романовых, ни у Нарышкиных. Последним представителем московской династии Рюриковичей с таким именем был Пётр Дмитриевич, умерший в 1428 году.
Побыв год с царицей, он был отдан на воспитание нянькам. В 1676 году, когда Петру было 3,5 года, умер его отец, царь Алексей Михайлович. Опекуном царевича стал его единокровный брат, крёстный отец и новый царь Фёдор Алексеевич. Пётр получил слабое образование и до конца жизни писал с ошибками, используя бедный словарный запас. Это было обусловлено тем, что тогдашний патриарх московский Иоаким в рамках борьбы с «латинизацией» и «иноземным влиянием» отстранил от царского двора учеников Симеона Полоцкого, который обучал старших братьев Петра, и настоял на том, чтобы обучением Петра занимались хуже образованные дьяки Никита Зотов и Афанасий Нестеров. Кроме этого, Пётр не имел возможности получить образование у какого-либо выпускника университета или у учителя средней школы, так как ни университетов, ни средних школ во времена детства Петра в Русском царстве ещё не существовало, а среди сословий русского общества лишь дьяки, подьячие, духовенство, бояре и некоторые купцы были обучены грамоте. Дьяки обучали Петра грамоте с 1676 по 1680 годы. Недостатки базового образования Пётр смог впоследствии скомпенсировать богатыми практическими занятиями.
Смерть царя Алексея Михайловича и воцарение его старшего сына Фёдора (от царицы Марии Ильиничны, в девичестве Милославской) отодвинули царицу Наталью Кирилловну и её родню, Нарышкиных, на задний план. Царица Наталья вынуждена была отправиться в село Преображенское под Москвой.

#### Стрелецкий бунт 1682 года и приход к власти Софьи Алексеевны
27 апреля (7 мая) 1682 года после 6 лет правления скончался болезненный царь Фёдор III Алексеевич. Встал вопрос, кому наследовать престол: старшему болезненному Ивану, согласно обычаю, или малолетнему Петру. Заручившись поддержкой патриарха Иоакима, Нарышкины и их сторонники в этот же день возвели на престол Петра. Фактически к власти пришёл клан Нарышкиных и вызванный из ссылки Артамон Матвеев, объявленный «великим опекуном». Сторонникам Ивана Алексеевича было затруднительно поддерживать их претендента, который не мог царствовать из-за крайне слабого здоровья. Организаторы фактически дворцового переворота объявили версию о собственноручной передаче «скипетра» умирающим Фёдором Алексеевичем своему младшему брату Петру, но достоверных свидетельств тому предъявлено не было.
Милославские, родственники царевича Ивана и царевны Софьи по их матери, усмотрели в провозглашении Петра царём ущемление своих интересов. Стрельцы, которых в Москве было более 20 тысяч, уже давно проявляли недовольство и своенравие; и, видимо, подстрекаемые Милославскими, 15 (25) мая 1682 года выступили открыто: с криками, что Нарышкины задушили царевича Ивана, двинулись к Кремлю. Наталья Кирилловна, надеясь успокоить бунтовщиков, вместе с патриархом и боярами вывела Петра с братом на Красное крыльцо. Однако восстание не закончилось. В первые часы были убиты бояре Артамон Матвеев и Михаил Долгорукий, потом и другие сторонники царицы Натальи, в том числе два её брата Нарышкины.

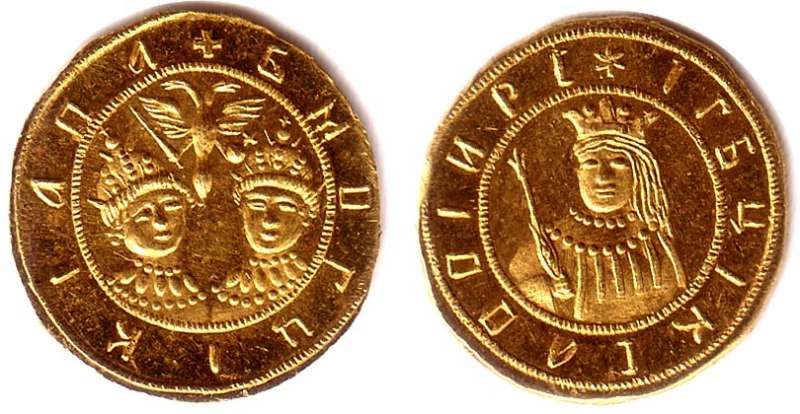
Копия наградного «угорского» золотого за Крымские походы с изображениями Петра I и Ивана V (орёл). Царевна Софья (аверс). 1689 год

26 мая выборные от стрелецких полков явились во дворец и потребовали, чтобы старший Иван признавался первым царём, а младший Пётр — вторым. Опасаясь повторения погрома, бояре согласились, и патриарх Иоаким тотчас же совершил в Успенском соборе торжественный молебен о здравии двух наречённых царей; а 25 июня венчал их на царство.
29 мая стрельцы настояли, чтобы царевна Софья Алексеевна приняла на себя управление государством по причине малолетства её братьев. Царица Наталья Кирилловна должна была вместе с сыном Петром — вторым царём — удалиться от двора в подмосковный дворец в селе Преображенском. В Оружейной палате Кремля сохранился двухместный трон для юных царей с маленьким окошечком в спинке, через которое царевна Софья и приближённые подсказывали им, как вести себя и что говорить во время дворцовых церемоний.

#### Преображенский и Семёновский потешные полки
Всё свободное время Пётр проводил вдали от дворца — в сёлах Воробьёве и Преображенском. С каждым годом у него увеличивался интерес к военному делу. Пётр одел и вооружил своё «потешное» войско, состоявшее из сверстников по мальчишеским играм. В 1685 году его «потешные», одетые в иностранные кафтаны, под барабанный бой полковым строем шли через Москву из Преображенского в село Воробьёво. Сам Пётр служил барабанщиком.
В 1686 году 14-летний Пётр завёл при своих «потешных» артиллерию. Огнестрельный мастер Фёдор Зоммер показывал царю гранатное и огнестрельное дело. Из Пушкарского приказа были доставлены 16 пушек. Для управления тяжёлыми орудиями царь взял из Конюшенного приказа охочих к военному делу взрослых служителей, которых одели в мундиры иноземного покроя и определили потешными пушкарями. Первым надел иноземный мундир Сергей Бухвостов. Впоследствии Пётр заказал бронзовый бюст этого первого русского солдата, как он называл Бухвостова. Потешный полк стал называться Преображенским, по месту своего расквартирования — селу Преображенское под Москвой.

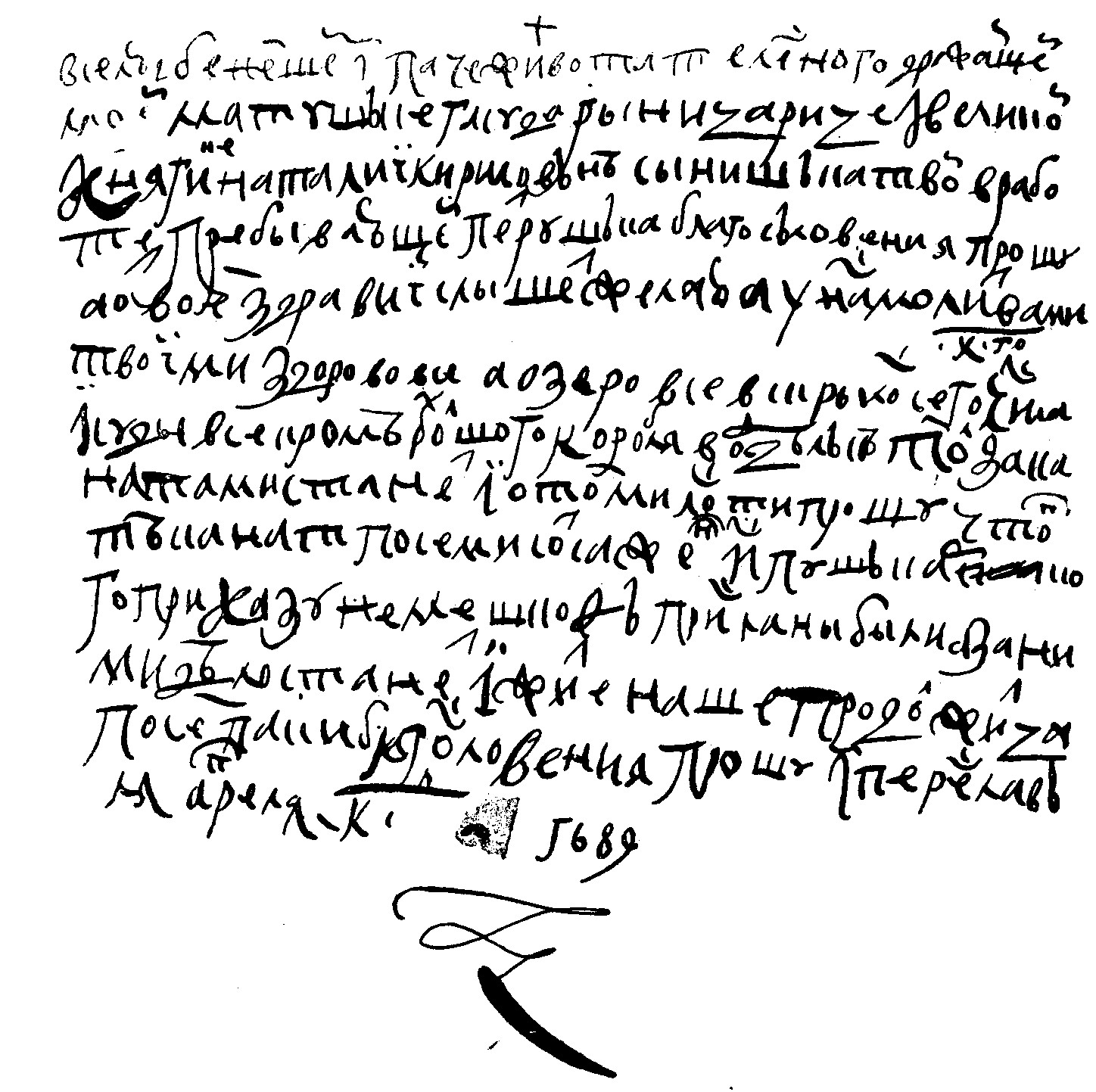
Письмо Петра I к матери Наталье Кирилловне с озера в Переславле-Залесском, 1689 г.

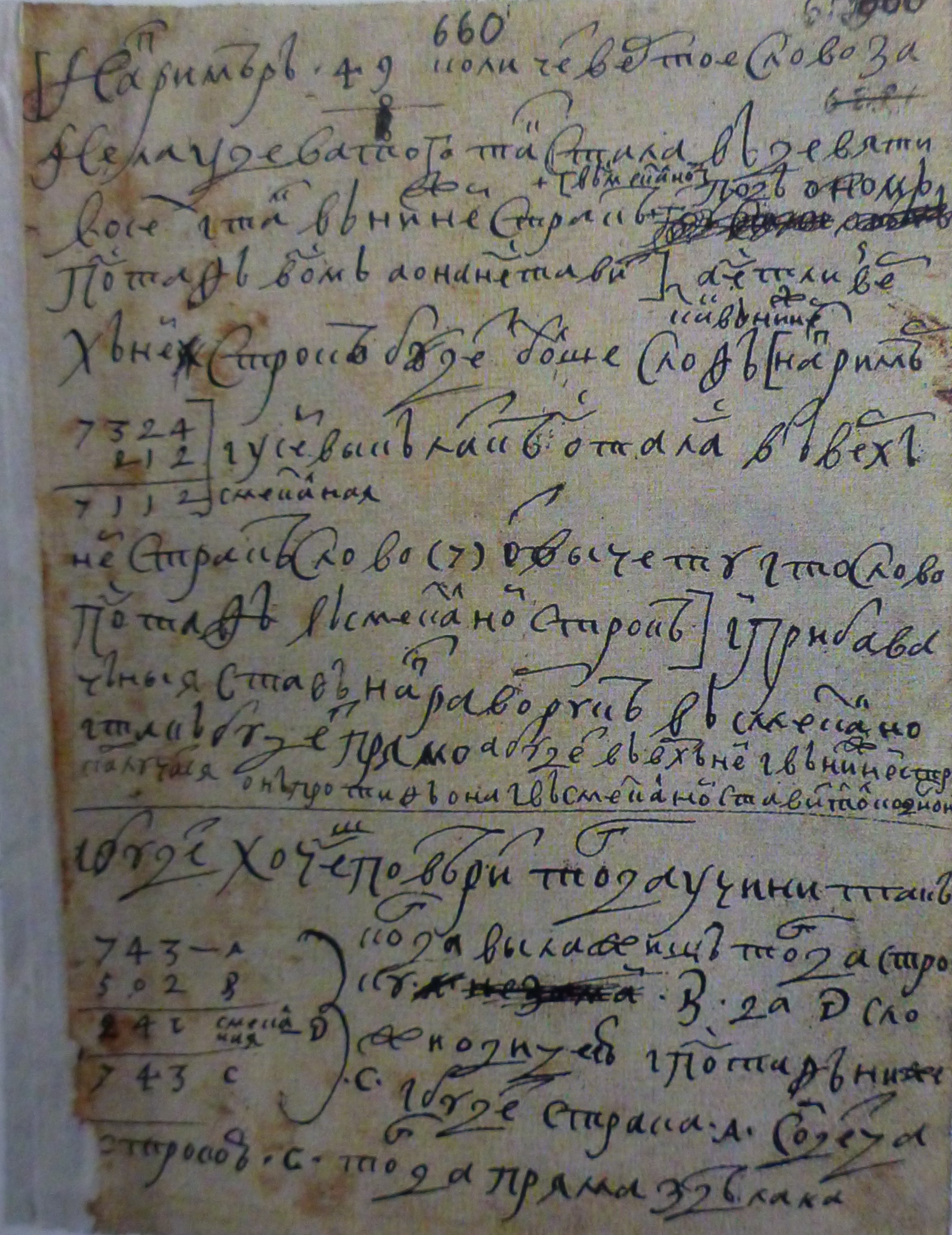
Отрывок из ученических тетрадей Петра I по арифметике, 1688—1689 годы

В подмосковном селе Преображенском, напротив дворца, на берегу Яузы был построен «потешный городок». При постройке крепости Пётр сам деятельно работал, помогал рубить брёвна, устанавливать пушки. Здесь же расквартировывался созданный Петром «Всешутейший, всепьянейший и сумасброднейший собор» — пародия на Католическую церковь и Православную церковь. Сама крепость была названа Прешбургом, вероятно, по имени знаменитой в то время австрийской крепости Пресбург (ныне Братислава — столица Словакии), о которой он слышал от капитана Зоммера. Тогда же, в 1686 году, появились под Прешбургом на Яузе первые потешные суда — большой шняк и струг с лодками. В эти годы Пётр заинтересовался всеми науками, которые были связаны с военным делом. Под руководством голландца Тиммермана он изучал арифметику, геометрию, военные науки.
Прогуливаясь однажды с Тиммерманом по подмосковному селу Измайлово, Пётр зашёл на Льняной двор, в амбаре которого нашёл английский ботик. В 1688 году он поручил голландцу Карштену Брандту отремонтировать, вооружить и оснастить этот бот, а затем спустить на Яузу-реку. Однако Яуза и Просяной пруд оказались тесными для корабля, поэтому Пётр отправился в Переславль-Залесский, к Плещееву озеру, где заложил первую верфь для строительства судов. «Потешных» уже было два полка: к Преображенскому прибавился Семёновский, расположившийся в селе Семёновское. Прешбург уже совершенно походил на настоящую крепость. Для командования полками и изучения военной науки нужны были люди знающие и опытные. Но среди русских придворных таких не было. Так Пётр появился в Немецкой слободе, где компактно жили иностранцы.

#### Первый брак Петра I

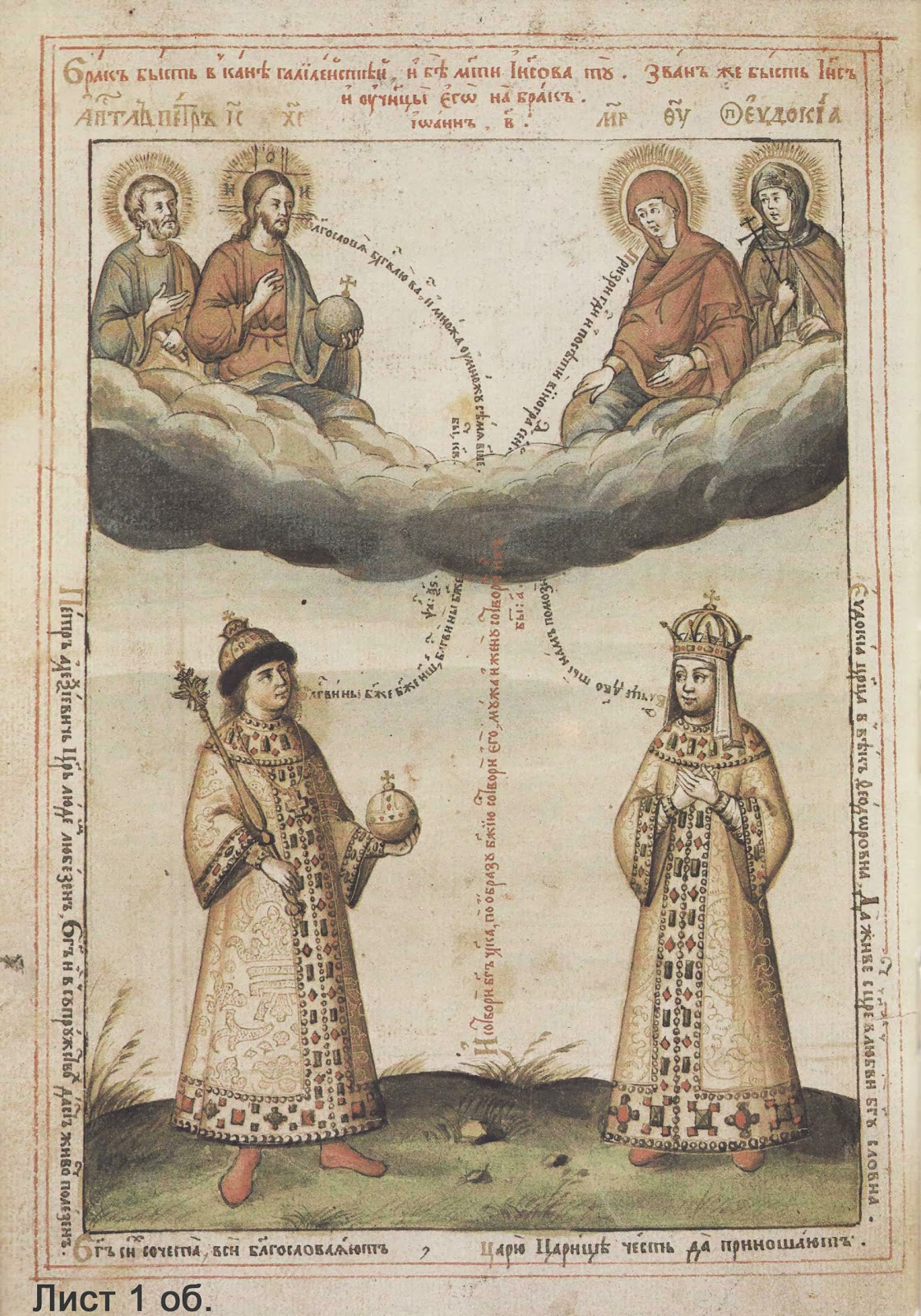
Пётр и Евдокия Лопухина. Рисунок, расположенный в начале «Книги любви знак в честен брак» Кариона Истомина, преподнесённой в 1689 г. в качестве свадебного подарка Петру Первому

Немецкая слобода была ближайшей «соседкой» села Преображенское, и Пётр уже давно с любопытством присматривался к её жизни. Всё большее и большее количество иностранцев при дворе царя Петра, как например, Франц Тиммерман и Карштен Брандт, были выходцами из Немецкой слободы. Всё это незаметно привело к тому, что царь стал частым гостем в слободе, где скоро оказался большим поклонником непринуждённой иноземной жизни. Пётр закурил немецкую трубку, стал посещать немецкие вечеринки с танцами и выпивкой, познакомился с Патриком Гордоном, Францем Лефортом — будущими сподвижниками Петра, завёл роман с Анной Монс. Против этого строго выступала мать Петра. Чтобы образумить 16-летнего сына, Наталья Кирилловна решила женить его на Евдокии Лопухиной, дочери окольничего.
Пётр не перечил матери, и 27 января (6 февраля) 1689 года была сыграна свадьба «младшего» царя. Однако менее чем через месяц Пётр покинул жену и уехал на несколько дней на Плещеево озеро. От этого брака Пётр имел двух сыновей: старший, Алексей, был наследником трона до 1718 года, младший, Александр, умер во младенчестве.

#### Воцарение Петра I
Активность Петра сильно тревожила царевну Софью, понимавшую, что с наступлением совершеннолетия единокровного брата ей придётся расстаться с властью. Одно время сторонниками царевны вынашивался план коронования, но патриарх Иоаким был категорически против.

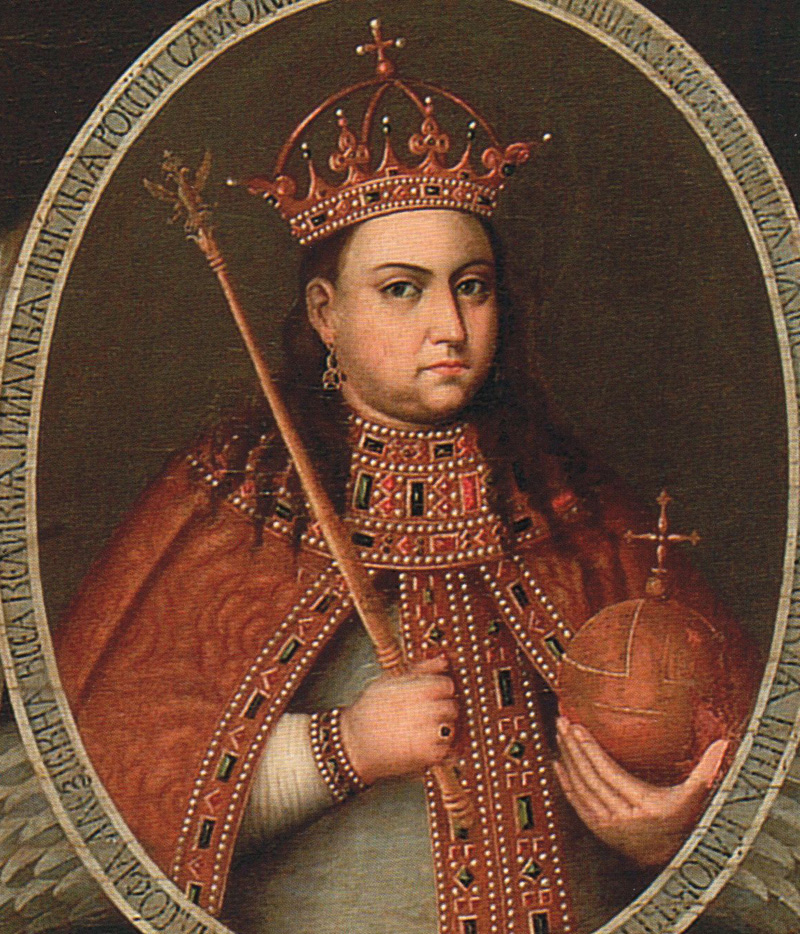
Царевна Софья Алексеевна, сестра Петра

Походы на крымских татар, осуществлённые в 1687 и 1689 годах фаворитом царевны князем Василием Голицыным, были малоуспешны, но преподносились как крупные и щедро вознаграждаемые победы, что вызывало недовольство многих.
8 (18) июля 1689 года, в праздник Казанской иконы Богоматери, произошёл первый публичный конфликт между возмужавшим Петром и Правительницею. В тот день, по обычаю, совершался крестный ход из Кремля в Казанский собор. По окончании обедни Пётр подошёл к сестре и объявил, чтобы она не смела идти вместе с мужчинами в процессии. Софья приняла вызов: взяла в руки образ Пресвятой Богородицы и пошла за крестами и хоругвями. Не подготовленный к такому исходу дела Пётр покинул ход.
7 (17) августа 1689 года неожиданно для всех произошло решающее событие. В этот день царевна Софья велела начальнику стрельцов Фёдору Шакловитому снарядить побольше своих людей в Кремль, будто бы для сопровождения в Донской монастырь на богомолье. Вместе с тем, распространился слух о письме с известием, что царь Пётр ночью решил занять своими «потешными» полками Кремль, убить царевну, брата царя Ивана и захватить власть. Шакловитый собрал стрелецкие полки, чтобы идти «великим собранием» на Преображенское и побить всех сторонников Петра за их намерение убить царевну Софью. Тогда же послали троих верховых с заданием наблюдать, что делается в Преображенском, и сразу сообщить, если царь Пётр куда-либо выедет один или с полками.

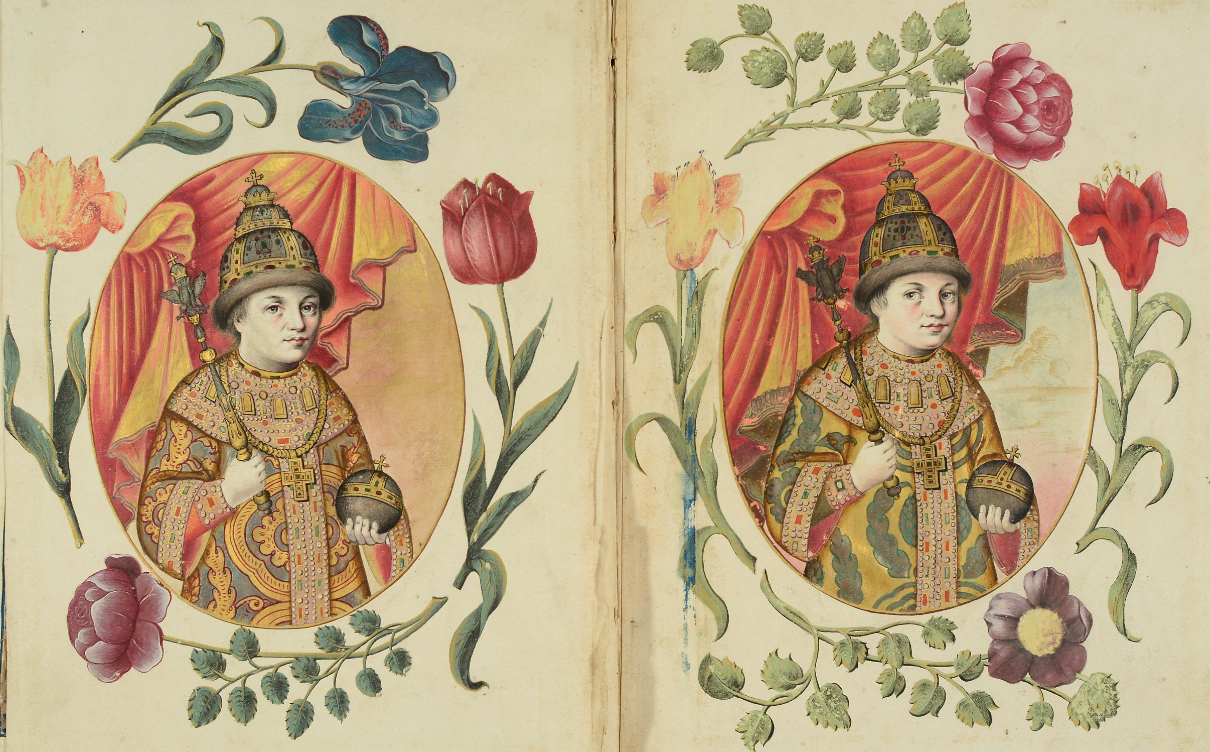
Иван V и Пётр I, Коронационного альбома 1682 г.

Сторонники Петра среди стрельцов послали двух единомышленников в Преображенское. После донесения Пётр с небольшой свитой в тревоге поскакал в Троице-Сергиев монастырь. Следствием пережитых ужасов стрелецких выступлений была болезнь Петра: при сильном волнении у него начинались конвульсивные движения лица. 8 августа в монастырь прибыли обе царицы, Наталья и Евдокия, вслед за ними пришли «потешные» полки с артиллерией. 16 августа от Петра пришла грамота, чтобы от всех стрелецких полков были присланы в Троице-Сергиев монастырь начальники и по 10 человек рядовых. Царевна Софья настрого запретила исполнять это повеление под страхом смертной казни, а царю Петру отправили грамоту с извещением, что никак нельзя исполнить его просьбу.
27 августа пришла новая грамота царя Петра — идти всем полкам к Троице. Большая часть войск повиновалась законному царю, и царевне Софье пришлось признать поражение. Она сама отправилась в Троицкий монастырь, но в селе Воздвиженское её встретили посланники Петра с приказом вернуться в Москву. Вскоре Софья была заключена в Новодевичий монастырь под строгий присмотр.
7 октября был схвачен и потом казнён Фёдор Шакловитый. Старший брат, царь Иван (или Иоанн), встретил Петра в Успенском соборе и фактически отдал ему всю власть. С 1689 года он не принимал участия в правлении, хотя до самой смерти 29 января (8 февраля) 1696 года номинально продолжал быть соцарём.
После свержения царевны Софьи власть перешла в руки людей, сплотившихся вокруг царицы Натальи Кирилловны. Она старалась приучать сына к государственному управлению, поручая ему частные дела, которые Пётр находил скучными. Однако, важнейшие государственные решения (объявление войны, избрание патриарха в 1690 году и тому подобное) принимались без учёта мнения молодого царя, что приводило к конфликтам. Так, в начале 1692 года обиженный на то, что вопреки его воле московское правительство отказалось возобновлять войну с Османской империей, царь не захотел возвращаться из Переяславля для встречи персидского посла, а первые лица правительства Натальи Кирилловны (Л. К. Нарышкин с Б. А. Голицыным) были вынуждены лично ехать за ним. Состоявшееся 1 (11) января 1692 г. по воле Петра I в Преображенском «поставление» Н. М. Зотова во «всея Яузы и всего Кокуя патриархи» стало ответом царя на совершённое помимо его воли поставление патриарха Адриана. После смерти Натальи Кирилловны царь не стал смещать сформированное матерью правительство Нарышкина и Голицына, однако добился, чтобы оно неукоснительно выполняло его волю.

### До Северной войны (1689—1699)

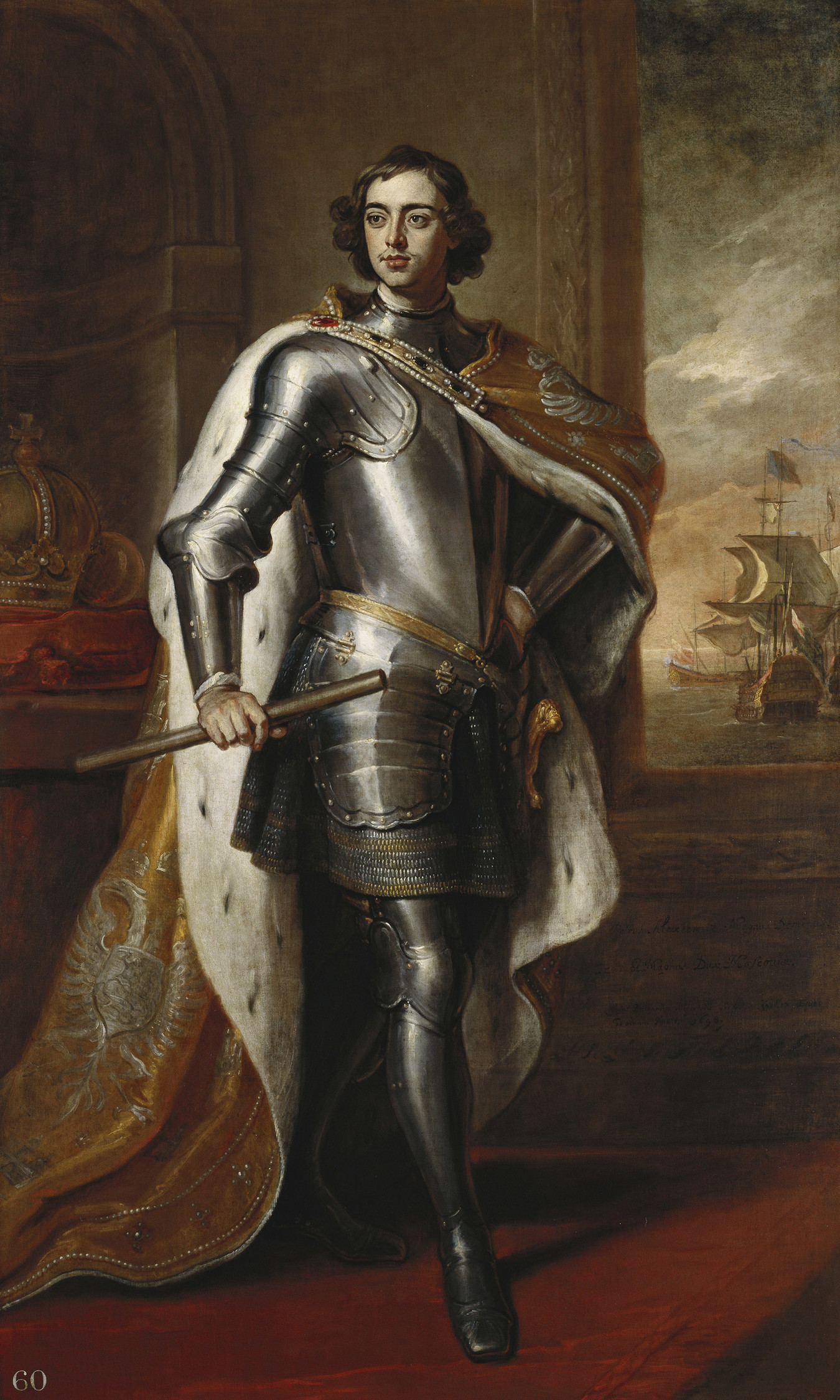
26-летний Пётр I. Портрет кисти Готфрида Кнеллера был подарен Петром в 1698 году английскому королю

#### Азовские походы. 1695, 1696

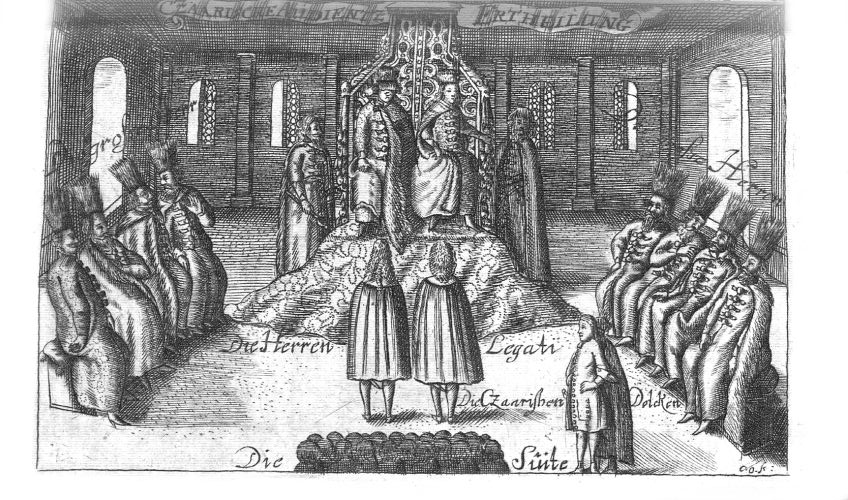
Совместная удиенция Софьи Ивана и Петра Алексеевичей, 1693 г.

Приоритетом деятельности Петра I в первые годы единовластия было продолжение войны с Османской империей и Крымом. Пётр I решил вместо походов на Крым, предпринимавшихся в годы правления царевны Софьи, нанести удар по турецкой крепости Азов, расположенной при впадении реки Дон в Азовское море.
Первый Азовский поход, начавшийся весной 1695 года, окончился неудачно в сентябре того же года из-за отсутствия флота и неготовности русской армии действовать в отдалении от баз снабжения. Однако уже осенью 1695 года началась подготовка к новому походу. В Воронеже развернулось строительство гребной русской флотилии. За короткое время была построена флотилия из разных судов во главе с 36-пушечным кораблём «Апостол Пётр». В мае 1696 года 40-тысячная русская армия под командованием генералиссимуса Шеина вновь осадила Азов, только на этот раз русская флотилия блокировала крепость с моря. Пётр I принимал участие в осаде в звании капитана на галере. Не дожидаясь штурма, 19 (29) июля 1696 года крепость сдалась. Так был открыт первый выход России в южные моря.
Результатом Азовских походов стал захват крепости Азов, начало строительства порта Таганрог, возможность нападения на полуостров Крым с моря, что значительно обезопасило южные границы России. Однако получить выход к Чёрному морю через Керченский пролив Петру не удалось: он остался под контролем Османской империи. Сил для войны с Турцией, как и полноценного морского флота, у России пока не было.
Для финансирования строительства флота вводятся новые виды податей: землевладельцы были объединены в так называемые кумпанства по 10 тыс. дворов, каждое из которых на свои деньги должно было построить корабль. В это время проявляются первые признаки недовольства деятельностью Петра. Был раскрыт заговор Циклера, пытавшегося организовать стрелецкое восстание. Летом 1699 года первый большой русский корабль «Крепость» (46-пушечный) отвёз русского посла в Константинополь для переговоров о мире. Само существование такого корабля склонило султана к заключению мира в июле 1700 года, который оставил за Россией крепость Азов.
При строительстве флота и реорганизации армии Пётр был вынужден опираться на иностранных специалистов. Завершив Азовские походы, он решает отправить на обучение за границу молодых дворян, а вскоре и сам отправляется в первое путешествие по Европе.

#### Великое посольство 1697—1698
В марте 1697 года в Западную Европу через Лифляндию было отправлено Великое посольство, основной целью которого было найти союзников против Османской империи. Великими полномочными послами были назначены генерал-адмирал Франц Лефорт, генерал Фёдор Головин, начальник Посольского приказа Прокофий Возницын. Всего в посольство вошло до 250 человек, среди которых под именем урядника Преображенского полка Петра Михайлова находился сам царь Пётр I. Впервые русский царь предпринял путешествие за пределы своего государства.

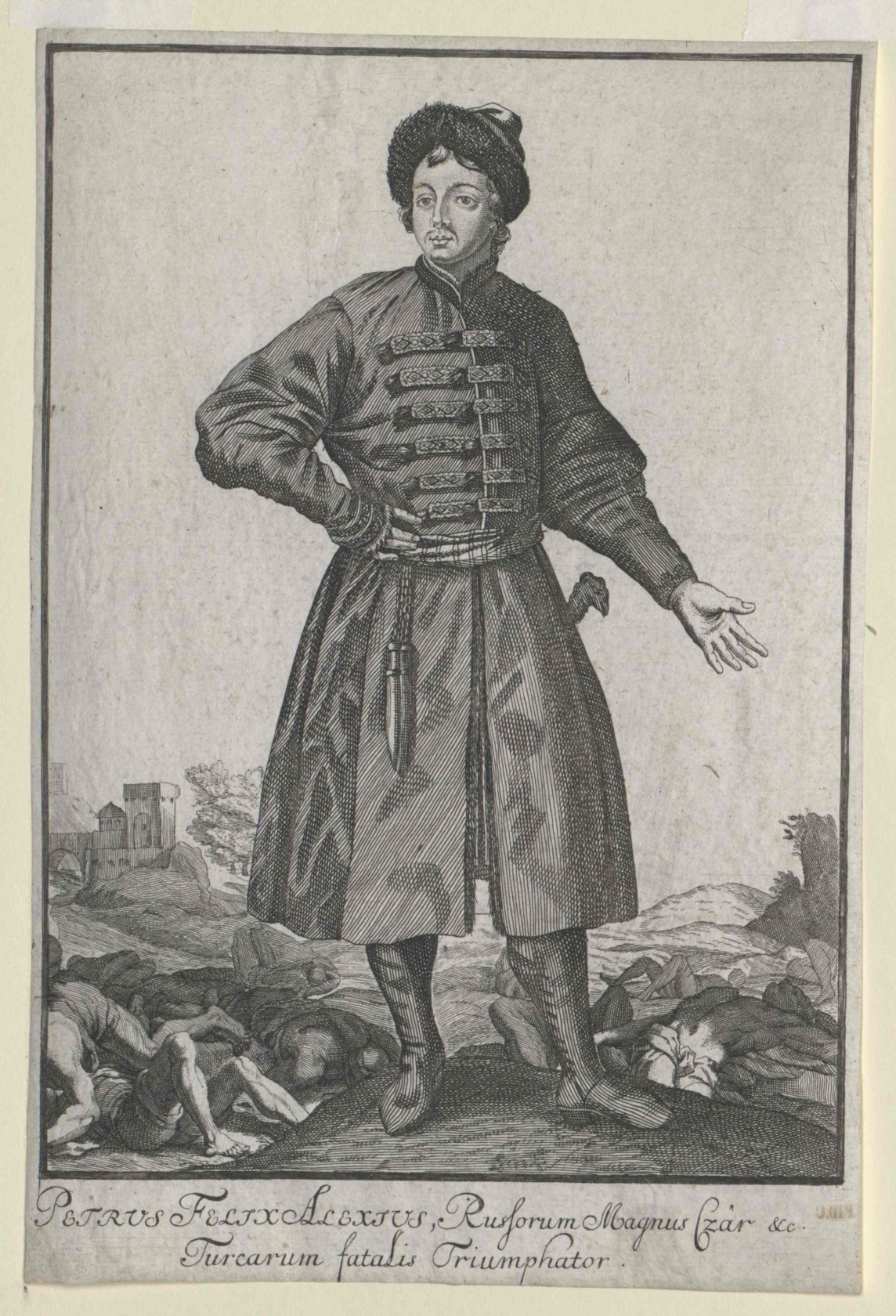
Гравюрный портрет 1690-х гг.

Пётр посетил Ригу, Кёнигсберг, Бранденбург, Голландию, Англию, Австрию, был намечен визит в Венецию и к папе римскому.

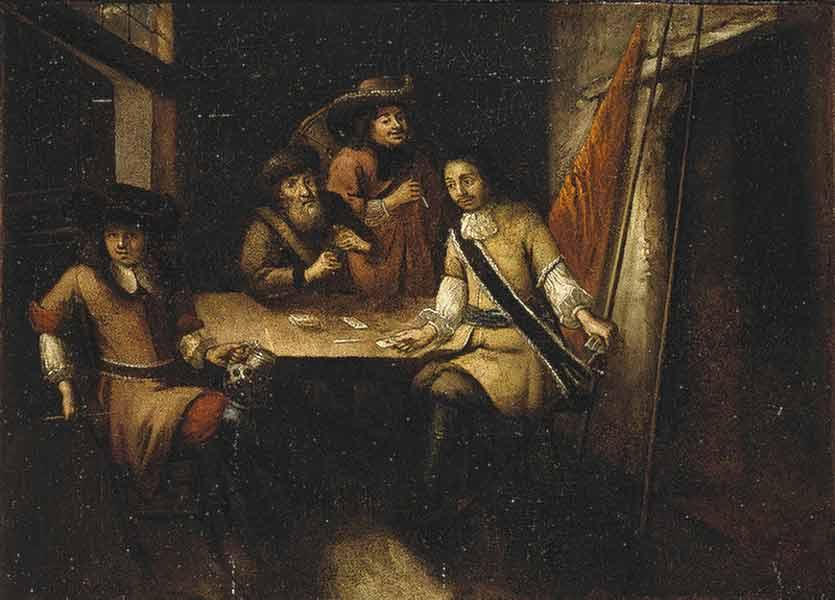
Беседа Петра I в Голландии. Неизвестный голландский художник. Конец 1690-х гг.

Посольство завербовало в Россию несколько сотен специалистов по корабельному делу, закупило военное и прочее оборудование.
Кроме переговоров, Пётр много времени посвятил изучению кораблестроения, военного дела и других наук. Пётр поработал плотником на верфях Ост-Индской компании, при участии царя был построен корабль «Пётр и Павел». В Англии посетил литейный завод, арсенал, парламент, Оксфордский университет, Гринвичскую обсерваторию и Монетный двор, смотрителем которого в то время был Исаак Ньютон. Его интересовали прежде технические достижения стран Запада, а не правовая система. Рассказывают, что посетив Вестминстерский дворец, Пётр увидел там «законников», то есть барристеров, в их мантиях и париках. Он спросил: «Что это за народ и что они тут делают?». Ему ответили: «Это все законники, Ваше Величество». «Законники! — удивился Пётр. — К чему они? Во всем моём царстве есть только два законника, и то я полагаю одного из них повесить, когда вернусь домой». Правда, посетив инкогнито английский парламент, где ему перевели выступления депутатов перед королём Вильгельмом III, царь сказал: «Весело слышать то, когда сыны отчества королю говорят явно правду, сему-то у англичан учиться должно».
Великое посольство главной цели не достигло: коалицию против Османской империи создать не удалось из-за подготовки ряда европейских держав к Войне за испанское наследство (1701—1714 годы). Однако благодаря этой войне сложились благоприятные условия для борьбы России за Балтику. Таким образом, произошла переориентация внешней политики России с южного направления на северное.

#### Возвращение. Переломные для России 1698—1700 годы

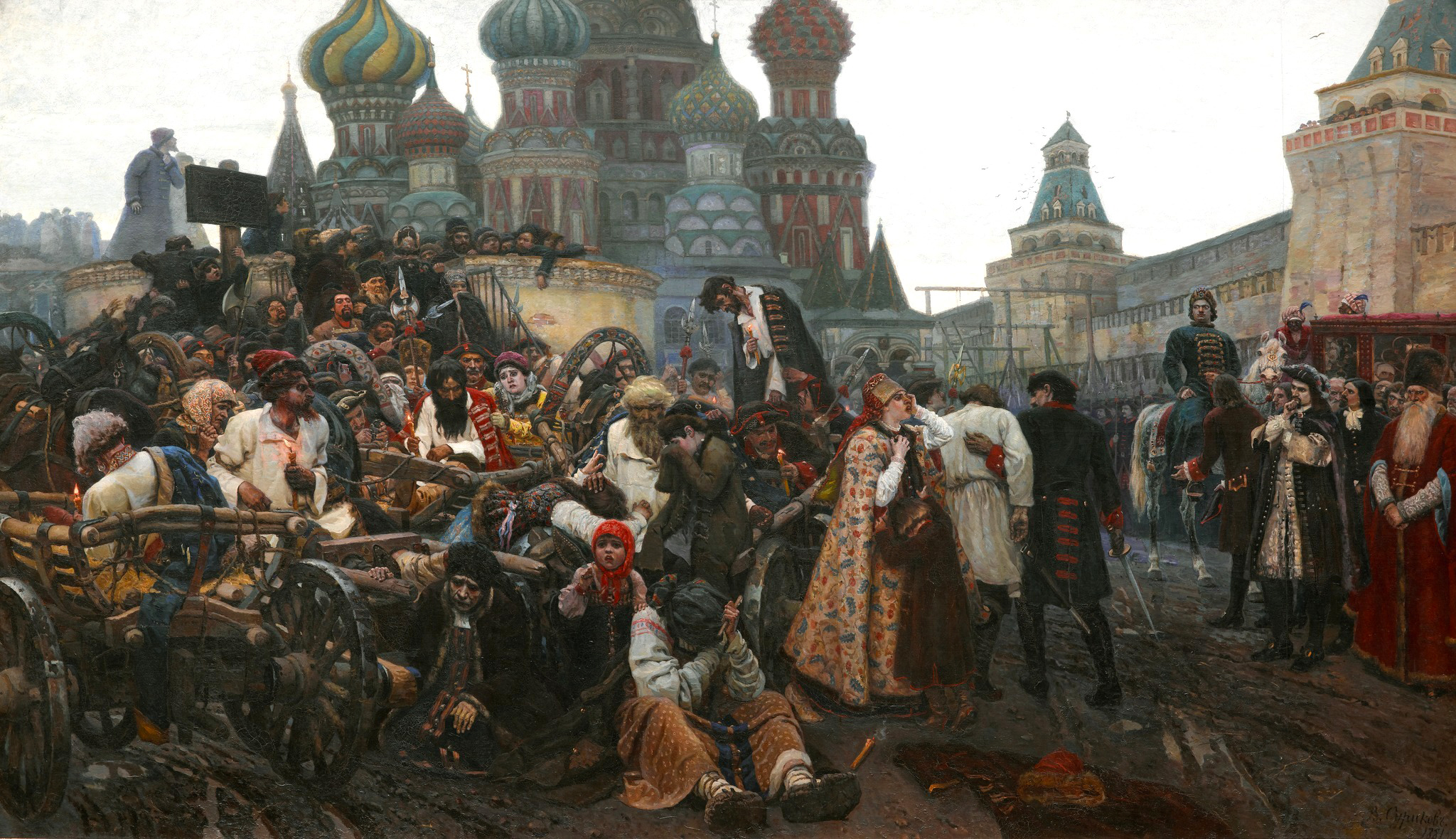
Утро стрелецкой казни. Худ. В. И. Суриков, 1881

В июле 1698 года Великое посольство было прервано известием о новом стрелецком мятеже в Москве, который был подавлен ещё до прибытия Петра. По прибытии царя в Москву (25 августа (4 сентября)) начался розыск и дознание, результатом которого явилась единовременная казнь около 800 стрельцов (кроме казнённых при подавлении бунта), а впоследствии ещё нескольких сотен вплоть до весны 1699 года.

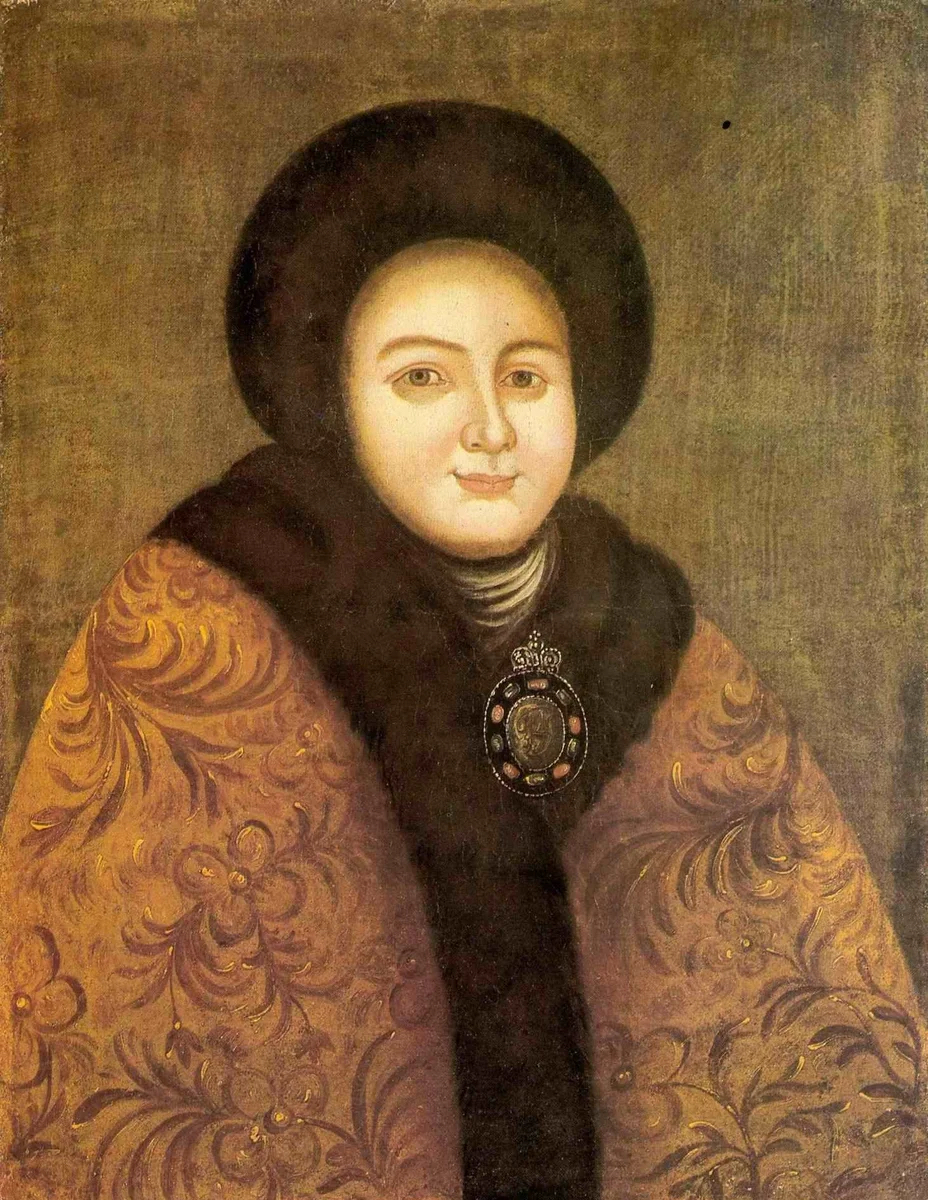
Портрет Евдокии Лопухиной кон. XVII в.

Царевна Софья была пострижена в монахини под именем Сусанны и отправлена в Новодевичий монастырь, где провела остаток своей жизни. За сочувствие и помощь царевне Софье под именем Маргариты была пострижена в Успенском монастыре в Александровой слободе её сестра Марфа Алексеевна. Та же участь постигла и нелюбимую жену Петра — Евдокию Лопухину, которую насильно отправили в Суздальский монастырь даже вопреки тому, что патриарх Адриан отказался её постричь. Несмотря на это, в тот же период времени Пётр I обсуждал с Патриархом уровень российского образования и утверждал о необходимости широкого и основательного просвещения в России. Патриарх полностью поддержал царя, и эти реформы привели к созданию новой системы образования и открытии в 1724 году Петербургской академии наук.

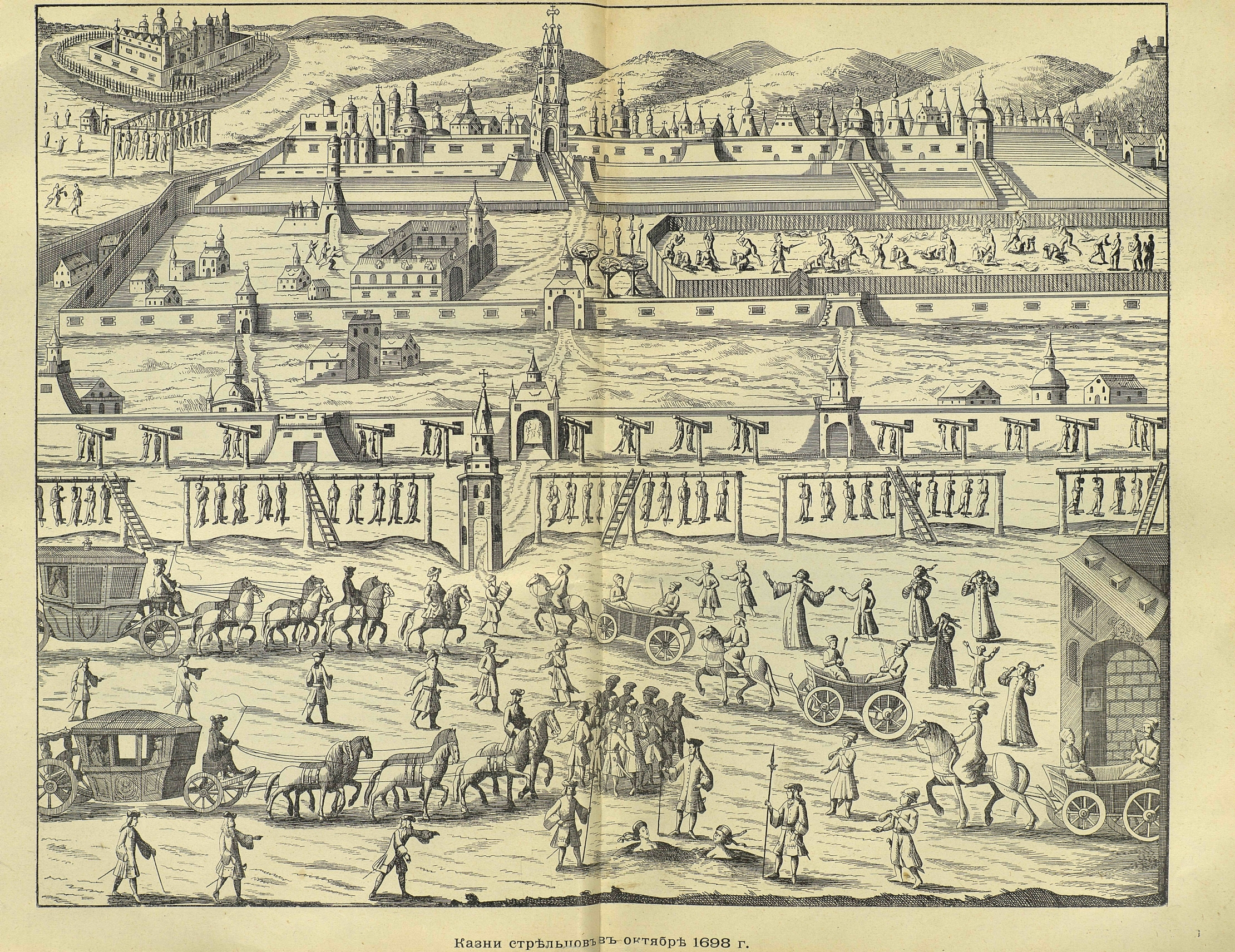
Рисунок, иллюстрирующий казнь стрельцов (из Дневника Иоганна Корба)

За 15 месяцев пребывания за рубежом Пётр многое повидал и многому научился. После возвращения царя 25 августа (4 сентября) 1698 года началась его преобразовательная деятельность, направленная вначале на изменение внешних признаков, отличающих старославянский уклад жизни от западноевропейского. В Преображенском дворце Пётр вдруг стал резать бороды вельможам, и уже 29 августа (8 сентября) 1698 года был издан знаменитый указ «О ношении немецкого платья, о бритии бород и усов, о хождении раскольникам в указанном для них одеянии», запретивший с 1 (11) сентября ношение бород.
«Я желаю преобразить светских козлов, то есть граждан, и духовенство, то есть монахов и попов. Первых, чтобы они без бород походили в добре на европейцев, а других, чтоб они, хотя с бородами, в церквах учили бы прихожан христианским добродетелям так, как видал и слыхал я учащих в Германии пасторов».
Новый 7208-й год по русско-византийскому календарю («от сотворения мира») стал 1700-м годом по юлианскому календарю. Пётр же ввёл и празднование Нового Года 1 января, а не в день осеннего равноденствия, как праздновалось ранее. В его специальном указе было записано:
«Поелику в России считают Новый год по-разному, с сего числа перестать дурить головы людям и считать Новый год повсеместно с первого января. А в знак доброго начинания и веселья поздравить друг друга с Новым годом, желая в делах благополучия и в семье благоденствия. В честь Нового года учинять украшения из елей, детей забавлять, на санках катать с гор. А взрослым людям пьянства и мордобоя не учинять — на то других дней хватает».

### Создание Российской империи. 1700—1724 годы

#### Военные реформы Петра

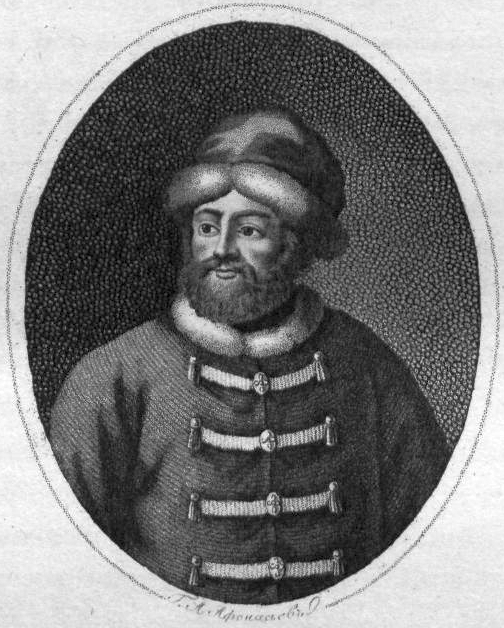
Портрет Алексея Шеина с гравюры А. Шхонбека 1699 г.

Кожуховские манёвры (1694) показали Петру преимущество полков «иноземного строя» перед стрельцами. Азовские походы, в которых участвовали четыре регулярных полка (Преображенский, Семёновский, Лефортовский и Бутырский полк), окончательно убедили Петра в малой пригодности войск старой организации. Поэтому в 1698 году старое войско было распущено, кроме 4 регулярных полков, которые стали основой новой армии.
Готовясь к войне со Швецией, Пётр велел в 1699 году произвести общий рекрутский набор и начать обучение новобранцев по образцу, заведённому у преображенцев и семёновцев. Одновременно было набрано большое количество иноземных офицеров. Войну предполагалось начать с осады Нарвы, поэтому основное внимание уделялось организации пехоты. На создание всей необходимой военной структуры просто не хватало времени. Про нетерпеливость царя ходили легенды — ему не терпелось вступить в войну и в деле проверить свою армию. Управление, службу боевого обеспечения, крепкий обустроенный тыл ещё предстояло создать.

#### Северная война со Швецией (1700—1721)
После возвращения из Великого посольства царь начал готовиться к войне со Швецией за выход к Балтийскому морю. В 1699 году был создан Северный союз против шведского короля Карла XII, в который, помимо России, вошли Дания, Саксония и Речь Посполитая во главе с саксонским курфюрстом и польским королём Августом II. Движущей силой союза было стремление Августа II отобрать у Швеции Лифляндию. За помощь он обещал России возврат земель, прежде принадлежавших русским (Ингерманландии и Карелии).

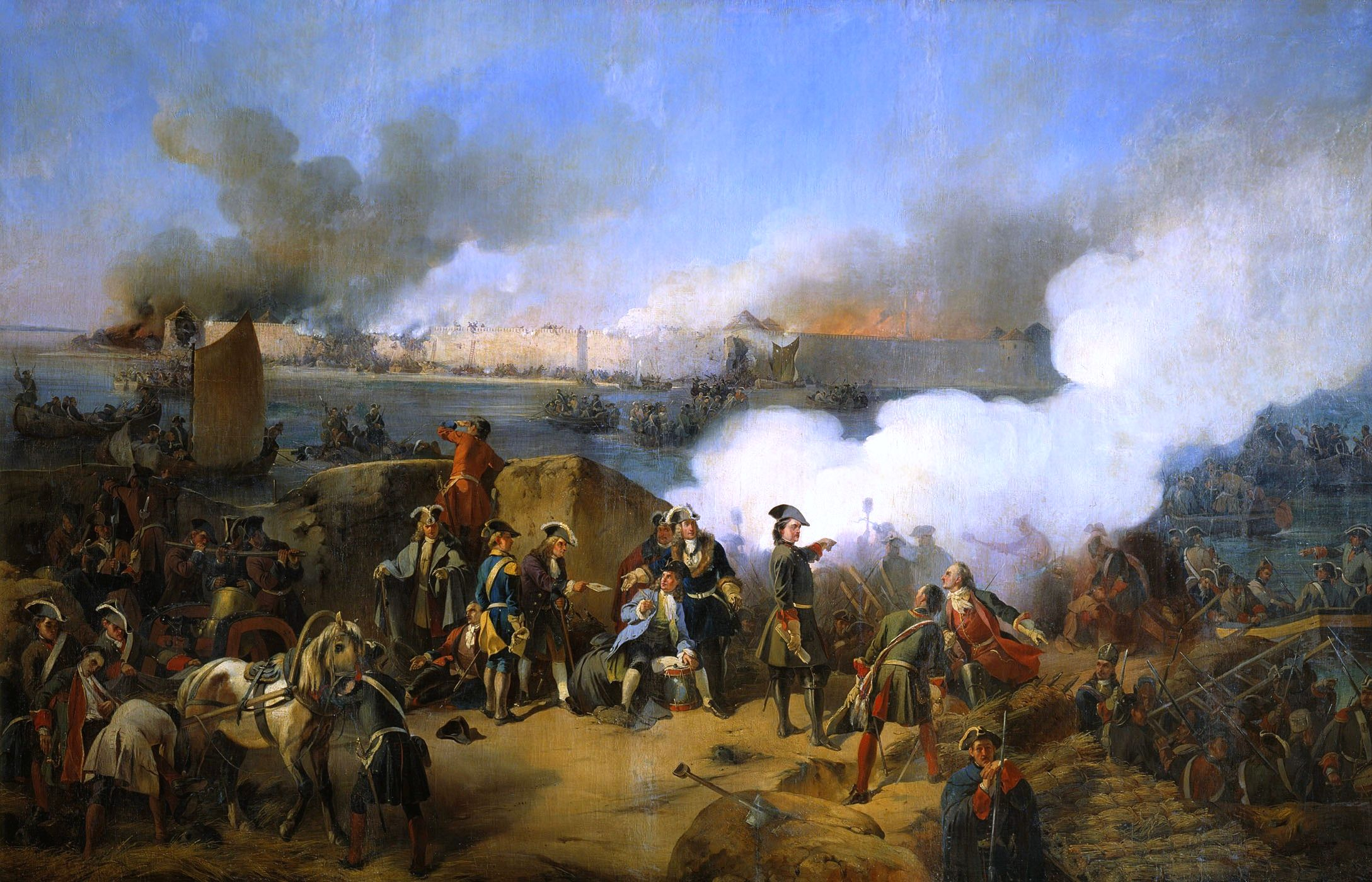
Штурм крепости Нотебург года. В центре изображён Пётр I. А. Е. Коцебу, 1846

Для вступления в войну России было необходимо заключить мир с Османской империей. После достижения перемирия с турецким султаном сроком на 30 лет Россия 19 (30) августа 1700 года объявила войну Швеции под предлогом отмщения за обиду, оказанную царю Петру в Риге.
В свою очередь, план Карла XII заключался в том, чтобы разбить противников поодиночке. В скором времени после бомбардировки Копенгагена Дания 8 (19) августа 1700 года вышла из войны, ещё до вступления в неё России. Неудачно закончились попытки Августа II захватить Ригу. После этого Карл XII обратился против России.

Начало войны для Петра было обескураживающим: новонабранная армия, вручённая саксонскому фельдмаршалу герцогу де Кроа, была разгромлена под Нарвой 19 (30) ноября 1700 года. Это поражение показало, что всё нужно было начинать фактически сначала.

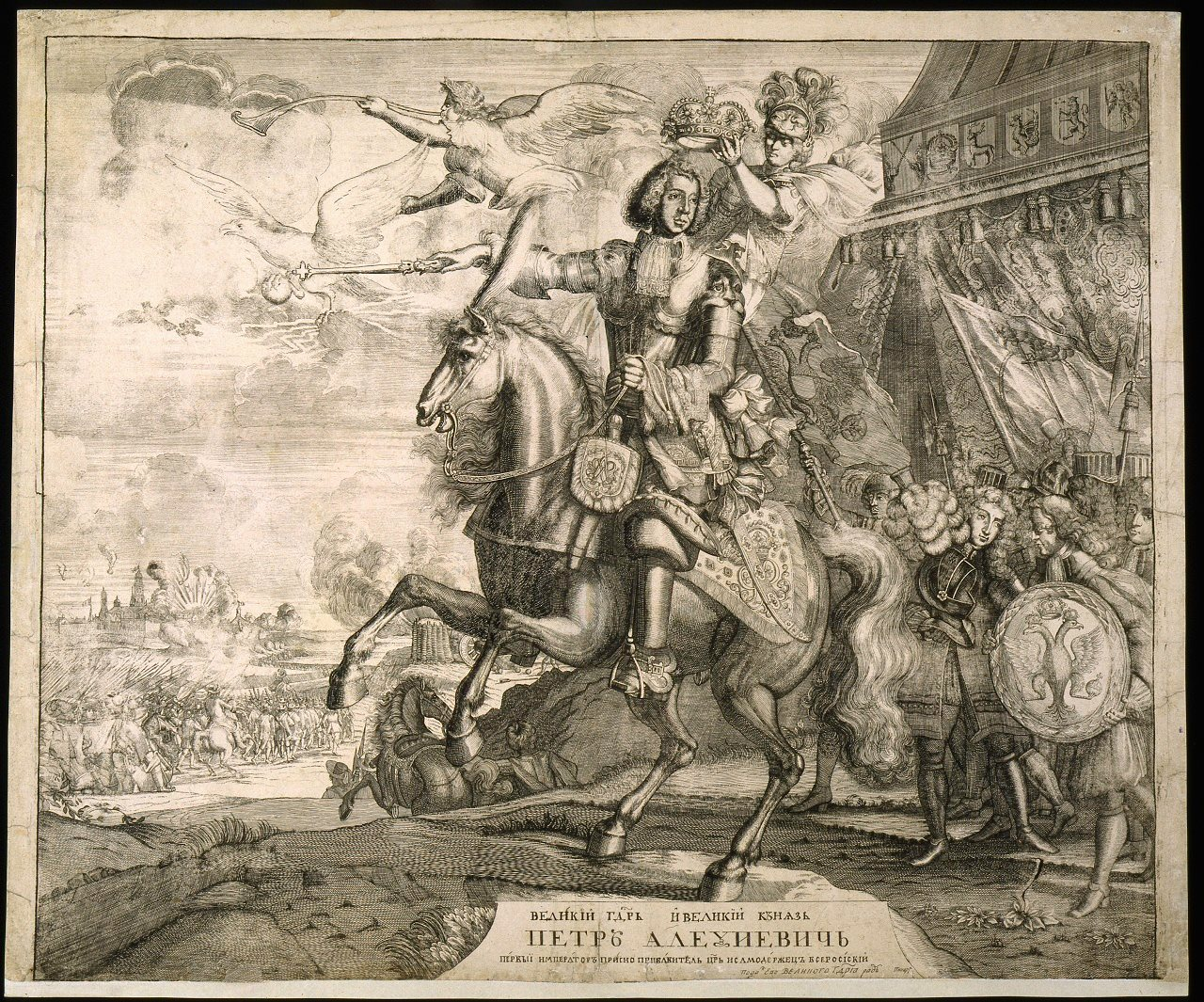
Конный портрет царя Петра Алексеевича на фоне баталии. Около 1707 г., П. Пикарт

Посчитав, что Россия достаточно ослаблена, Карл XII ушёл в Ливонию, чтобы направить все силы против Августа II.
Однако Пётр, продолжив реформы армии по европейскому образцу, возобновил боевые действия. Летом 1702 года гвардейцы вместе с Петром I начали переход по вырубленной в лесах и вымощенной в болотах «Осударевой дороге» из Белого моря в Онежское озеро, протащив волоком два построенных в Архангельске фрегата. Поход окончился взятием осенью 1702 года крепости Нотебург (переименована в Шлиссельбург). Весной 1703 года русская армия захватила крепость Ниеншанц в устье Невы. 10 (21) мая 1703 года за смелый захват двух шведских судов у устья Невы Пётр (носил тогда чин капитана Бомбардирской роты лейб-гвардии Преображенского полка) получил им же утверждённый орден Святого Андрея Первозванного. Здесь 16 (27) мая 1703 года по указу царя началось строительство новой столицы — Санкт-Петербурга, а на острове Котлин разместилась база русского флота — крепость Кроншлот (впоследствии Кронштадт). Выход к Балтийскому морю был снова пробит.

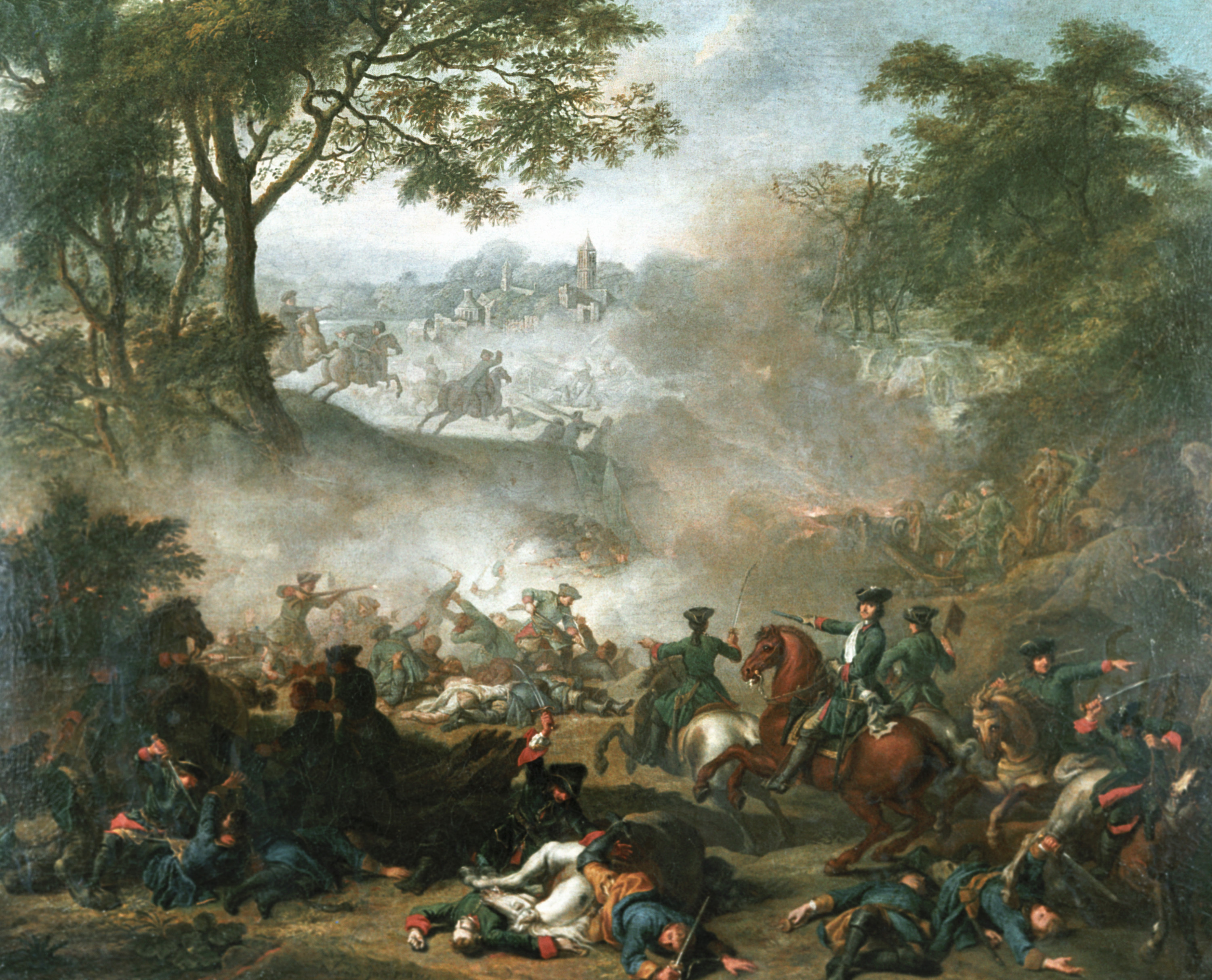
«Сражение при Лесной», Жан-Марк Натье, 1717

В 1704 году после взятия Дерпта и Нарвы Россия закрепилась в Восточной Прибалтике. В 1704 году при штурме Нарвы Пётр I сам зарубил нескольких солдат, продолжавших убивать и грабить жителей крепости после её капитуляции. На предложение заключить мир Пётр I получил отказ.

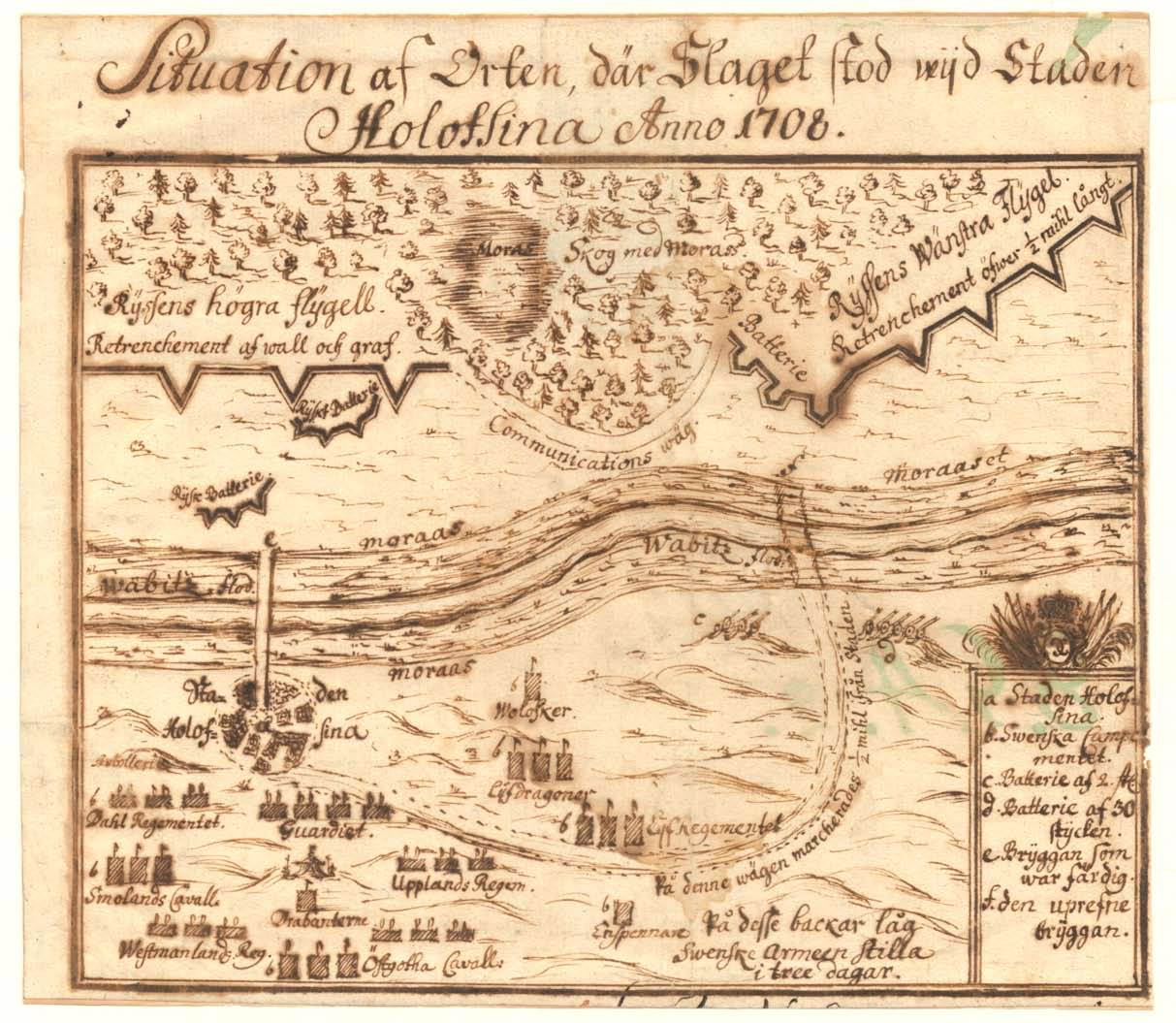
План нападения шведов под Головчином

После низложения Августа II в 1706 году и замены его польским королём Станиславом Лещинским Карл XII начал роковой для него поход на Россию. Однако новая русская армия была иной — обстрелянной, обученной, хорошо снабжённой. Во главе её стояли талантливые военачальники, сам Пётр проявил умения и таланты полководца. Однако и теперь, имея численное превосходство, он не стремился к генеральному сражению, так как противник был слишком силён. На военном совете в Жолкве весной 1707 года было решено «дать баталию при своих границах, когда того необходимая нужда требовать будет; а в Польше на переправах и партиями, и так же оголожением провианта и фуража томить неприятеля».
В июле 1708 года Карл нанёс русским поражение под Головчином. Пётр был разгневан: «Многие полки пришли в конфузию, непорядочно отступили, а иные и не бився, а которые и бились, и те казацким, а не солдатским боем». Потери: шведов — 255 человек убитых, 1219 раненых (1474 убито и ранено); русских — 359 убитых, 675 раненых, 630 пленных (1664 убито, ранено и пленено) и 6—12 орудий. Солдат, раненых в этом бою в спину, расстреливали и вешали как трусов. По приказу царя войска разоряли сначала Польшу, а затем и собственную страну. Собранное зерно надлежало свозить в Смоленск, а при невозможности вывоза «прятать в ямы».
Отсутствие провианта вынудило Карла XII повернуть на Украину в расчёте на помощь местного гетмана Ивана Мазепы. В сражении при Лесной 28 сентября (9 октября) 1708 года Пётр лично возглавил корволант А. Д. Меншикова и разгромил шведский корпус Левенгаупта, шедший на соединение с армией Карла XII из Лифляндии. Шведская армия лишилась подкрепления и обоза с военными припасами. Позднее Пётр I отмечал годовщину этой битвы как поворотный момент в Северной войне.
В Полтавской битве 27 июня (8 июля) 1709 года, в которой армия Карла XII была наголову разгромлена, Пётр снова командовал на поле боя; у Петра была прострелена шляпа. После победы он принял звание первого генерал-поручика и шаутбенахта от синего флага.

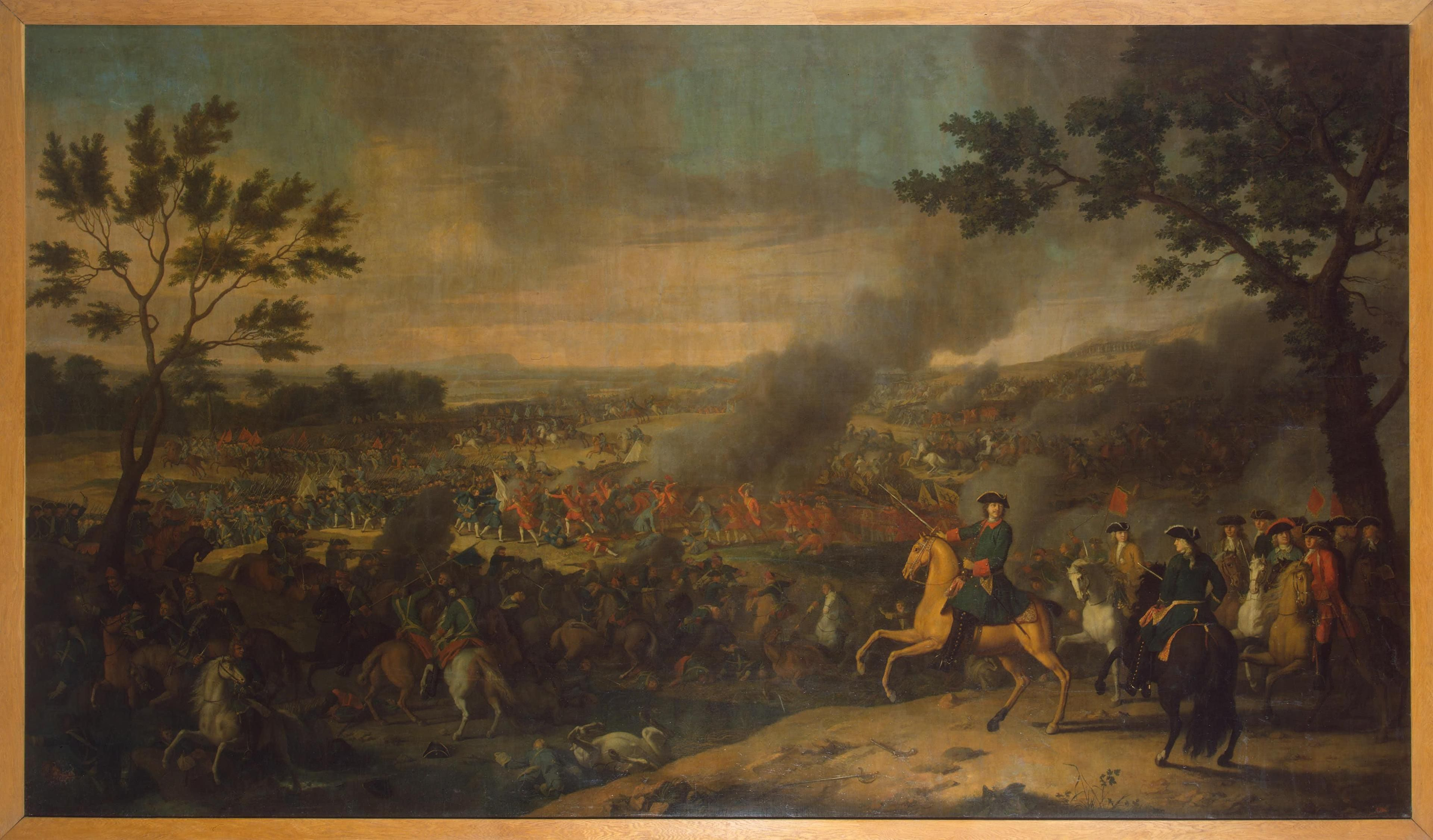
Пётр I в Полтавской битве 1709 года. Л. Каравак, 1718

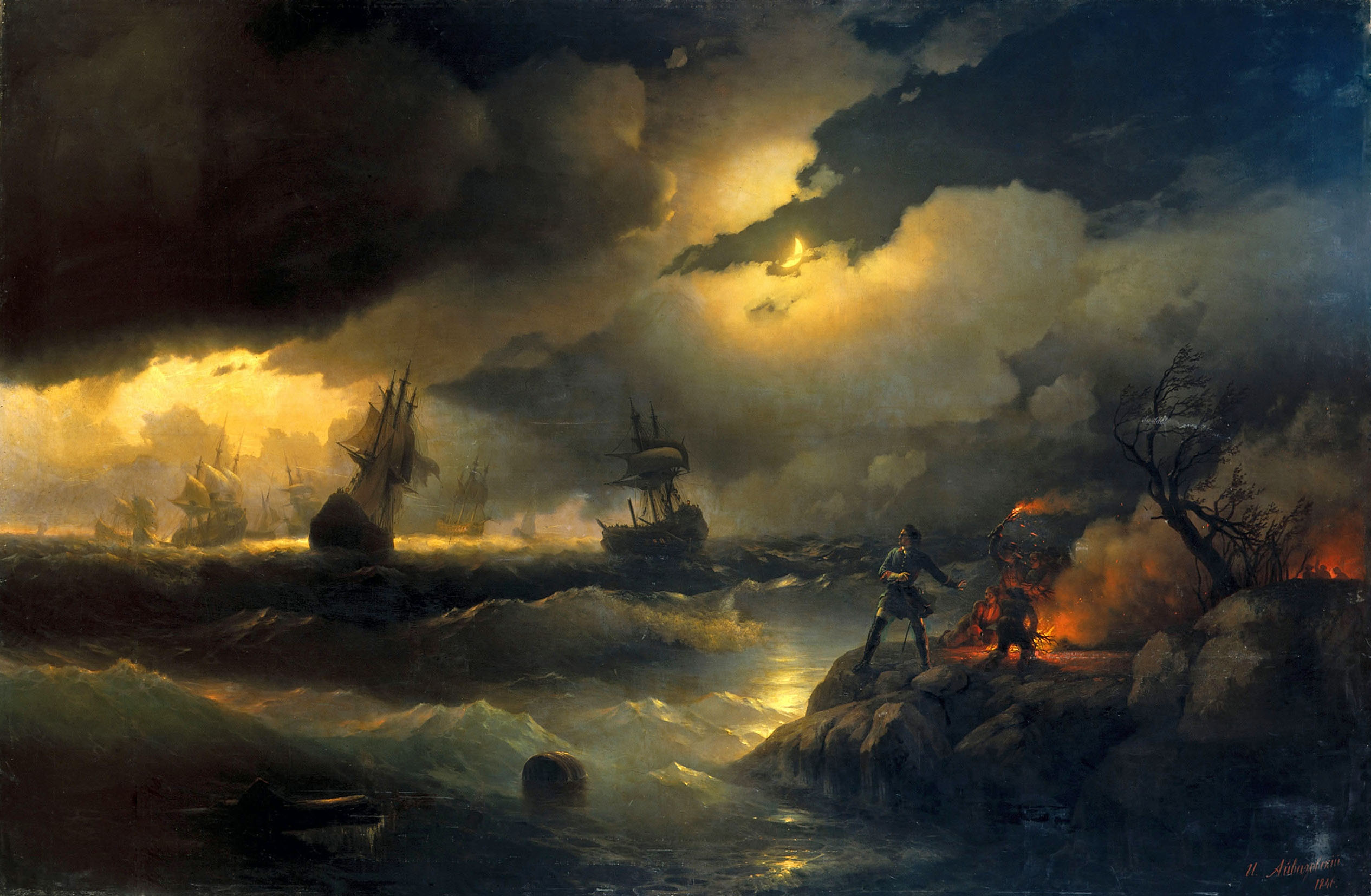
И. К. Айвазовский. Пётр I при Красной Горке, зажигающий костёр на берегу для подачи сигнала гибнущим судам своим

В 1710 году в войну вмешалась Турция. После поражения в Прутском походе 1711 года Россия вернула Азов Турции и разрушила Таганрог, но за счёт этого удалось заключить очередное перемирие с турками.
Пётр снова сосредоточился на войне со шведами — в 1713 году шведы потерпели поражение в Померании и лишились всех владений в континентальной Европе. Однако, благодаря господству Швеции на море, Северная война затянулась. Балтийский флот только создавался Россией, но сумел одержать первую победу в Гангутском сражении летом 1714 года. В 1716 году Пётр возглавил объединённый флот из России, Англии, Дании и Голландии, но из-за разногласий в стане союзников не удалось организовать нападение на Швецию.
По мере укрепления Балтийского флота России Швеция почувствовала опасность вторжения на свои земли. В 1718 году начались мирные переговоры, прерванные внезапной гибелью Карла XII. Шведская королева Ульрика Элеонора возобновила войну, надеясь теперь на помощь Англии. Разорительные десанты русских войск на шведское побережье в 1720 году подтолкнули Швецию к возобновлению переговоров. 30 августа (10 сентября) 1721 года между Россией и Швецией был заключён Ништадтский мир, завершивший 21-летнюю войну. Россия получила выход в Балтийское море, присоединила территорию Ингрии, часть Карелии, Эстляндию и Лифляндию.
Россия стала великой европейской державой, в ознаменование чего 22 октября (2 ноября) 1721 года Пётр по прошению сенаторов принял титул Отца Отечества, Императора Всероссийского, Петра Великого:

… помыслили мы, с прикладу древних, особливо ж римского и греческого народов, дерзновение восприять, в день торжества и объявления заключённого оными в. в. трудами всей России толь славного и благополучного мира, по прочитании трактата оного в церкви, по нашем всеподданнейшем благодарении за исходатайствование оного мира, принесть своё прошение к вам публично, дабы изволил принять от нас, яко от верных своих подданных, во благодарение титул Отца Отечествия, Императора Всероссийского, Петра Великого, как обыкновенно от Римского Сената за знатные дела императоров их такие титулы публично им в дар приношены и на статутах для памяти в вечные роды подписаны.
— Прошение сенаторов царю Петру I. 22 октября 1721 года

#### Русско-турецкая война 1710—1713
После поражения в Полтавской битве шведский король Карл XII укрылся во владениях Османской империи, городе Бендеры. Пётр I заключил договор с Турцией о выдворении Карла XII с турецкой территории, однако затем шведскому королю позволили остаться и создавать угрозу южной границе России при помощи части украинского казачества и крымских татар. Добиваясь высылки Карла XII, Пётр I стал угрожать войной Турции, но в ответ 20 ноября (1 декабря) 1710 года султан сам объявил войну России. Действительной причиной войны явились захват русскими войсками Азова в 1696 году и появление русского флота в Азовском море.

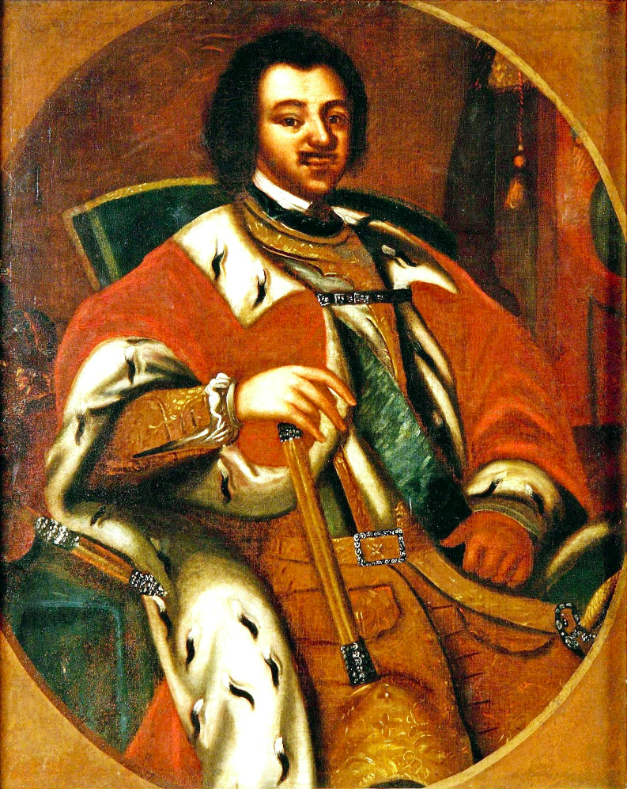
Парсуна Петра I (до 1715 г.)

Война со стороны Турции ограничилась зимним набегом крымских татар, вассалов Османской империи, на Украину. Россия повела войну на 3 фронта: войска совершили походы против татар на Крым и на Кубань, сам Пётр I, опираясь на помощь правителей Валахии и Молдавии, решил совершить глубокий поход до Дуная, где надеялся поднять на борьбу с турками христианских вассалов Оттоманской империи.
6 (17) марта 1711 года Пётр I выехал к войскам из Москвы с верной подругой Екатериной Алексеевной, которую повелел считать своей женой и царицей (ещё до официального венчания, произошедшего в 1712). Армия перешла границу Молдавии в июне 1711, но уже 20 (31) июля 1711 года 190 тысяч турок и крымских татар прижали 38-тысячную русскую армию к правому берегу реки Прут, полностью окружив её. В казалось бы безвыходной ситуации Петру удалось заключить с великим визирем Прутский мирный договор, по которому армия и сам царь избежали пленения, но взамен Россия отдала Азов Турции и потеряла выход к Азовскому морю.
С августа 1711 года боевых действий не велось, хотя в процессе согласования окончательного договора Турция несколько раз угрожала возобновить войну. Только в июне 1713 года был заключён Адрианопольский мирный договор, который в целом подтвердил условия Прутского соглашения. Россия получила возможность продолжать Северную войну без 2-го фронта, хотя и потеряла завоевания Азовских походов.

#### Второе путешествие Петра I в Западную Европу

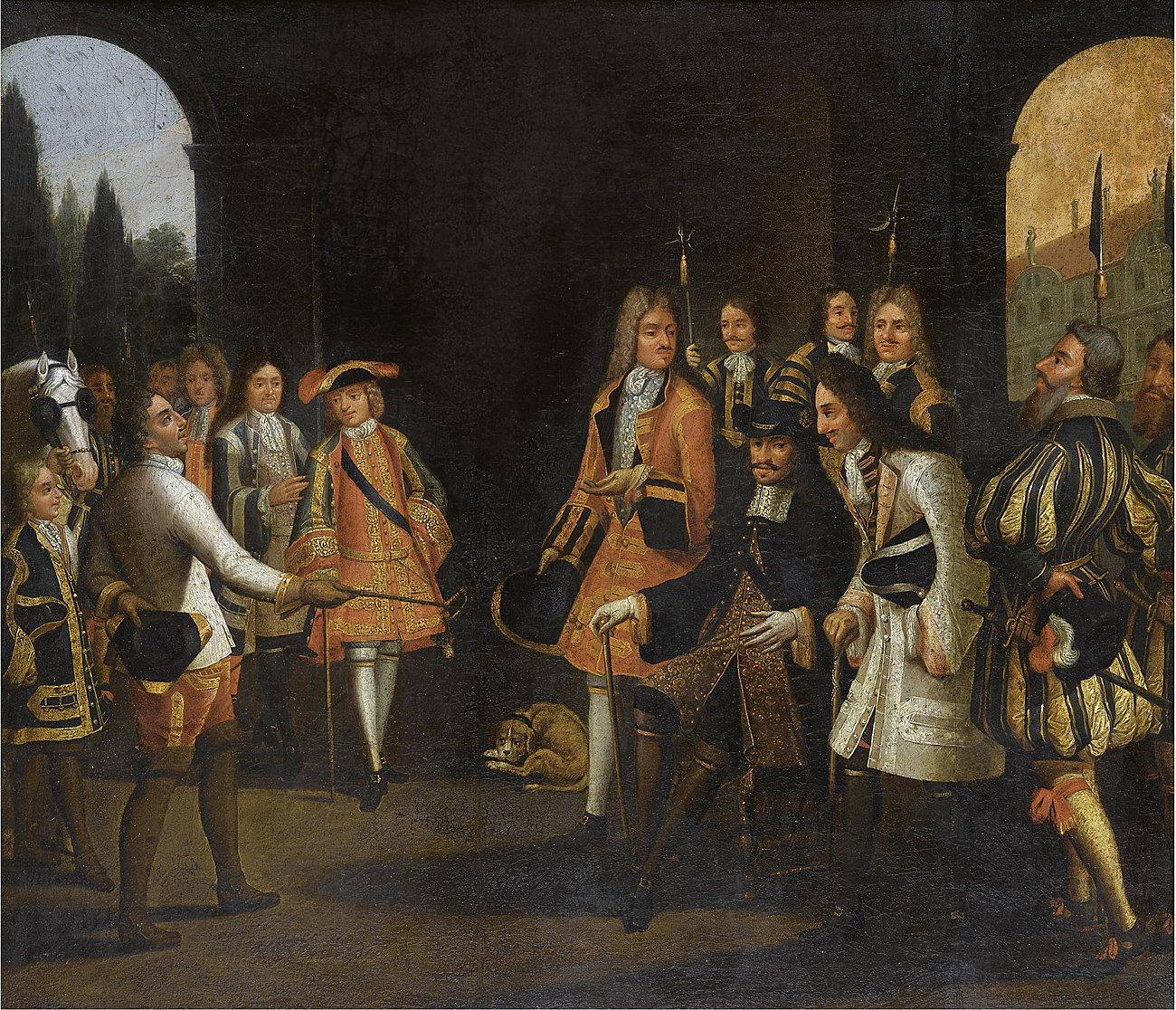
Пётр в гостях у Людовика XV в Версале, неизвестный французский художник, 1717 г.

В начале 1716 года Пётр I вновь покинул Россию почти на два года. В этот раз он, в частности, посетил Францию, что заложило основы более близких дипломатических отношений между Россией и Францией.

#### Движение России на восток
Экспансия России на восток при Петре I не прекращалась. В 1716 году экспедиция Бухгольца на месте слияния Иртыша и Оми основала Омск, выше по течению Иртыша: Усть-Каменогорск, Семипалатинск и другие крепости. В 1716—1717 годах в Среднюю Азию был отправлен отряд Бековича-Черкасского с целью склонить хивинского хана к подданству и разведать путь в Индию. Однако русский отряд был уничтожен ханом, и план завоевания среднеазиатских государств не был осуществлён при его правлении. В правление Петра I была присоединена к России Камчатка. Пётр запланировал экспедицию через Тихий Океан в Америку (собираясь основать там русские колонии), но осуществить задуманное не успел.

#### Каспийский поход 1722—1723

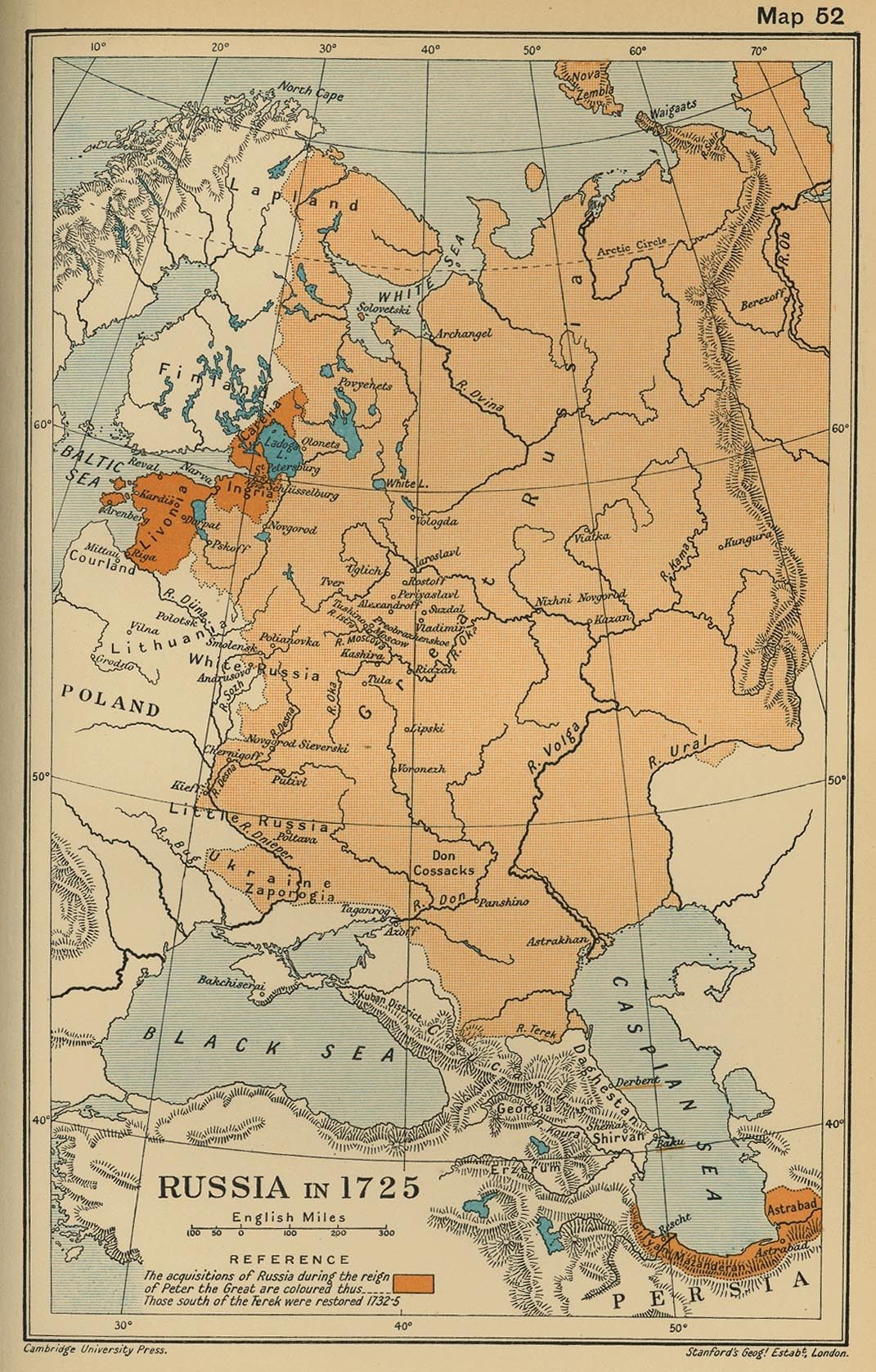
Карта Российской империи в 1725 году. Красным отмечены территории присоединённые по Ништадскому миру с Швецией и Петербургскому миру с Персией

Наиболее крупным внешнеполитическим мероприятием Петра после Северной войны был Каспийский (или Персидский) поход в 1722—1724 годах. Условия для похода создались в результате персидских междоусобиц и фактического распада некогда мощного государства.
18 (29) июля 1722, после обращения за помощью сына персидского шаха Тохмас-мирзы, из Астрахани по Каспию отплыл 22-тысячный русский отряд. В августе сдался Дербент, после чего русские из-за проблем с провиантом вернулись в Астрахань. В следующем 1723 году был завоёван западный берег Каспийского моря с крепостями Баку, Рештом, Астрабадом. Дальнейшее продвижение было остановлено угрозой вступления в войну Османской империи, которая захватывала западное и центральное Закавказье.
12 (23) сентября 1723 года был заключён Петербургский договор с Персией, по которому в состав Российской империи включалось западное и южное побережье Каспия с городами Дербент и Баку и провинциями Гилян, Мазендеран и Астрабад. Россия и Персия также заключили оборонительный союз против Турции, который, однако, оказался недействующим.
По Константинопольскому договору от 12 (23) июня 1724 года Турция признавала все приобретения России в западной части Каспийского моря и отказывалась от дальнейших притязаний на Персию. Стык границ между Россией, Турцией и Персией был установлен на месте слияния рек Аракс и Кура. В Персии смута продолжалась, и Турция оспорила положения Константинопольского договора прежде, чем граница была точно установлена.
Вскоре после смерти Петра эти владения были потеряны в связи с высокими потерями гарнизонов от болезней, и, на взгляд царицы Анны Иоанновны, бесперспективностью региона.

#### Российская империя при Петре I

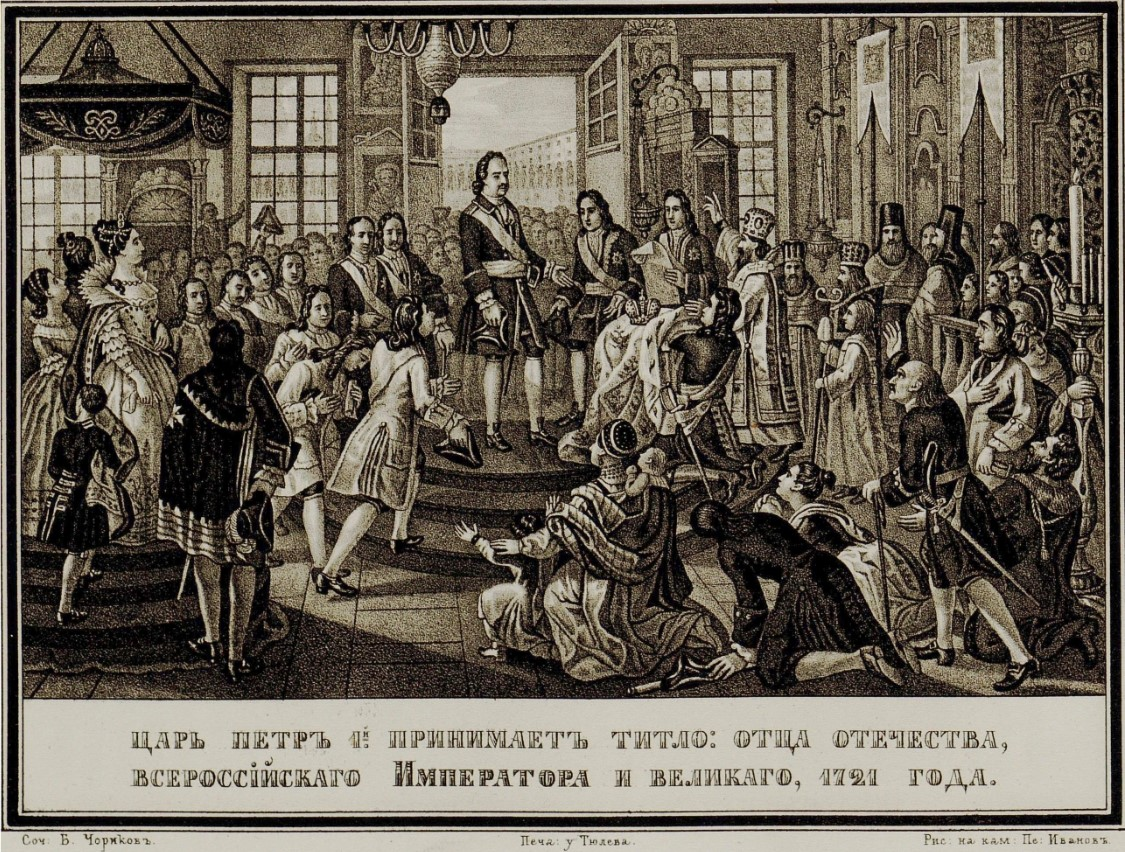
Б. А. Чориков. Провозглашение Петра I императором. Книжная иллюстрация первой половины XIX века

После победы в Северной войне и заключения Ништадтского мира в сентябре 1721 года Сенат и Синод решили преподнести Петру титул императора всероссийского со следующей формулировкой: «как обыкновенно от римского сената за знатные дела императоров их такие титулы публично им в дар приношены и на статутах для памяти в вечные роды подписываны.»
22 октября (2 ноября) 1721 года Пётр I принял титул, не просто почётный, но свидетельствующий о новой роли России в международных делах. Пруссия и Голландия немедленно признали новый титул русского царя, Швеция в 1723, Турция в 1739, Англия и Австрия в 1742, Франция и Испания в 1745 и, наконец, Польша в 1764 году.

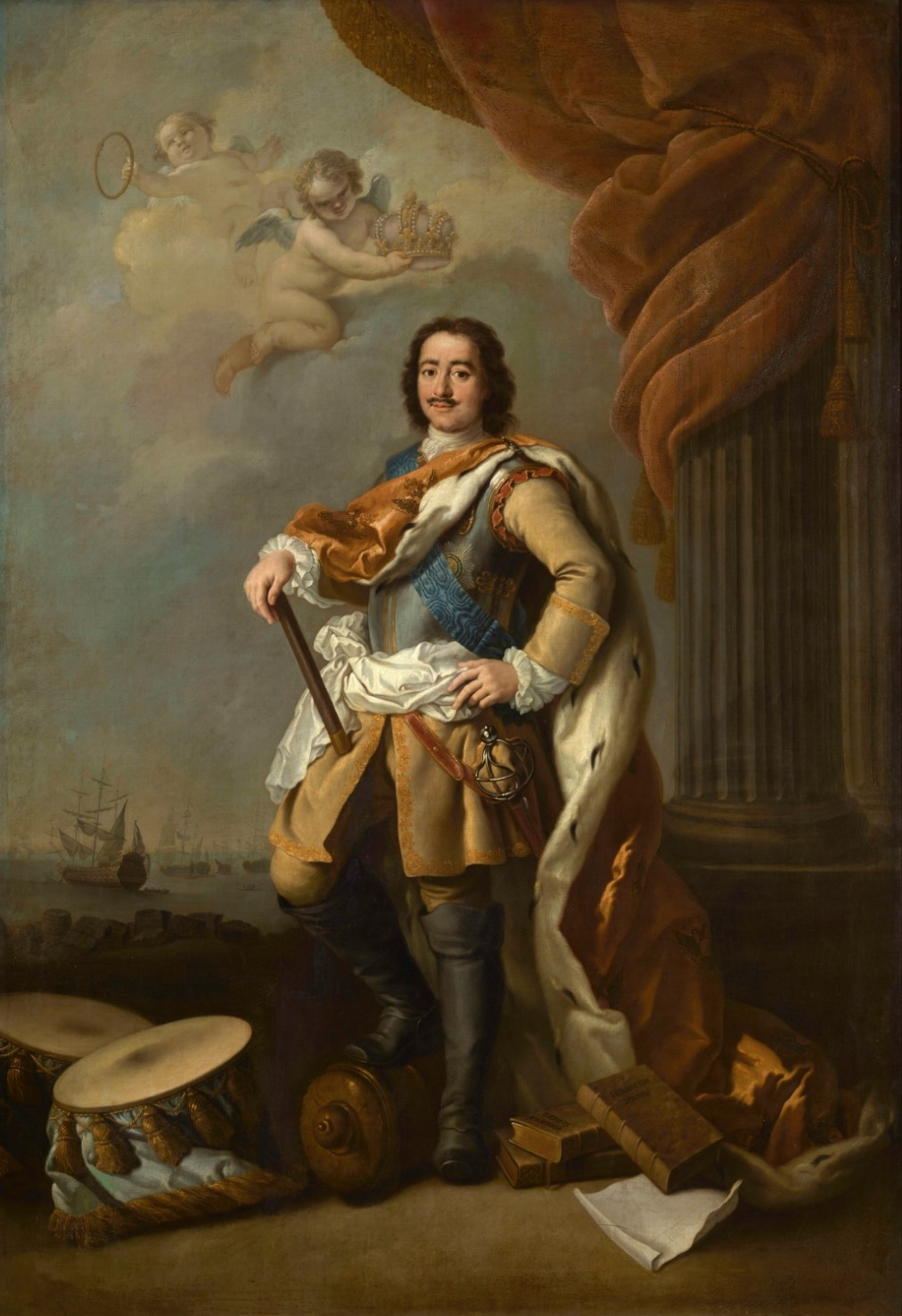
П. С. Дрождин. Портрет Петра Великого
(в мантии). 1795. Государственный Русский музей, Санкт-Петербург

После провозглашения России империей обряд венчания на царство был заменён обрядом коронации, а царские регалии, такие как венец и бармы, уступили место короне и порфире — специальной коронационной мантии.
Секретарь прусского посольства в России в 1717—1733 гг. И.-Г. Фоккеродт по просьбе Вольтера, работавшего над историей царствования Петра, написал воспоминания о России при Петре. Фоккеродт попытался оценить численность населения Российской империи к концу царствования Петра I. По его сведениям, количество лиц податного сословия составляло 5 миллионов 198 тысяч человек, откуда число крестьян и горожан, включая лиц женского пола, оценивалось примерно в 10 млн. Много душ было утаено помещиками, повторная ревизия увеличила число податных душ до почти 6 млн человек. Русских дворян с семействами считалось до 500 тыс.; чиновников до 200 тыс. и духовных лиц с семьями до 300 тыс. душ.
Жители покорённых областей, не состоящие под поголовною податью, составляли по оценке от 500 до 600 тысяч душ. Казаков с семействами на Украине, на Дону и Яике и в пограничных городах считалось от 700 до 800 тысяч душ. Численность сибирских народов была неизвестна, но Фоккеродт положил её до миллиона человек.
Таким образом, население Российской империи составляло до 15 миллионов подданных и уступало в Европе по численности только Франции (около 20 млн).
По подсчётам советского историка Ярослава Водарского, численность мужчин и детей мужского пола выросла с 1678 по 1719 г. с 5,6 до 7,8 млн. Таким образом, если принять число женщин примерно равным числу мужчин, общая численность населения России за этот период выросла с 11,2 до 15,6 млн.

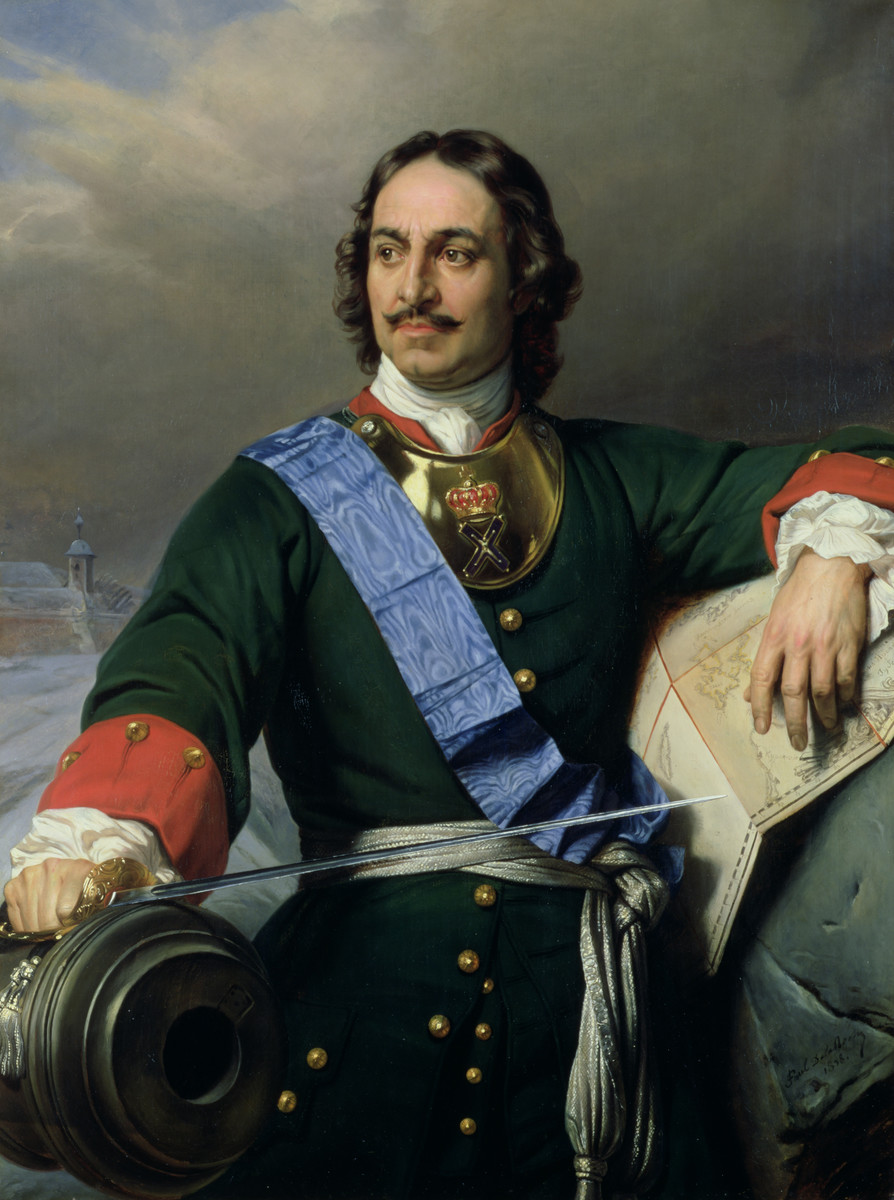
П. Деларош. Пётр Великий. 1838. Кунстхалле, Гамбург

### Преобразования
Всю внутреннюю государственную деятельность Петра условно можно разделить на два периода: 1695—1715 годы и 1715—1725 годы. Особенностью первого этапа были спешка и не всегда продуманный характер, что объяснялось ведением Северной войны. Реформы были нацелены, прежде всего, на сбор средств для ведения войны, проводились насильственным методом и часто не приводили к желаемому результату. Кроме государственных реформ, на первом этапе проводились обширные реформы с целью модернизации уклада жизни. Во втором периоде реформы были более планомерными.
Ряд историков, например, В. О. Ключевский, указывали, что реформы Петра I не являлись чем-то принципиально новым, а были лишь продолжением тех преобразований, которые осуществлялись в течение XVII века. Другие историки (например, Сергей Соловьёв), напротив, подчёркивали революционный характер преобразований Петра.
Петром была проведена реформа государственного управления, преобразования в армии, был создан военный флот, была осуществлена реформа церковного управления в духе цезаропапизма, направленная на ликвидацию автономной от государства церковной юрисдикции и подчинение российской церковной иерархии императору. Также была осуществлена финансовая реформа, предпринимались мероприятия по развитию промышленности и торговли.
После возвращения из Великого посольства Пётр I повёл борьбу с внешними проявлениями «устаревшего» образа жизни (наиболее известен налог на бороды), но не менее обращал внимание на приобщение дворянства к образованию и светской европеизированной культуре. Стали появляться светские учебные заведения, основана первая русская газета, появились переводы многих книг на русский. В начале XVIII века складывались новые правила русского застолья и быта. Успех по службе для дворян Пётр поставил в зависимость от их образования.
Пётр ясно сознавал необходимость просвещения и предпринял с этой целью ряд решительных мер. 14 (25) января 1701 года в Москве была открыта школа математических и навигационных наук. В 1701—1721 годах были открыты артиллерийская, инженерная и медицинская школы в Москве, инженерная школа и морская академия в Санкт-Петербурге, горные школы при Олонецких и Уральских заводах. В 1705 году была открыта первая в России гимназия. Целям массового образования должны были служить созданные указом 1714 года цифирные школы в провинциальных городах, призванные «детей всякого чина учить грамоте, цифири и геометрии». Предполагалось создать по две такие школы в каждой губернии, где обучение должно было быть бесплатным. Для солдатских детей были открыты гарнизонные школы, для подготовки священников, начиная с 1721 года, создавалась сеть духовных школ. В 1724 году был подписан проект положения об Академии наук, университете и гимназии при ней.
Указами Петра было введено обязательное обучение дворян и духовенства, но аналогичная мера для городского населения встретила яростное сопротивление и была отменена. Попытка Петра создать всесословную начальную школу не удалась (создание сети школ после его смерти прекратилось, большинство цифирных школ при его преемниках были перепрофилированы в сословные школы для подготовки духовенства), но, тем не менее, в его царствование были заложены основы для распространения образования в России.

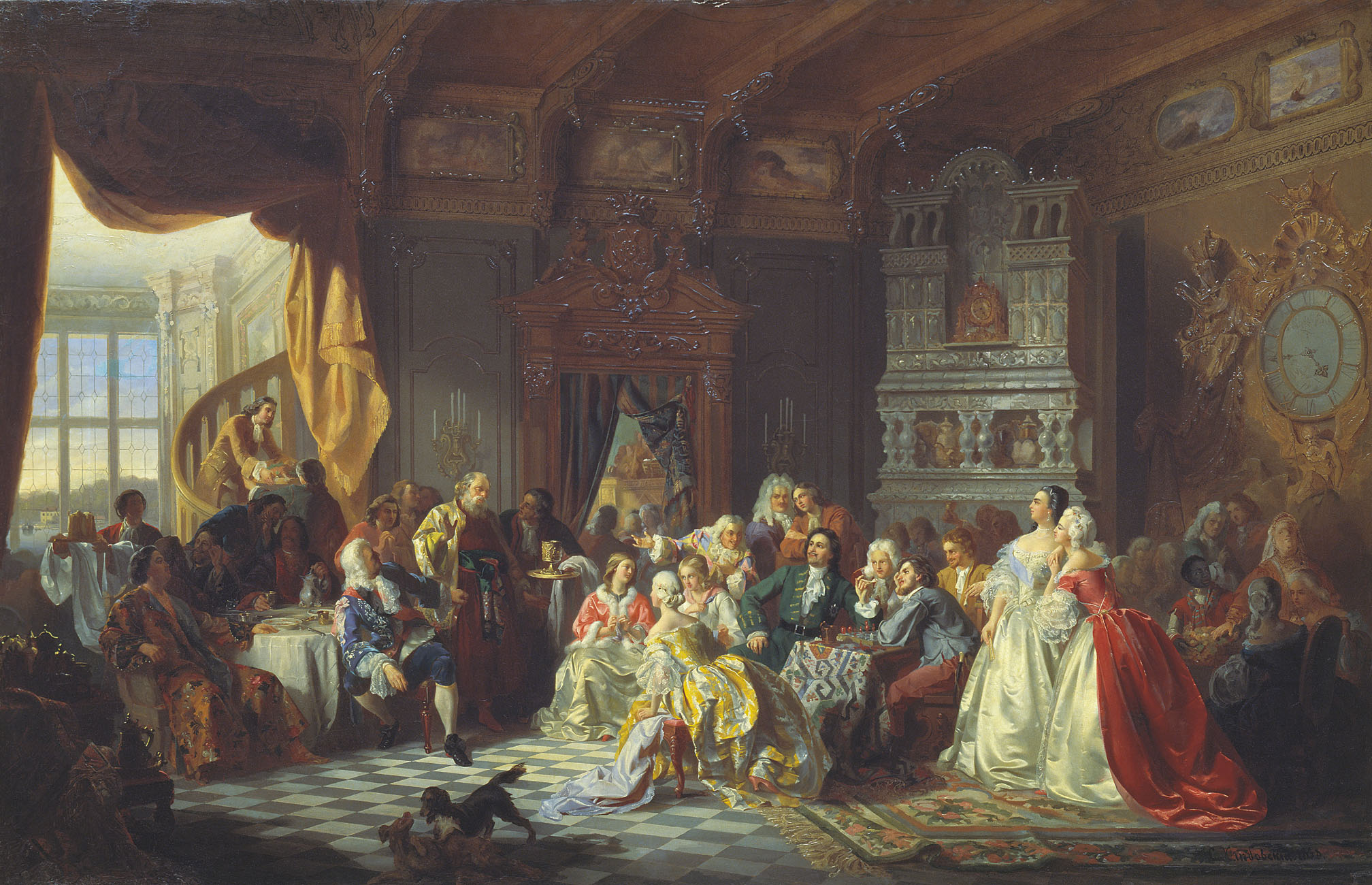
Станислав Хлебовский. Ассамблея при Петре I

Петром были созданы новые типографии, в которых за 1700—1725 года напечатано 1312 наименований книг (это в два раза больше, чем за всю предыдущую историю русского книгопечатания). Благодаря подъёму книгопечатания, потребление бумаги выросло с 4-8 тысяч листов в год (в конце XVII века) до 50 тысяч листов в 1719 году. Произошли изменения в русском языке, в который вошли 4,5 тысячи новых слов, заимствованных из европейских языков. Пётр I ввёл в процессе первой реформы русского алфавита в 1708 году гражда́нский шрифт — шрифт для печати и чтения светских изданий; в результате изменился состав азбуки и упростились начертания букв. В 1724 году Пётр утвердил устав организуемой Академии наук (открылась через несколько месяцев после его смерти).
Особое значение имело строительство каменного Санкт-Петербурга, в котором принимали участие иностранные архитекторы и которое осуществлялось по разработанному царём плану. Им создавалась новая городская среда с незнакомыми прежде формами быта и времяпрепровождения (театр, маскарады). Изменилось внутреннее убранство домов, уклад жизни, состав питания и пр. Специальным указом царя в 1718 году были введены ассамблеи, представлявшие новую для России форму общения между людьми. На ассамблеях дворяне танцевали и свободно общались, в отличие от прежних застолий и пиров.

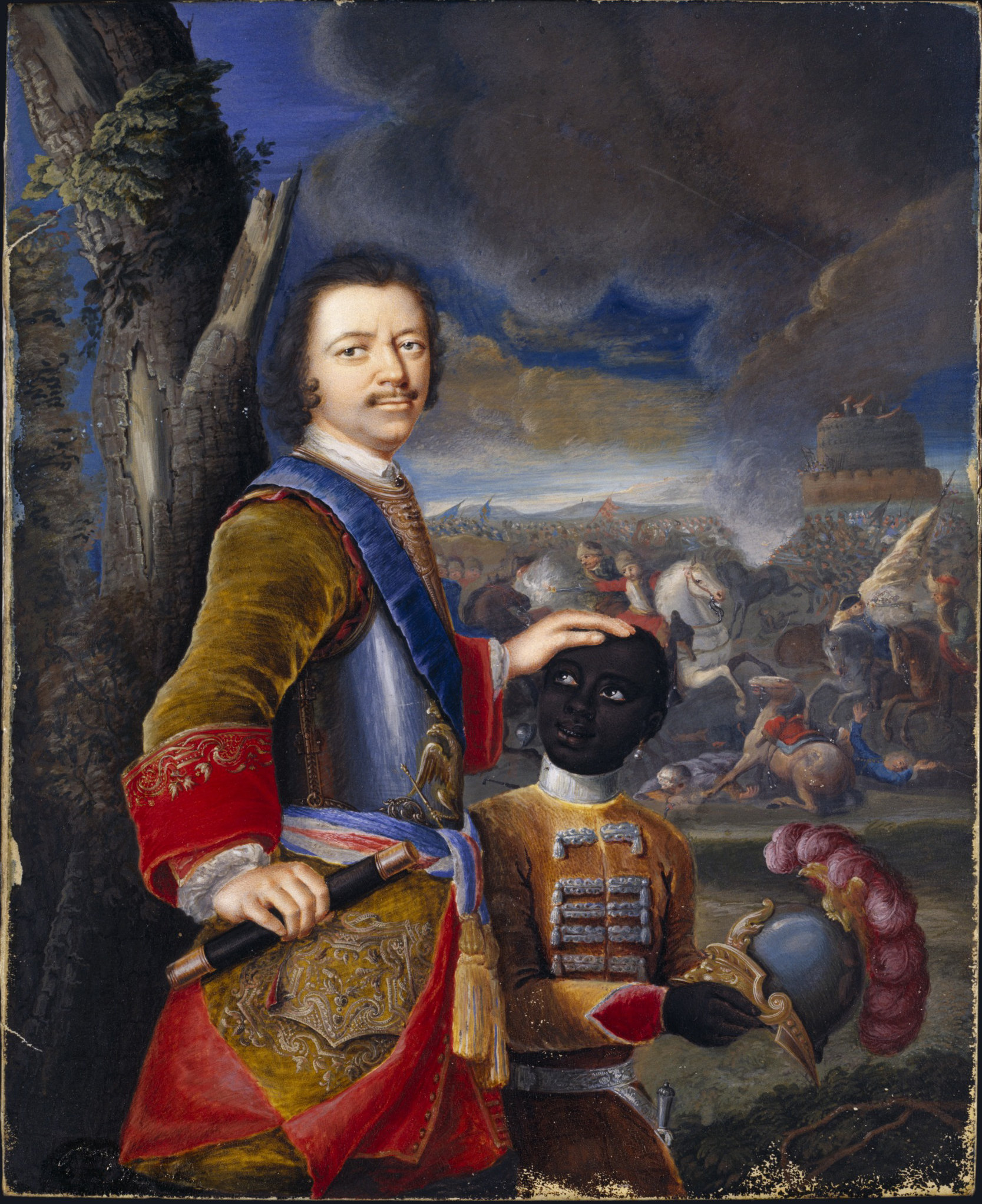
Портрет Петра I 1707 г. авторства Г. Марфельда

Реформы, проведённые Петром I, затронули не только политику, экономику, но также искусство. Пётр приглашал иностранных художников в Россию и одновременно посылал талантливых молодых людей обучаться «художествам» за границу. Во второй четверти XVIII века «петровские пенсионеры» стали возвращаться в Россию, привозя с собой новый художественный опыт и приобретённое мастерство.
30 декабря (12 февраля) 1701 года Пётр издал указ, которым предписывалось писать в челобитных и прочих документах имена полностью вместо уничижительных полуимён (Ивашка, Сенька и тому подобные), на колени перед царём не падать, зимой на морозе шапку перед домом, в котором находится царь, не снимать. Он так пояснял необходимость этих нововведений: «Менее низости, более усердия к службе и верности ко мне и государству — сия то почесть свойственна царю…»
Пётр пытался изменить положение женщин в русском обществе. Специальными указами (1700, 1702 и 1724 гг.) он запретил насильственную выдачу замуж и женитьбу. Предписывалось, чтобы между обручением и венчанием был не менее чем шестинедельный период, «дабы жених и невеста могли распознать друг друга». Если же за это время, говорилось в указе, «жених невесты взять не похочет или невеста за жениха замуж идти не похочет», как бы на том ни настаивали родители, «в том быть свободе». С 1702 года самой невесте (а не только её родственникам) было предоставлено формальное право расторгнуть обручение и расстроить сговорённый брак, причём ни одна из сторон не имела права «о неустойке челом бить». Законодательные предписания 1696—1704 годов о публичных празднествах вводили обязательность участия в торжествах и празднествах всех россиян, в том числе «женского пола».
От «старого» в устройстве дворянства при Петре осталась неизменной прежняя закрепощённость служилого сословия путём личной службы каждого служилого человека государству. Но в этой закрепощённости изменилась несколько её форма. Теперь они были обязаны служить в регулярных полках и во флоте, а также на гражданской службе во всех тех административных и судебных учреждениях, которые были преобразованы из старых и возникли вновь. Указ о единонаследии 1714 года регламентировал правовой статус дворянства и закреплял юридическое слияние таких форм земельной собственности, как вотчина и поместье.
Крестьяне с царствования Петра I стали разделяться на крестьян крепостных (помещичьих), монастырских и государственных. Все три разряда были записаны в ревизские сказки и обложены подушной податью. С 1724 года владельческие крестьяне могли уходить из своих деревень на заработки и по другим надобностям не иначе, как имея при себе письменное разрешение господина, засвидетельствованное земским комиссаром и полковником того полка, который стоял в данной местности. Таким образом, помещичья власть над личностью крестьян получала ещё больше возможности усиливаться, забирая в своё безотчётное распоряжение и личность, и имущество частновладельческого крестьянина. Это новое состояние сельского работника получает с этого времени название «крепостной», или «ревизской», души.
В целом, реформы Петра были направлены на укрепление государства и приобщение элиты к европейской культуре с одновременным усилением абсолютизма. В ходе реформ было преодолено технико-экономическое отставание России от ряда других европейских государств, завоёван выход к Балтийскому морю, проведены преобразования во многих сферах жизни российского общества. Постепенно в среде дворянства складывалась иная система ценностей, мировосприятия, эстетических представлений, которая коренным образом отличалась от ценностей и мировоззрения большинства представителей остальных сословий. В то же время народные силы были крайне истощены, были созданы предпосылки (Указ о престолонаследии) для кризиса верховной власти, которые привели к «эпохе дворцовых переворотов».

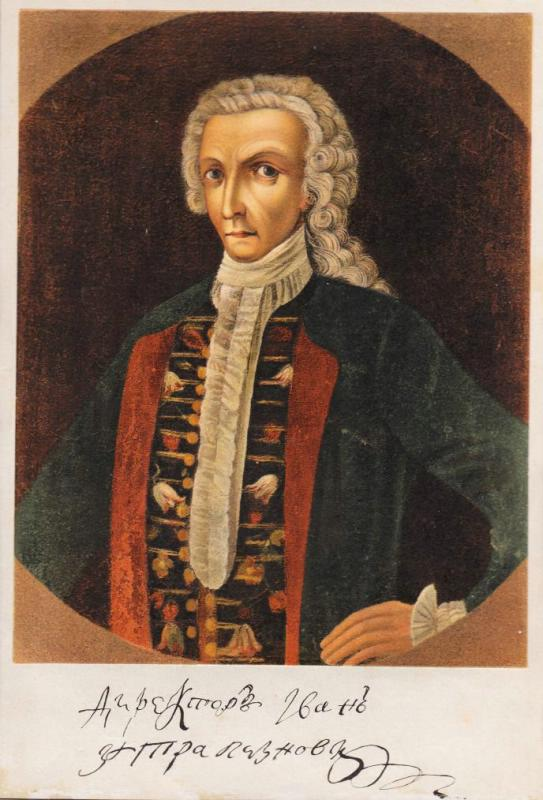
Купец Затрапезный - основатель и первый директор ярославской полотняной мануфактуры

#### Экономические успехи
Поставив себе цель вооружить экономику лучшими западными технологиями производства, Пётр реорганизовал все отрасли народного хозяйства. Во время Великого посольства царь изучил различные стороны европейской жизни, в том числе и техническую. Он усвоил основы господствующей в то время экономической теории — меркантилизма. Своё экономическое учение меркантилисты основывали на двух положениях: первое — каждый народ, чтобы не обеднеть, должен сам производить всё, что ему нужно, не обращаясь к помощи чужого труда, труда других народов; второе — каждый народ, чтобы богатеть, должен как можно больше вывозить из своей страны произведённую продукцию и как можно меньше импортировать.
При Петре начинается развитие геологоразведки, благодаря чему на Урале находят месторождения металлической руды. Только на Урале было построено при Петре не менее 27 металлургических заводов; в Москве, Туле, Санкт-Петербурге основывались пороховые заводы, лесопильни, стекольные мануфактуры; в Астрахани, Самаре, Красноярске налаживалось производство поташа, серы, селитры, создавались парусные, полотняные и суконные мануфактуры. Это позволило начать постепенный отказ от импорта.
К концу царствования Петра I эксплуатировалось уже 233 завода, в том числе более 90 крупных мануфактур, построенных в течение его царствования. Крупнейшими были верфи (только на Санкт-Петербургской верфи работало 3,5 тысяч человек), парусные мануфактуры и горно-металлургические заводы (на 9 уральских заводах работало 25 тыс. рабочих), существовал ряд других предприятий с числом занятых от 500 до 1000 человек. Для снабжения новой столицы были прорыты первые в России каналы.

#### Обратная сторона реформ
Петровские преобразования были достигнуты путём насилия над населением, полного его подчинения воле монарха, искоренения всякого инакомыслия. Даже Пушкин, искренне восхищавшийся Петром, писал, что многие его указы были «жестоки, своенравны и, кажется, писаны кнутом», словно «вырвались у нетерпеливого самовластного помещика». Ключевский указывает, что триумф абсолютной монархии, стремившейся силой втащить своих подданных из средневековья в современность, содержал в себе коренное противоречие.
Пётр пытался привить в России только привлекавшие его внешние передовые достижения европейских стран. Он не считал нужным воспринять их главное достижение — уже несколько веков существовавшее там понятие личной свободы. Крепостное право, ранее существовавшее в странах Европы, не предполагало прав личной собственности землевладельца над прикреплёнными к земле крестьянами.

Реформа Петра была борьбой деспотизма с народом, с его косностью. Он надеялся грозою власти вызвать самодеятельность в порабощенном обществе и через рабовладельческое дворянство водворить в России европейскую науку… хотел, чтобы раб, оставаясь рабом, действовал сознательно и свободно. Совместное действие деспотизма и свободы, просвещения и рабства — это политическая квадратура круга, загадка … и доселе неразрешенная.

##### Использование принудительного труда

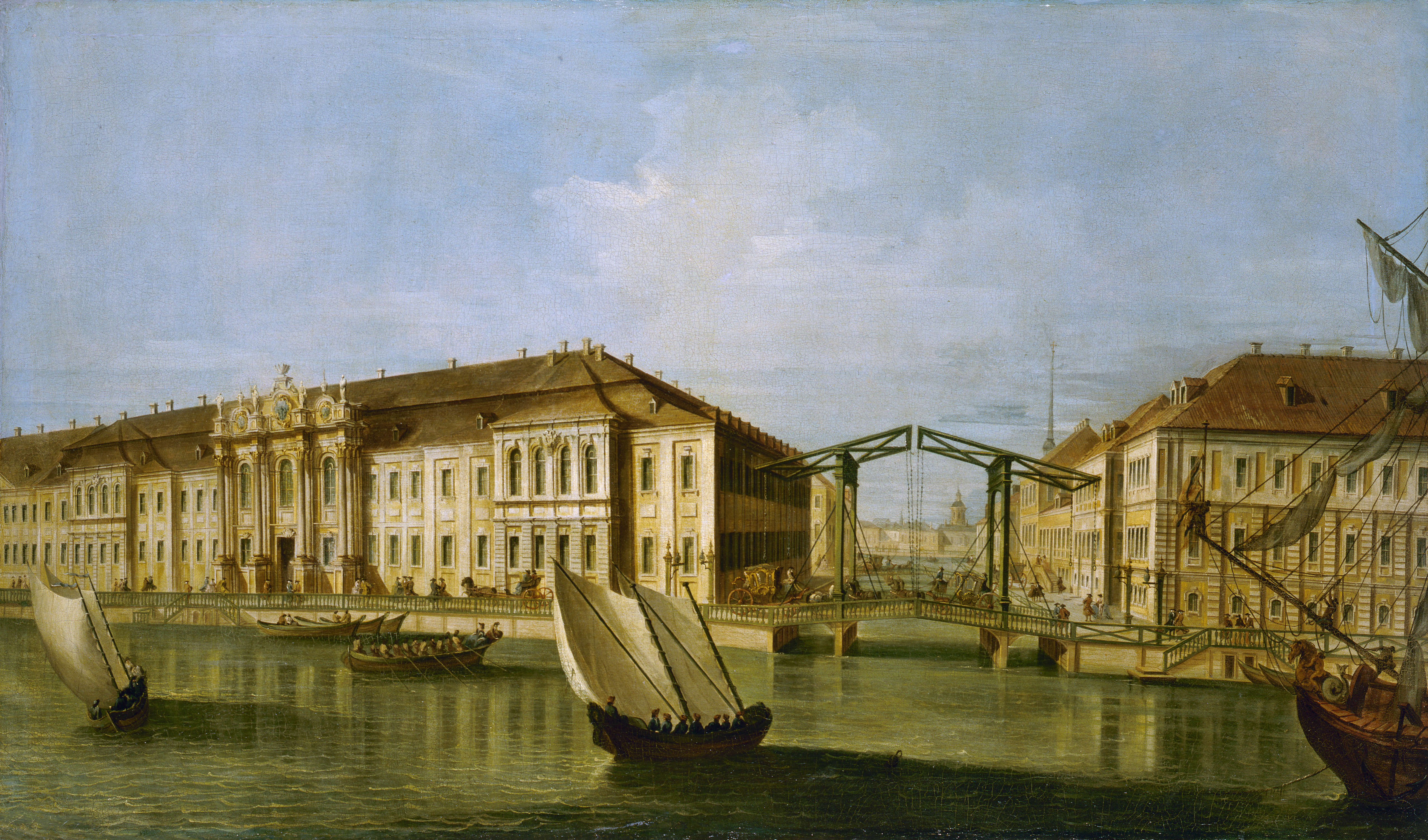
Неизвестный художник по рисунку М. И. Махаева. Зимний дворец Петра I

Строительство Санкт-Петербурга с 1704 по 1717 год, в основном, выполнялось силами «работных людей», мобилизованных в рамках натуральной трудовой повинности. Они валили лес, засыпали болота, строили набережные и тому подобное. В 1704 году в Петербург вызвали из разных губерний до 40 тысяч работных людей, в основном, крепостных помещичьих и государственных крестьян. В 1707 году сбежало много работников, направленных в Петербург из Белозерского края. Пётр I приказал взять членов семей бежавших — их отцов, матерей, жён, детей «или кто в домах их живут» — и держать в тюрьмах, пока беглецы не будут сысканы.
Рабочие фабрик петровского времени происходили из самых разнообразных слоёв населения: беглые крепостные, бродяги, нищие, даже преступники — все они по строгим указам забирались и отправлялись «в работу» на фабрики. Пётр терпеть не мог «гулящих» людей, не пристроенных ни к какому делу, — приказывалось хватать их, не щадя даже иноческого чина, и отправлять на фабрики. Часты были случаи, когда для снабжения фабрик, а особенно заводов, рабочими руками к фабрикам и заводам приписывали сёла и деревни крестьян, как это ещё практиковалось в XVII веке. Такие приписанные к фабрике работали на неё и в ней по распоряжению владельца (см. посессионные крестьяне).

##### Восстания
Введение новых налогов вызвало в 1704 году восстание башкир, продолжавшееся до 1711 года.
Указ о запрещении русского платья и ношения бород, который проводился в Астрахани самыми варварскими способами, а также усиление налогового гнёта привели в 1705 году к Астраханскому восстанию. Оно было подавлено только весной 1706 года.
Закрепощение крестьян, рекрутские наборы, рост налогов приводили к массовому бегству крестьян на окраины империи. Указ о сыске беглых на Дону вызвал в 1707 году восстание донских казаков под руководством Кондратия Булавина. Это восстание было подавлено к концу 1708 года, донские казаки потеряли былую независимость.

##### Репрессии

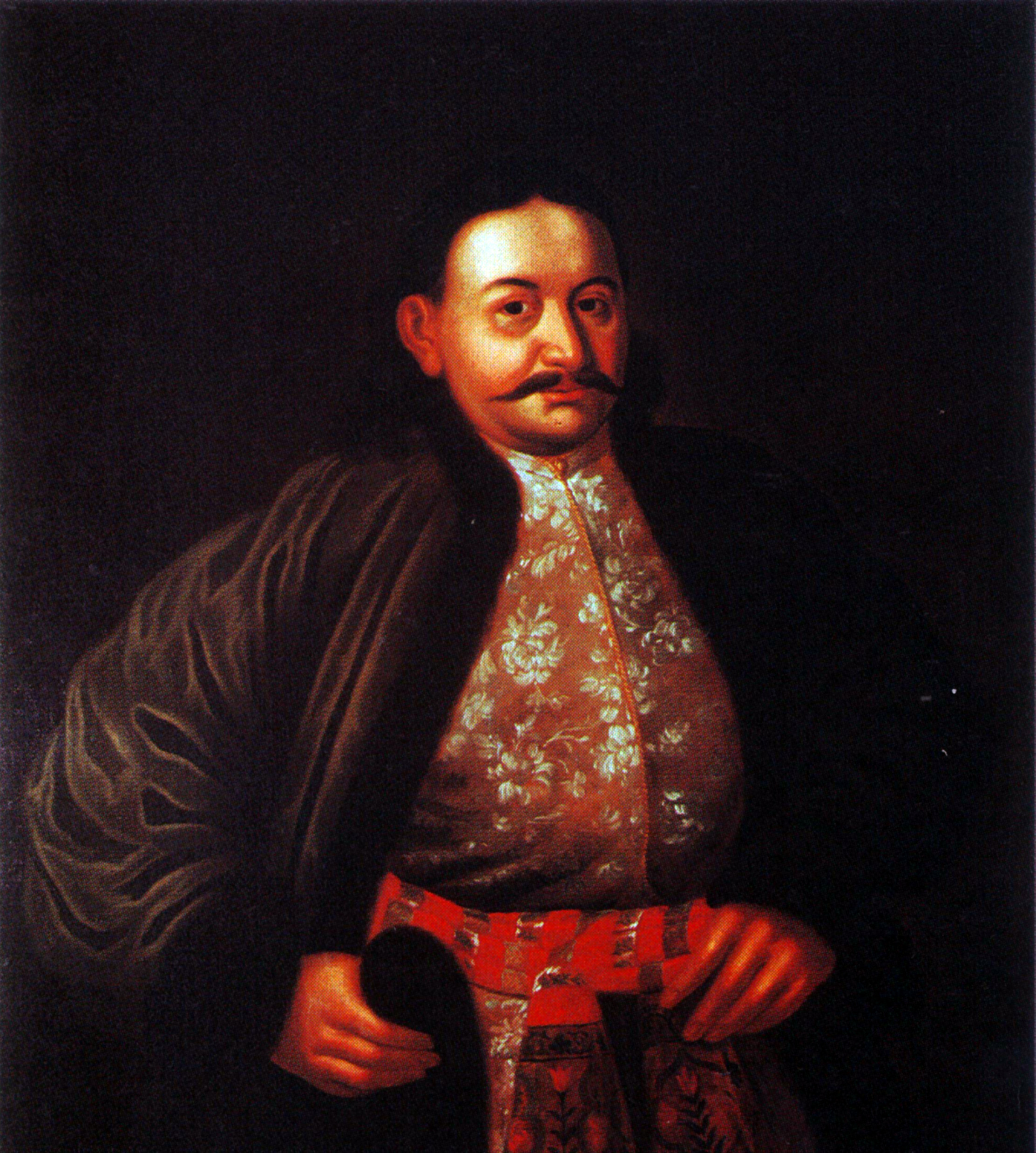
Парсуна Фёдор Ромодановский

В ноябре 1702 года был издан указ, в котором говорилось: «Буде впредь на Москве и в Московский судный приказ каких чинов ни будь люди или из городов воеводы и приказные люди, а из монастырей власти присылать, а помещики и вотчинники приводить людей своих и крестьян будут, а те люди и крестьяне учнут за собой сказывать „государево слово и дело“, — и тех людей в Московском судном приказе не расспрашивая, присылать в Преображенский приказ к стольнику ко князю Фёдору Юрьевичу Ромодановскому. Да и в городах воеводам и приказным людям таких людей, которые учнут за собою сказывать „государево слово и дело“, присылать к Москве, не расспрашивая».
В 1718 году для следствия по делу царевича Алексея Петровича была создана Тайная канцелярия, затем ей были переданы другие политические дела чрезвычайной важности. 18 (29) августа 1718 г. был издан указ, которым под угрозой смертной казни было запрещено «писать запершись». Недоносителю об этом также полагалась смертная казнь. Этот указ был направлен на борьбу с антиправительственными «подмётными письмами».

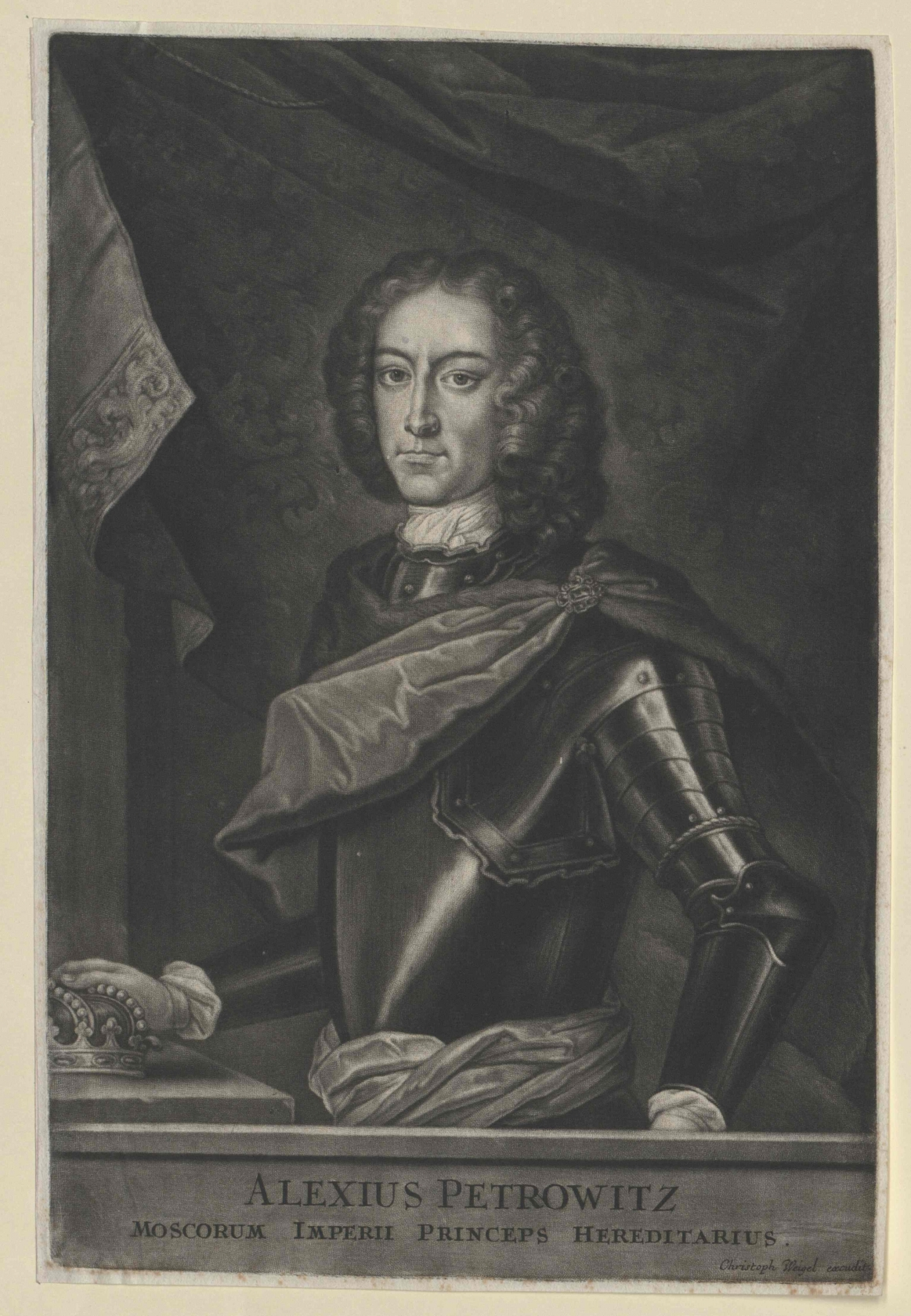
Алексей Петрович, гравюра нач. XVIII в.

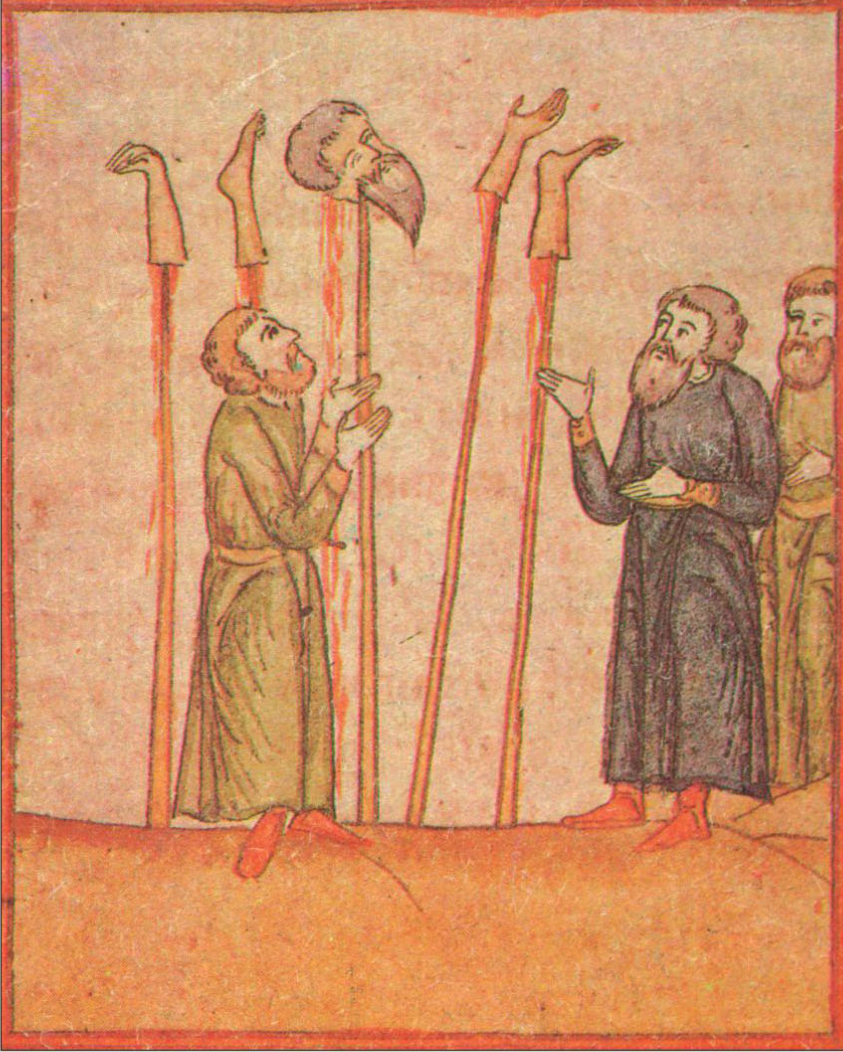
Казнь одного из восставших старообрядцев в Таре

Указ Петра I, изданный в 1702 году, провозглашал веротерпимость одним из главных государственных принципов. «С противниками церкви надо поступать с кротостью и разумом, — говорил Петр. — Господь дал царям власть над народами, но над совестью людей властен один Христос». Но в отношении старообрядцев этот указ не применялся. В 1716 году им для облегчения их учёта была предоставлена возможность полулегального существования при условии платить «за оный раскол всякие платежи вдвое». При этом был усилен контроль и наказание тех, кто уклонялся от регистрации и выплаты двойного налога. Неисповедующихся и не платящих двойной налог предписывалось штрафовать, каждый раз увеличивая ставку штрафа, и даже ссылать на каторгу. За совращение в раскол (совращением считалось всякое старообрядческое богослужение или совершение треб), как и до Петра I, полагалась смертная казнь, что было подтверждено в 1722 году. Старообрядческих священников объявляли либо расколоучителями, если это были старообрядческие наставники, либо изменниками православию, если они раньше были священниками, и наказывали и за то, и за другое. Раскольничьи скиты и часовни разорялись. Путём пыток, наказания кнутом, вырывания ноздрей, угроз казнями и ссылками нижегородскому епископу Питириму удалось вернуть в лоно официальной церкви немалое число старообрядцев, но в большинстве они вскоре снова «отпадали в раскол». Возглавлявшего керженских старообрядцев дьякона Александра Питирим заставил отказаться от старообрядчества, заковав его в кандалы и угрожая ему побоями, в результате чего дьякон «убояся от него, от епископа, больших мук, и ссылок, и ноздрей рвания, якож и над другими учинено». Когда же Александр пожаловался в письме Петру I на действия Питирима, то был подвергнут страшным пыткам и 21 мая (1 июня) 1720 г. был казнён.
Принятие Петром I императорского титула, как считали старообрядцы, свидетельствовало о том, что он является Антихристом, так как это подчёркивало преемственность государственной власти от католического Рима. Об антихристовой сущности Петра также, по мнению старообрядцев, свидетельствовали календарные изменения, сделанные в его правление, и введённая им для подушного оклада перепись населения. В 1722 году произошло восстание старообрядцев в сибирском городе Тара, которое было крайне жестоко подавлено.

### Смерть

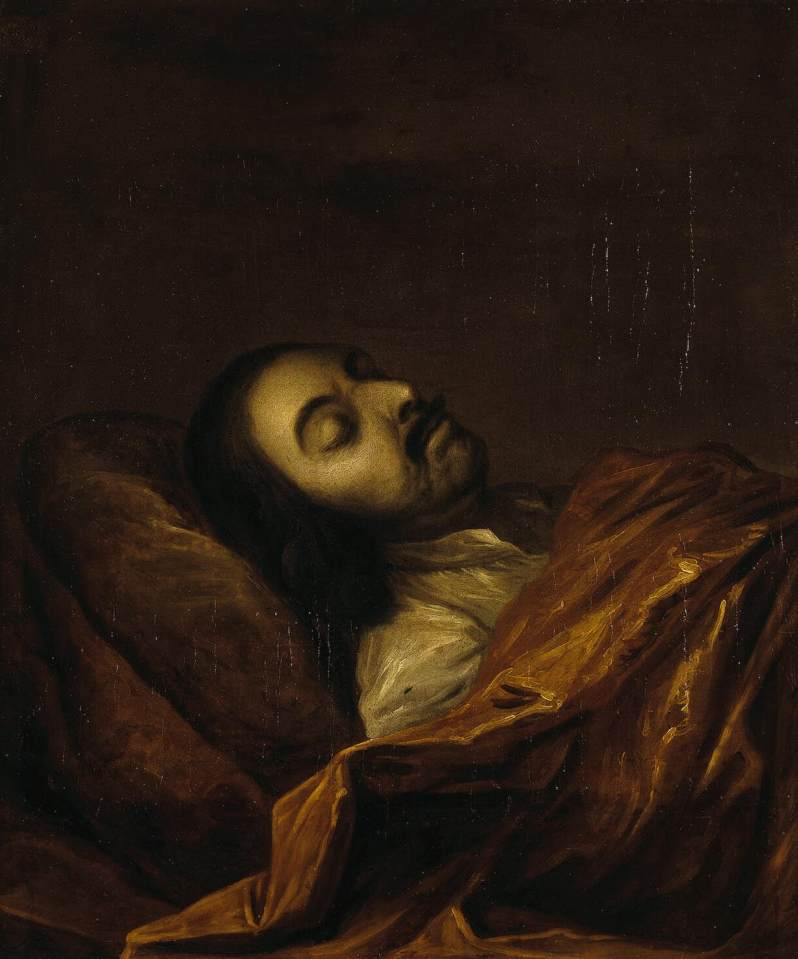
И. Н. Никитин. «Пётр I
на смертном одре»

В последние годы царствования Пётр сильно болел (предположительно, почечнокаменная болезнь, осложнённая уремией). Летом 1724 года его болезнь усилилась, в сентябре он почувствовал себя легче, но через некоторое время приступы усилились. В октябре Пётр отправился осматривать Ладожский канал, вопреки советам своего лейб-медика Блюментроста. С Олонца Пётр проехал в Старую Руссу и в ноябре водой поехал в Санкт-Петербург. У Лахты ему пришлось, стоя по пояс в воде, спасать севший на мель бот с солдатами. Приступы болезни усилились, но Пётр, не обращая на них внимания, продолжал заниматься государственными делами. 17 (28) января 1725 года ему стало так худо, что он распорядился поставить в соседней со своей спальней комнатой походную церковь, а 22 января (2 февраля) исповедался. Силы начали оставлять больного, он уже не кричал, как прежде, от жестокой боли, а только стонал.
27 января (7 февраля) были амнистированы все осуждённые на смерть или каторгу (исключая убийц и уличённых в неоднократном разбое). В тот же день в исходе второго часа Пётр потребовал бумаги, начал было писать, но перо выпало из его рук, из написанного смогли разобрать только два слова: «Отдайте всё…». Царь велел позвать тогда дочь Анну Петровну, чтобы она писала под его диктовку, но когда она пришла, Пётр уже впал в забытьё. Рассказ о словах Петра «Отдайте всё…» и приказе позвать Анну известен только по запискам голштинского тайного советника Г. Ф. Бассевича; по мнению Н. И. Павленко и В. П. Козлова, он представляет собой тенденциозный вымысел с целью намекнуть на права Анны Петровны, жены голштинского герцога Карла Фридриха, на российский престол.

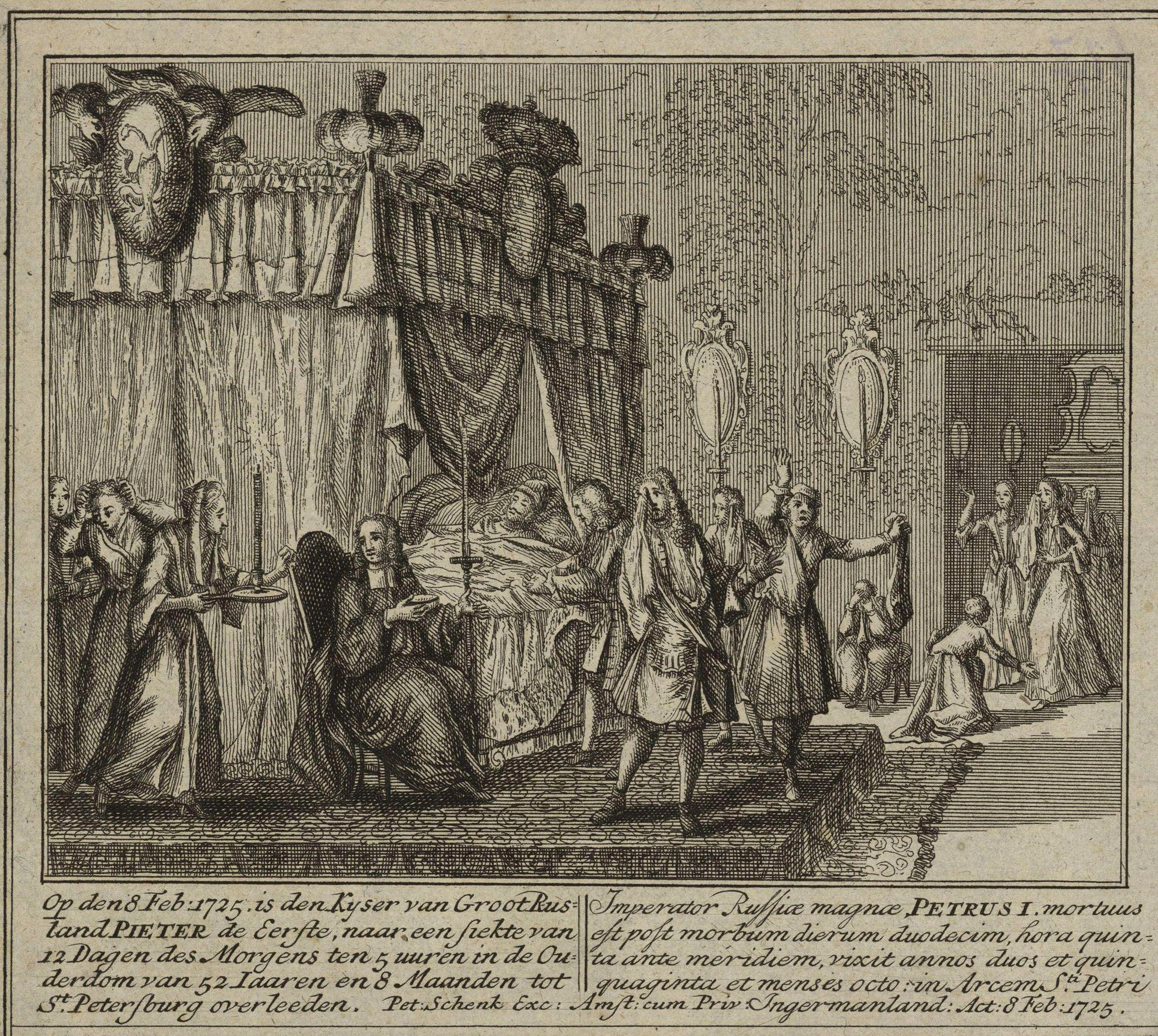
Кончина Петра I. Гравюра из исторического календаря памятных дат за 1725 г., Питер Шенк младший, 1725 г.

Когда стало очевидно, что император умирает, возник вопрос, кто займёт место Петра. Сенат, Синод и генералитет — все учреждения, не имевшие формального права распоряжаться судьбой престола, ещё до смерти Петра собрались в ночь с 27 января (7 февраля) на 28 января (8 февраля) чтобы решить вопрос о преемнике Петра Великого. В зал заседаний проникли гвардейские офицеры, на площадь вышли два гвардейских полка, и под барабанный бой войск, выведенных партией Екатерины Алексеевны и Меншикова, Сенат принял единогласное решение к 4 часам утра 28 января (8 февраля). Решением Сената трон наследовала жена Петра, Екатерина Алексеевна, ставшая 28 января (8 февраля) 1725 года первой российской императрицей под именем Екатерина I.
В начале шестого часа утра 28 января (8 февраля) 1725 года Пётр Великий скончался в страшных мучениях в своём Зимнем дворце у Зимней канавки. Похоронен он был в соборе Петропавловской крепости в Санкт-Петербурге. Вскрытие показало следующее: «резкое сужение в области задней части мочеиспускательного канала, затвердение шейки мочевого пузыря и антонов огонь». Смерть последовала от воспаления мочевого пузыря, перешедшего в гангрену на почве задержки мочи, вызванной сужением мочеиспускательного канала.
Придворный иконописец Симон Ушаков написал на кипарисной доске образ Живоначальной Троицы и апостола Петра. После смерти Петра I эта икона была установлена над императорским надгробием.

## Личность

### Внешность

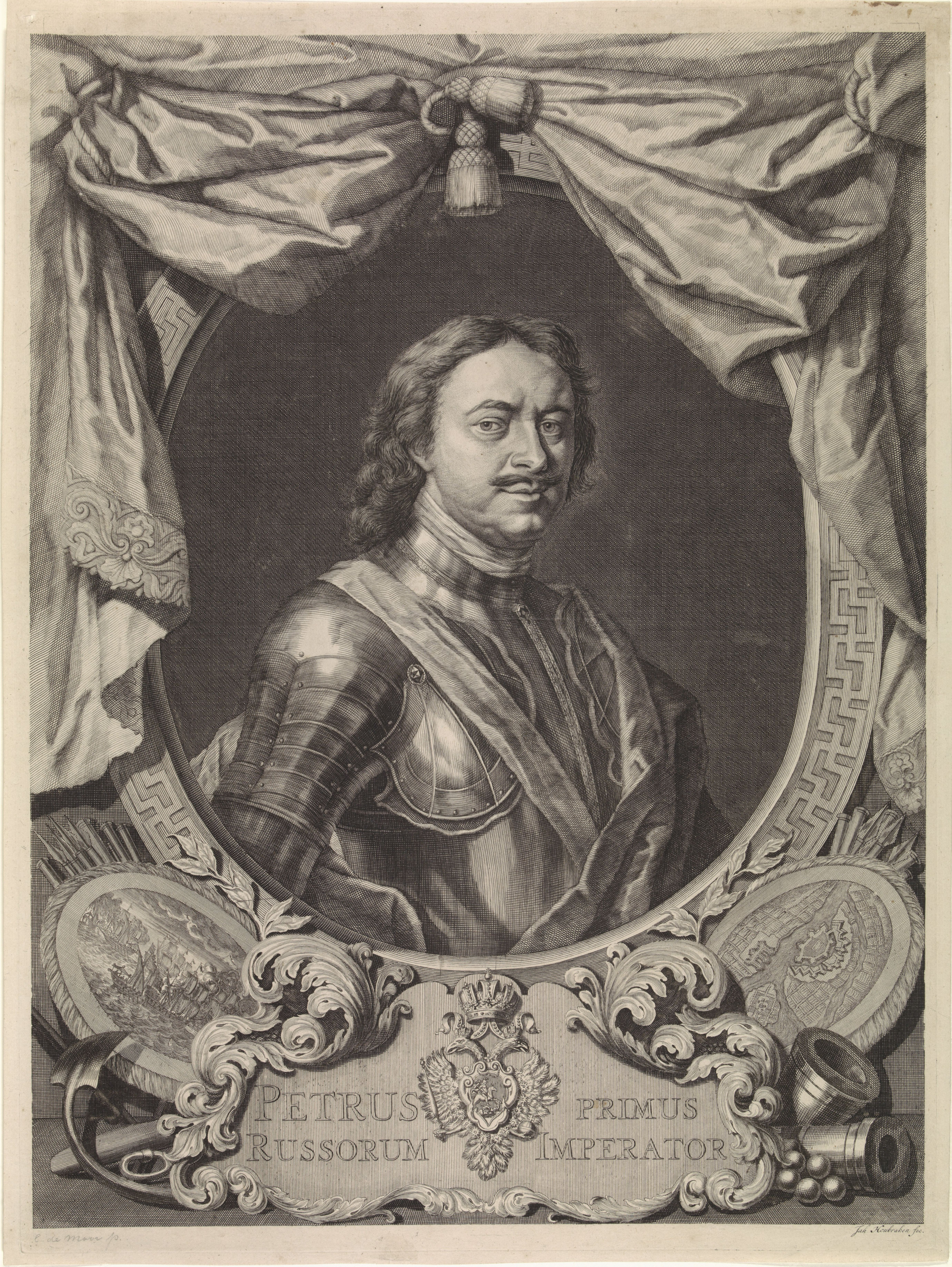
Портрет Петра I (с рисунка 1717 г.), гравюра 1725—1780 гг.
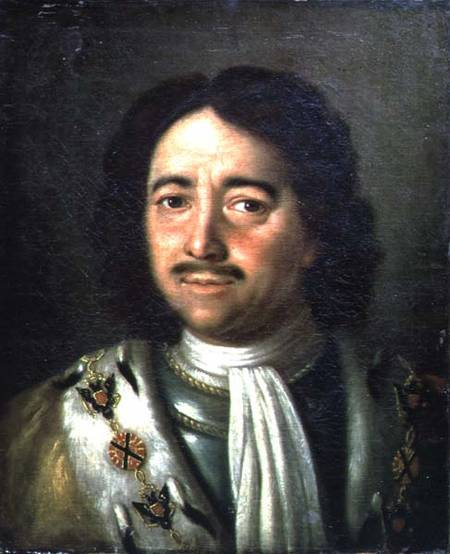
А. П. Антропов. Портрет Петра I, 1772.
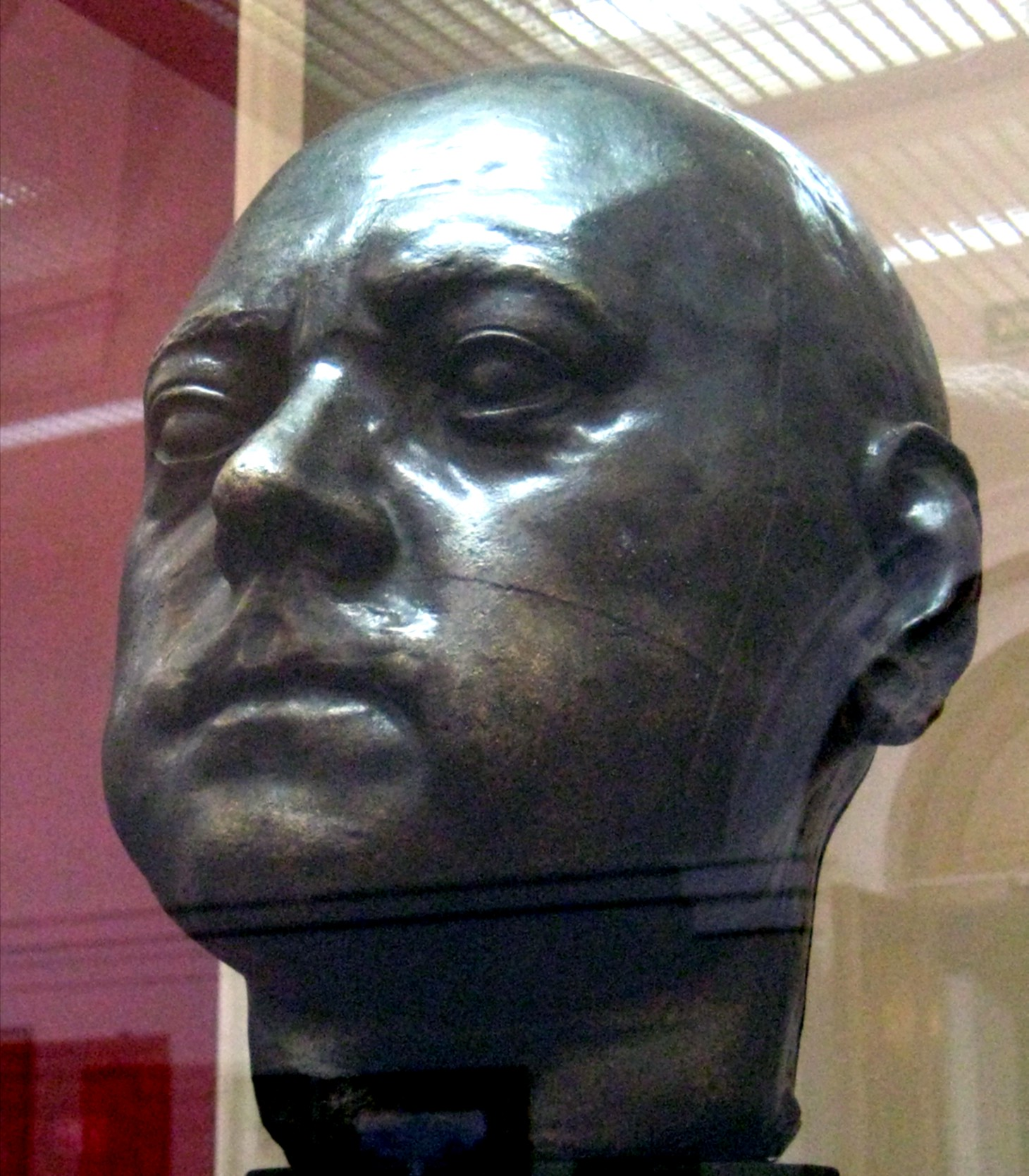
Скульптурная голова, сделанная по посмертной маске (ГИМ)
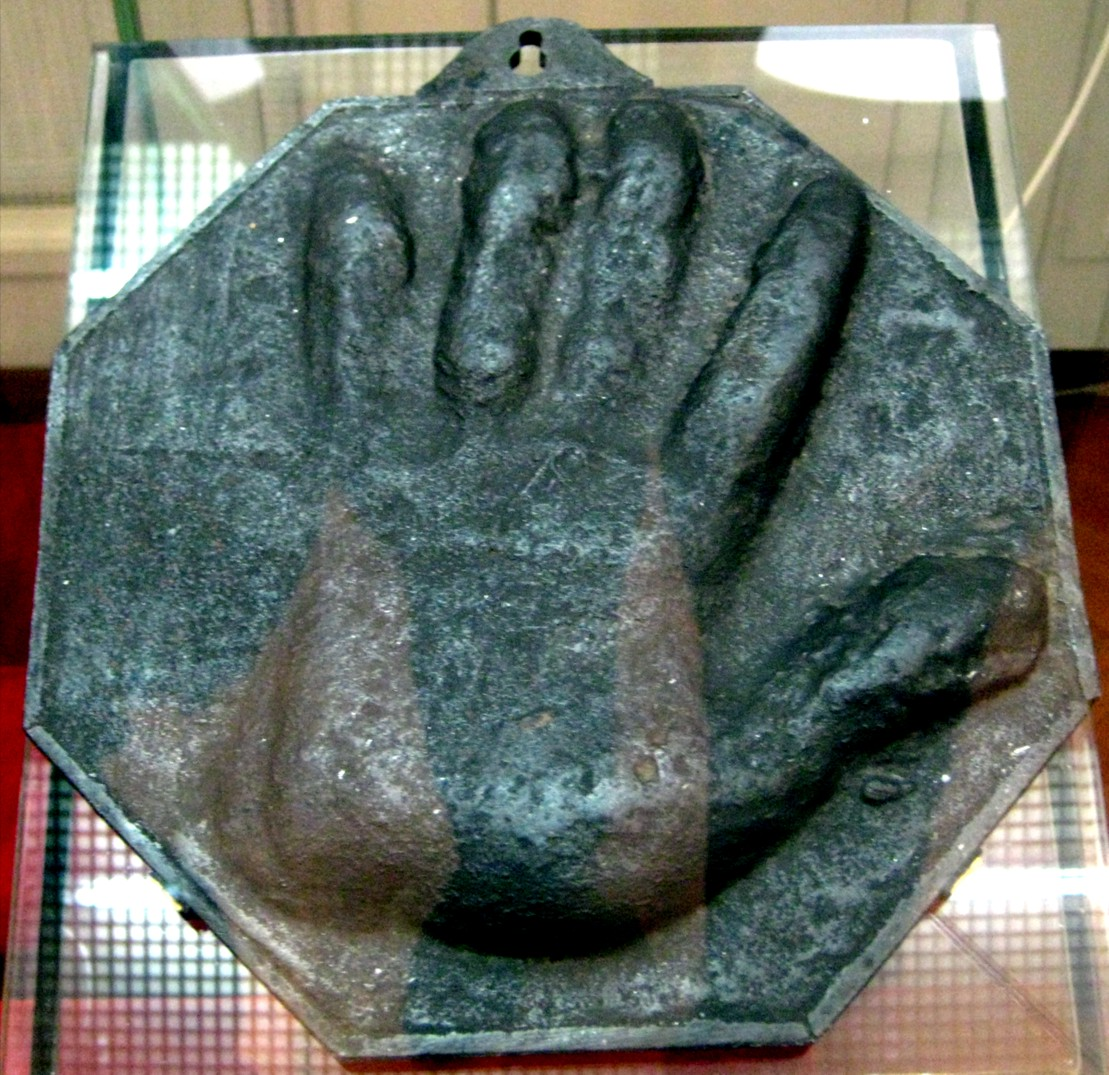
Слепок руки царя Петра (ГИМ)
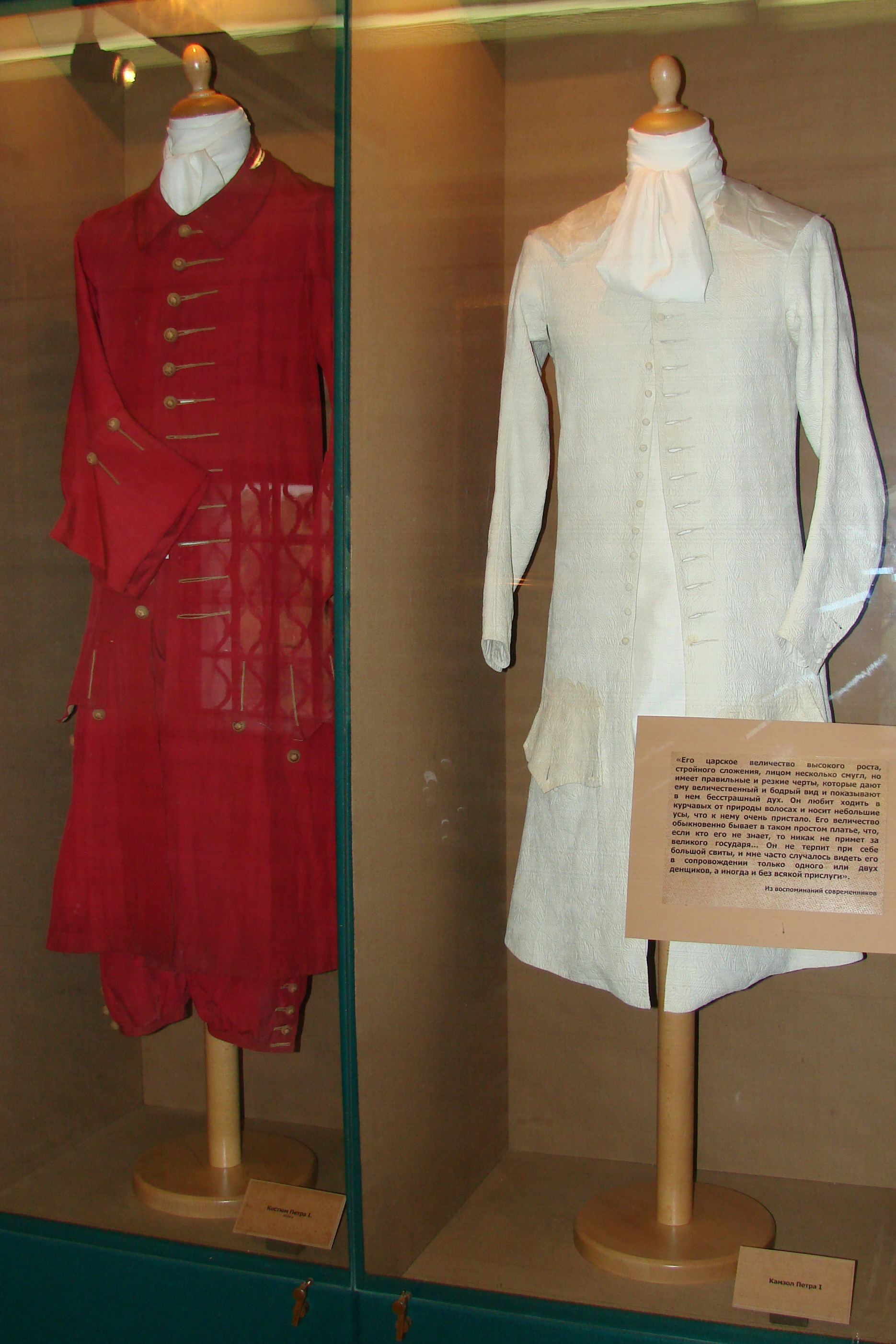
Кафтан и камзол Петра Первого. XVIII век.

Ещё ребёнком Пётр поражал людей красотой и живостью своего лица и фигуры. Во взрослом возрасте из-за своего высокого роста он выдавался в толпе на целую голову. В то же время, при большом росте, он не был богатырского сложения — носил обувь 39 размера, а одежду 48 размера. Руки Петра были также небольшие, и его плечи узкие для его роста, его голова была также мала по сравнению с телом.

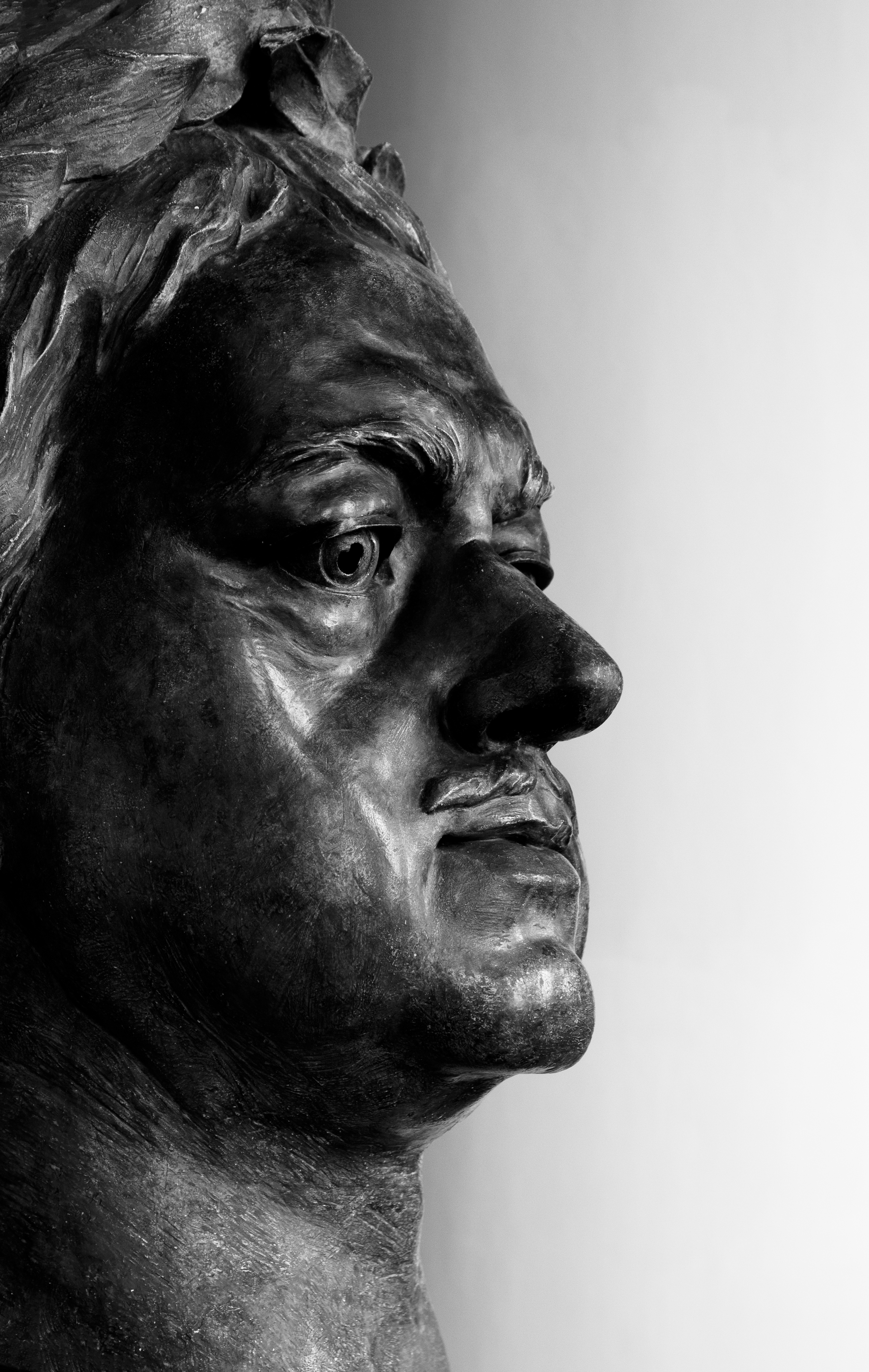
Модель головы для памятника Петру I работы Фальконе, гипс, около 1773 года, скульптор Мари-Анна Колло. ГРМ. Санкт-Петербург

Окружающих пугали очень сильные судорожные подёргивания лица, особенно в минуты гнева и душевного волнения. Эти конвульсивные движения современники приписывали детскому потрясению, испытанному Петром I во время стрелецких бунтов, или последствиям попытки его отравления царевной Софьей.
Во время заграничных поездок Пётр I пугал утончённых аристократов грубоватой манерой общения и простотой нравов. Ганноверская курфюрстина София писала о Петре так:

«Царь высок ростом, у него прекрасные черты лица и благородная осанка; он обладает большой живостью ума, ответы у него быстры и верны. Но при всех достоинствах, которыми одарила его природа, желательно было бы, чтобы в нём было поменьше грубости. Это государь очень хороший и вместе очень дурной; в нравственном отношении он полный представитель своей страны. Если бы он получил лучшее воспитание, то из него вышел бы человек совершенный, потому что у него много достоинств и необыкновенный ум».

Позднее, уже в 1717 году, во время пребывания Петра в Париже, герцог Сен-Симон так записал своё впечатление о Петре:

«Он был очень высок ростом, хорошо сложён, довольно худощав, с кругловатым лицом, высоким лбом, прекрасными бровями; нос у него довольно короток, но не слишком, и к концу несколько толст; губы довольно крупные, цвет лица красноватый и смуглый, прекрасные чёрные глаза, большие, живые, проницательные, красивой формы; взгляд величественный и приветливый, когда он наблюдает за собой и сдерживается, в противном случае суровый и дикий, с судорогами на лице, которые повторяются не часто, но искажают и глаза и всё лицо, пугая всех присутствующих. Судорога длилась обыкновенно одно мгновение, и тогда взгляд его делался странным, как бы растерянным, потом всё сейчас же принимало обычный вид. Вся наружность его выказывала ум, размышление и величие и не лишена была прелести».

### Характер
У Петра I практическая сметливость и сноровка, весёлость, кажущаяся прямота сочеталась со стихийными порывами в выражении как ласки, так и гнева, а иногда и с необузданной жестокостью.
В юности Пётр предавался безумным пьяным оргиям со своими товарищами. В гневе он мог избить приближённых. Жертвами своих злых шуток он избирал «знатных персон» и «старых бояр» — как сообщает князь Куракин, «людей толстых протаскивали сквозь стула, где невозможно статься, на многих платья дирали и оставляли нагишом…». Созданный им Всешутейший, всепьянейший и сумасброднейший собор занимался глумлением над всем, что в обществе ценилось и почиталось как исконно-бытовые или морально-религиозные устои. Он лично исполнял обязанности палача при казни участников стрелецкого восстания. Датский посланник Юст Юль рассказывал, что якобы во время торжественного въезда в Москву после победы под Полтавой Пётр, смертельно бледный, с уродливо искажённым конвульсиями лицом, производя «страшные движения головой, ртом, руками, плечами, кистями рук и ступнями», в безумном исступлении наскакал на оплошавшего в чём-то солдата и начал «безжалостно рубить его мечом».
Во время боевых действий на территории Речи Посполитой 11 (22) июля 1705 года Пётр присутствовал на вечерне в василианском монастыре в Полоцке. После того, как один из василиан назвал притеснявшего православное население Иосафата Кунцевича священномучеником, царь приказал схватить монахов. Василиане пытались оказать сопротивление, и четверо из них были зарублены. На следующий день Пётр велел повесить монаха, отличавшегося проповедями, направленными против русских.

### Семья

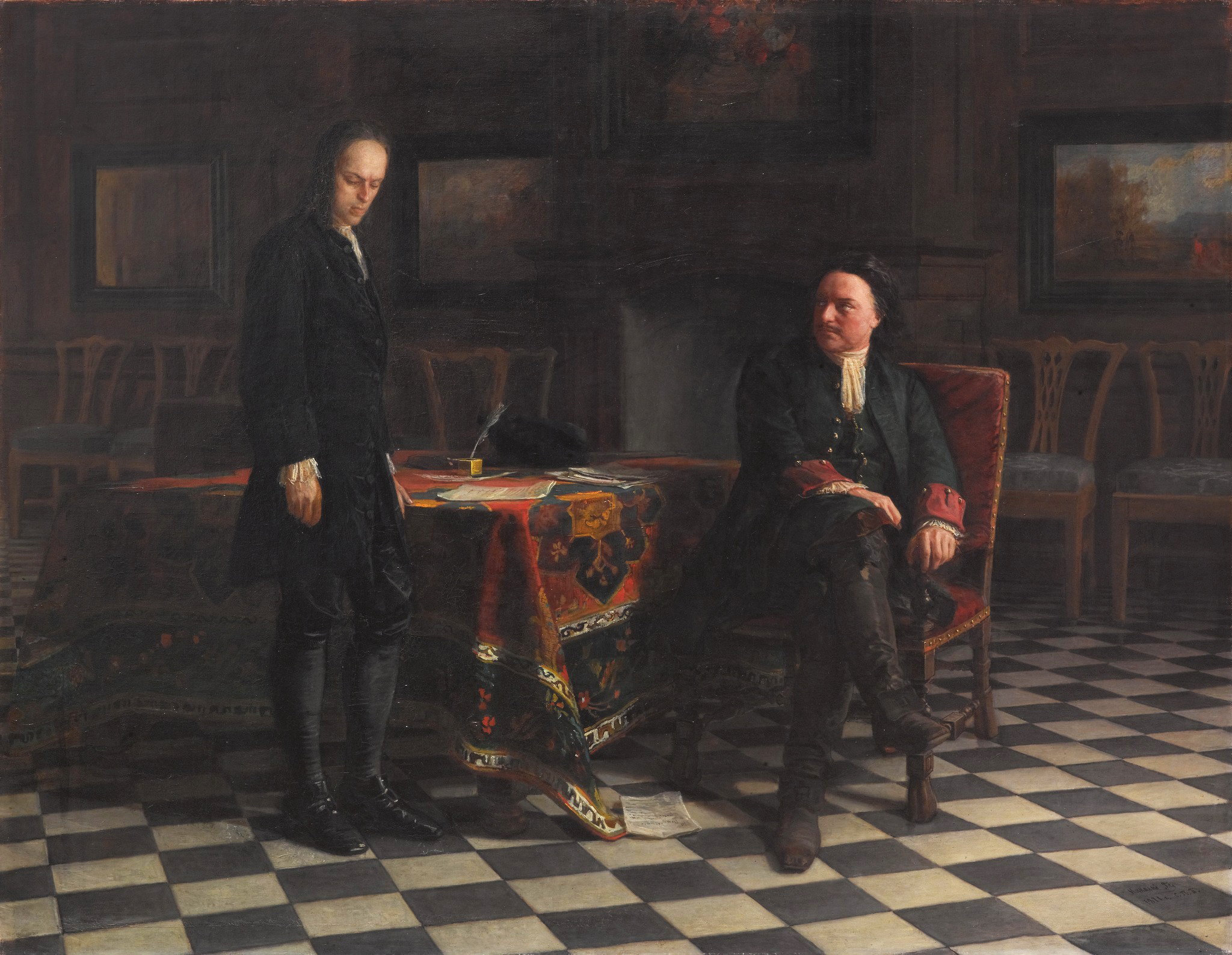
Пётр I допрашивает царевича Алексея Петровича в Петергофе. Николай Ге, 1871

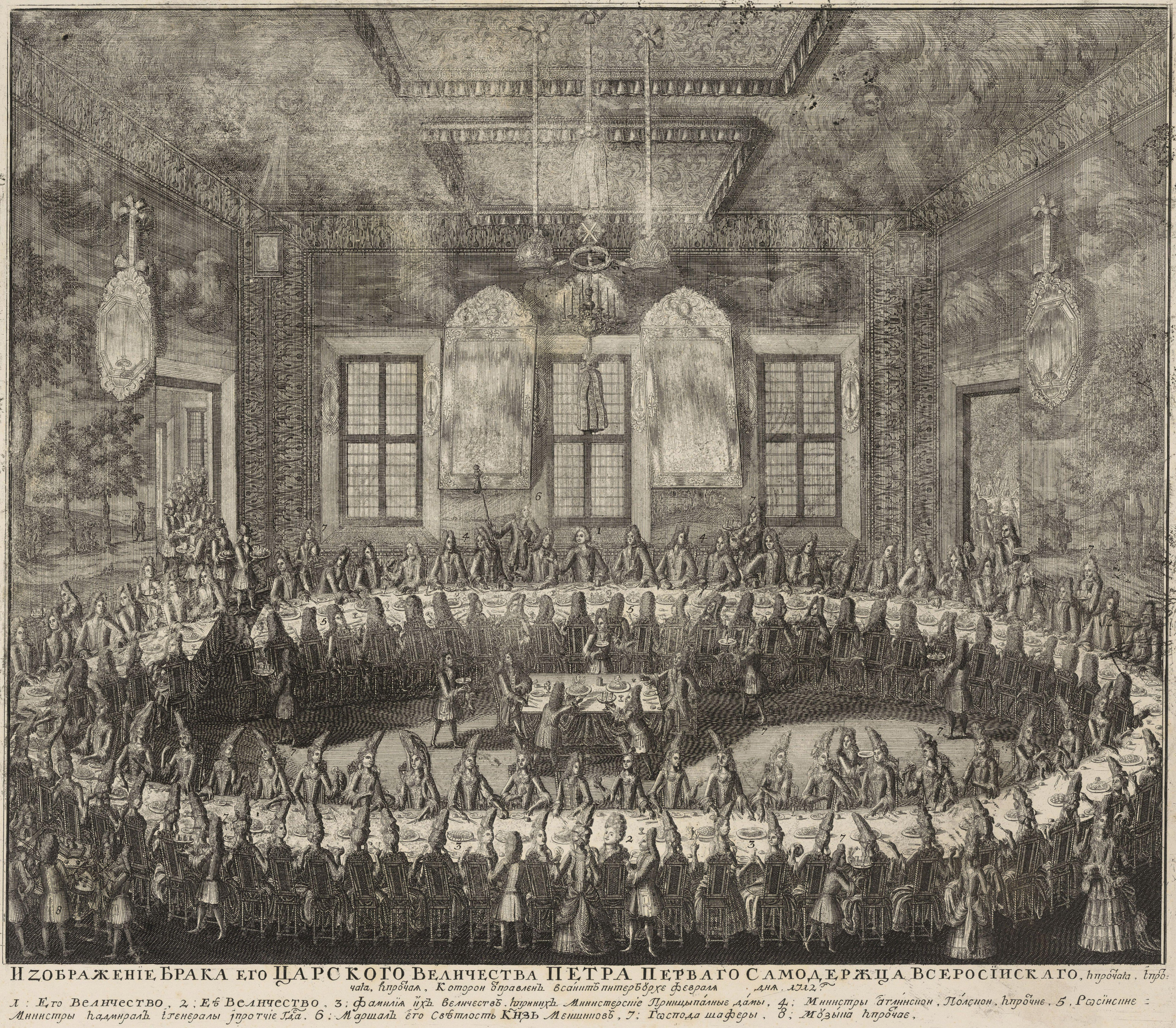
Свадьба Петра I и Екатерины, А. Зубов, 1712 г.

В первый раз Пётр женился в 1689 году в 16 лет по настоянию матери на Евдокии Лопухиной. Спустя год у них родился царевич Алексей, который воспитывался при матери в понятиях, чуждых реформаторской деятельности Петра. Остальные дети Петра и Евдокии умерли вскоре после рождения. В 1698 году Евдокия Лопухина оказалась замешана в стрелецком бунте, целью которого было возведение на царство её сына, и была сослана в монастырь.
Алексей Петрович, официальный наследник российского престола, осуждал преобразования своего отца, а в конце концов бежал в Вену под покровительство родственника своей жены (Шарлотты Брауншвейгской) императора Карла VI, где искал поддержки в низвержении Петра I. В 1717 году царевича уговорили вернуться домой, где он был взят под стражу. 24 июня (5 июля) 1718 года Верховный суд, состоявший из 127 человек, вынес смертный приговор Алексею, признав его виновным в государственной измене. 26 июня (7 июля) 1718 года царевич, не дождавшись приведения приговора в исполнение, умер в Петропавловской крепости. Истинная причина смерти царевича Алексея до сих пор достоверно не установлена. От брака с принцессой Шарлоттой Брауншвейгской царевич Алексей оставил сына Петра Алексеевича (1715—1730), ставшего в 1727 году императором Петром II, и дочь Наталью Алексеевну (1714—1728).

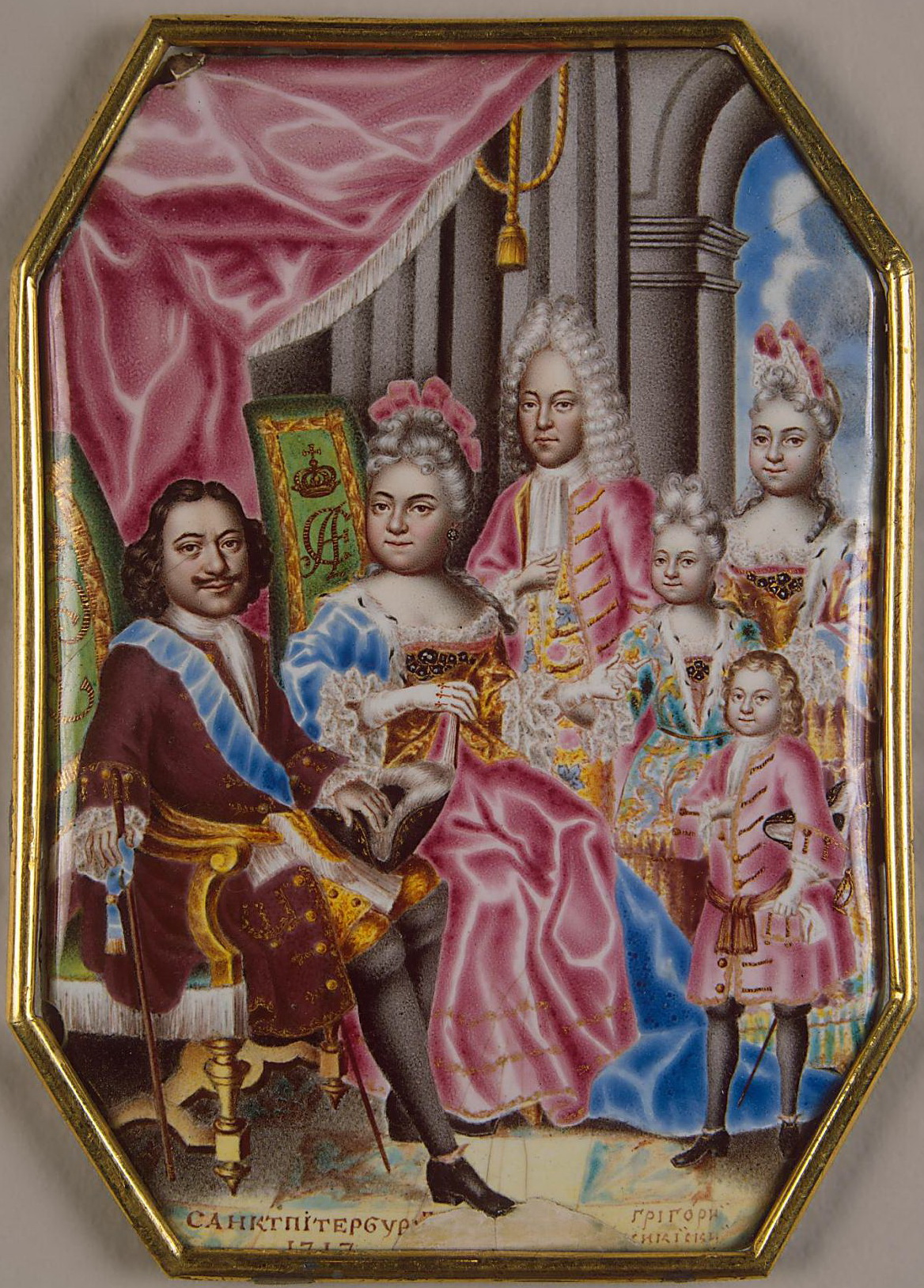
Г. С. Мусикийский. Семья Петра I в 1717: Пётр I, Екатерина, старший сын Алексей Петрович от первой жены, младший двухлетний сын Пётр и дочери Анна и Елизавета. Портретная миниатюра того же времени.

В 1703 году Пётр I встретил 19-летнюю Катерину, в девичестве Марту Самуиловну Скавронскую (вдову драгуна Иоганна Крузе), захваченную русскими войсками как военную добычу при взятии шведской крепости Мариенбург. Пётр забрал бывшую служанку из прибалтийских крестьян у Александра Меншикова и сделал её своей любовницей. В 1704 году Катерина родила первенца, названного Петром, в следующем году Павла (вскоре оба умерли). Ещё до законного замужества за Петром Катерина родила дочерей Анну (1708) и Елизавету (1709). Елизавета позже стала императрицей (правила в 1741—1761). Катерина одна могла совладать с царём в его припадках гнева, умела лаской и терпеливым вниманием успокоить приступы судорожной головной боли Петра. Звук голоса Катерины успокаивал Петра; потом она

«сажала его и брала, лаская, за голову, которую слегка почёсывала. Это производило на него магическое действие, он засыпал в несколько минут. Чтоб не нарушать его сна, она держала его голову на своей груди, сидя неподвижно в продолжение двух или трёх часов. После того он просыпался совершенно свежим и бодрым».

Официальное венчание Петра I с Екатериной Алексеевной состоялось 19 февраля (1 марта) 1712 года, вскоре после возвращения из Прутского похода. Бракосочетание совершено в первом, деревянном Исаакиевском соборе. В 1724 Пётр короновал Екатерину как императрицу и соправительницу. Екатерина Алексеевна родила мужу 11 детей, но большинство из них умерло в детстве, кроме Анны и Елизаветы.
После смерти Петра в январе 1725 года Екатерина Алексеевна при поддержке служивой знати и гвардейских полков стала первой правящей российской императрицей Екатериной I, но правила недолго и скончалась в 1727 году, освободив престол для царевича Петра Алексеевича. Первая жена Петра Великого, Евдокия Лопухина, пережила свою счастливую соперницу и умерла в 1731 году, успев увидеть царствование своего внука Петра Алексеевича.

#### Дети
| Дети                 | Дата рождения                   | Дата смерти              | Примечания |
| -------------------- | ------------------------------- | ------------------------ | --- |
| С Евдокией Лопухиной |                                 |                          | |
| Алексей Петрович     | 18 (28) февраля 1690            | 26 июня (7 июля) 1718    | Считался официальным наследником престола до ареста. Был женат с 1711 на принцессе Софии-Шарлотте Брауншвейг-Вольфенбиттельской, сестре Елизаветы, супруги императора Карла VI. Дети: Наталья (1714—1728) и Пётр (1715—1730), впоследствии император Пётр II. |
| Александр            | 3 (13) октября 1691             | 14 (24) мая 1692         | Александр Петрович умер в 1692 г. |
| Павел                | 1693                            | 1693                     | Родился и умер в 1693 году, отчего иногда существование третьего сына от Евдокии Лопухиной подвергается сомнению |
| С Екатериной         |                                 |                          | |
| Екатерина            | 28 декабря 1706 (8 января 1707) | 27 июля (8 августа) 1708 | Незаконнорождённая; умерла во младенчестве |
| Анна Петровна        | 7 (18) февраля 1708             | 15 (26) мая 1728         | В 1725 вышла замуж за германского герцога Карла-Фридриха. Уехала в Киль, где родила сына Карла Петера Ульриха (впоследствии российский император Пётр III).                                                                                                   |
| Елизавета Петровна   | 29 декабря 1709 (9 января 1710) | 5 (16) января 1762       | Императрица с 1741 года. В 1744 году заключила тайный брак с Алексеем Разумовским, от которого, по свидетельствам современников, родила нескольких детей. |
| Наталья              | 3 (14) марта 1713               | 27 мая (7 июня) 1715     | |
| Маргарита            | 3 (14) сентября 1714            | 27 июля (7 августа) 1715 | |
| Пётр                 | 29 октября (9 ноября) 1715      | 25 апреля (6 мая) 1719   | Считался официальным наследником короны с 26 июня (7 июля) 1718 до смерти |
| Павел                | 2 (13) января 1717              | 3 (14) января 1717       | |
| Наталья              | 31 августа (11 сентября) 1718   | 15 (26) марта 1725       | |

## Награды
- 1698 — Орден Подвязки (Англия) — орден был вручён Петру в ходе Великого посольства из дипломатических соображений, но Пётр от награды отказался.
- 1703 — Орден Андрея Первозванного (Россия) — за взятие двух шведских кораблей в устье Невы.
- 1712 — Орден Белого орла (Речь Посполитая) — в ответ на награждение короля Речи Посполитой Августа II орденом святого Андрея Первозванного.
- 1713 — Орден Слона (Дания) — за успехи в Северной войне.

## Престолонаследие

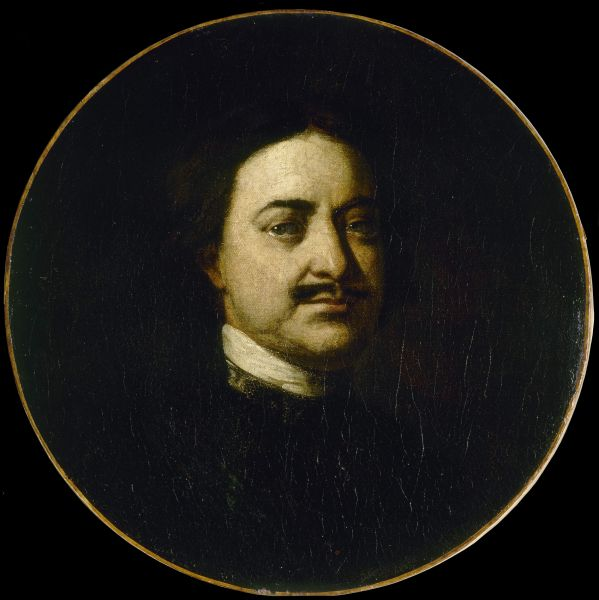
Портрет Петра 1720-х, И. Никитин

В последние годы царствования Петра Великого встал вопрос о престолонаследии: кто займёт трон после смерти императора. Объявленный при отречении Алексея Петровича наследником престола царевич Пётр Петрович (1715—1719, сын от Екатерины Алексеевны) скончался в детстве. Прямым наследником становился сын царевича Алексея и принцессы Шарлотты, Пётр Алексеевич. Однако, если следовать обычаю и объявить наследником сына опального Алексея, то возбуждались надежды противников реформ вернуть старые порядки, а с другой стороны возникали опасения у соратников Петра, которые голосовали за казнь Алексея.
5 (16) февраля 1722 года Пётр издал Указ о престолонаследии (отменён Павлом I спустя 75 лет), в котором отменял древний обычай передавать престол прямым потомкам по мужской линии, но допускал назначение наследником любого достойного человека по воле монарха. Текст этого важнейшего указа обосновывал необходимость данной меры:

… чего для благоразсудили сей уставъ учинить, дабы сіе было всегда въ волѣ правительствующаго государя, кому оный хочетъ, тому и опредѣлить наслѣдство, и опредѣленному, видя какое непотребство, паки отмѣнитъ, дабы дѣти и потомки не впали въ такую злость, какъ выше писано, имѣя сію узду на себѣ.

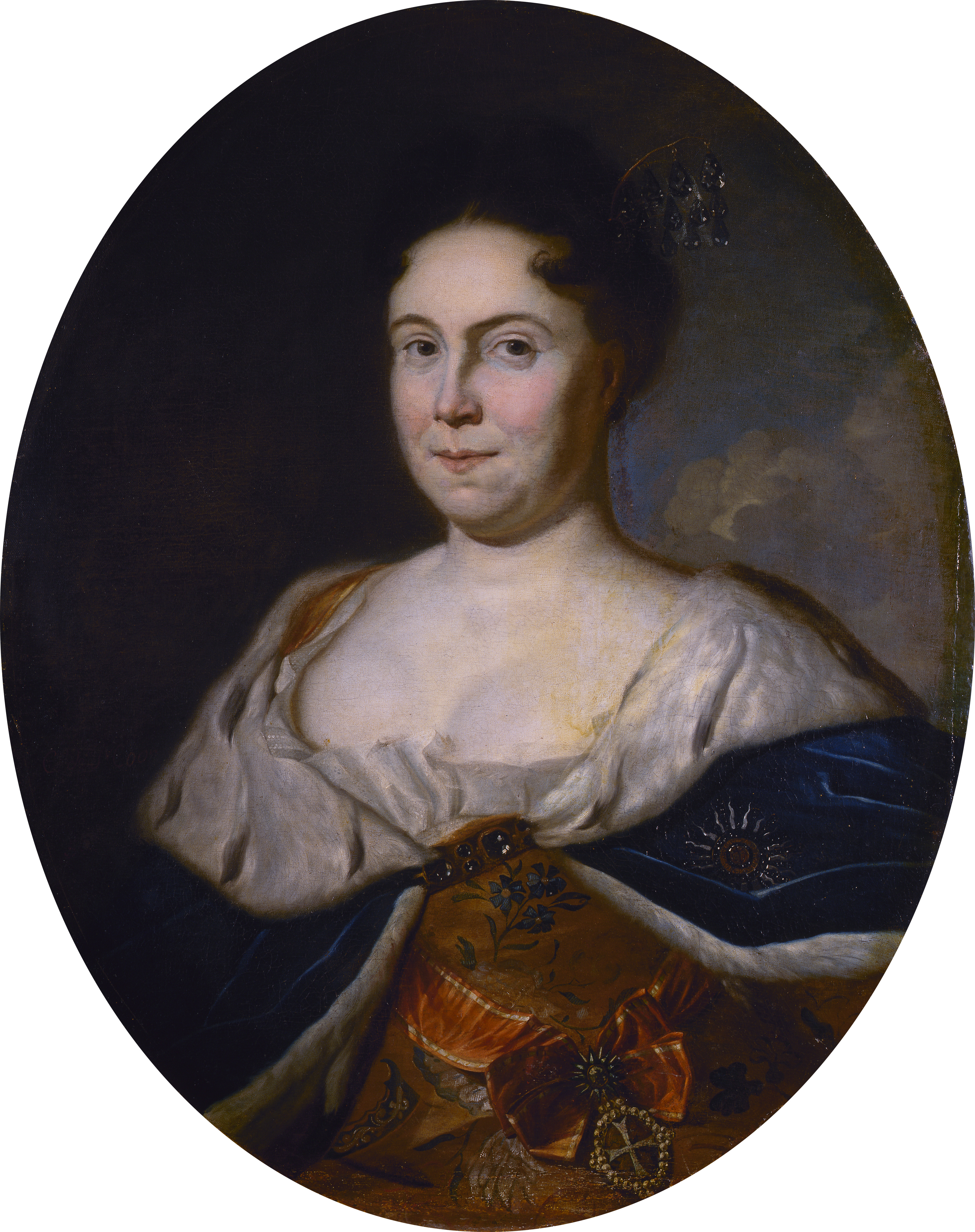
Портрет Екатерины I работы Карела де Моора, 1717 года.

Указ был настолько необычен для русского общества, что пришлось его разъяснять и требовать согласия от подданных под присягой. Раскольники возмущались: «Взял за себя шведку, и та царица детей не родит, и он сделал указ, чтоб за предбудущего государя крест целовать, и крест целуют за шведа. Одноконечно станет царствовать швед».
Пётр Алексеевич был отодвинут от престола, но вопрос о престолонаследии оставался открытым.
Многие полагали, что престол займёт или Анна, или Елизавета, дочери Петра от брака с Екатериной Алексеевной. Но в 1724 году Анна отказалась от каких-либо притязаний на российский престол после того, как обручилась с герцогом Голштинским Карлом-Фридрихом. Если бы престол заняла младшая дочь Елизавета, которой было 15 лет (в 1724), то вместо неё правил бы герцог Голштинский, который мечтал с помощью России вернуть земли, завоёванные датчанами.
Не устраивали Петра и его племянницы, дочери старшего брата Ивана: Анна Курляндская, Екатерина Мекленбургская и Прасковья Иоанновна.
Оставался только один кандидат — жена Петра, императрица Екатерина Алексеевна. Петру нужен был человек, который бы продолжил начатое им дело, его преобразования. 7 (18) мая 1724 Пётр короновал Екатерину императрицей и соправительницей, но спустя короткое время заподозрил в супружеской измене (дело Монса). Указ 1722 года нарушил привычный уклад престолонаследия, наследника же Пётр перед смертью назначить не успел.

## Оценка деятельности и критика

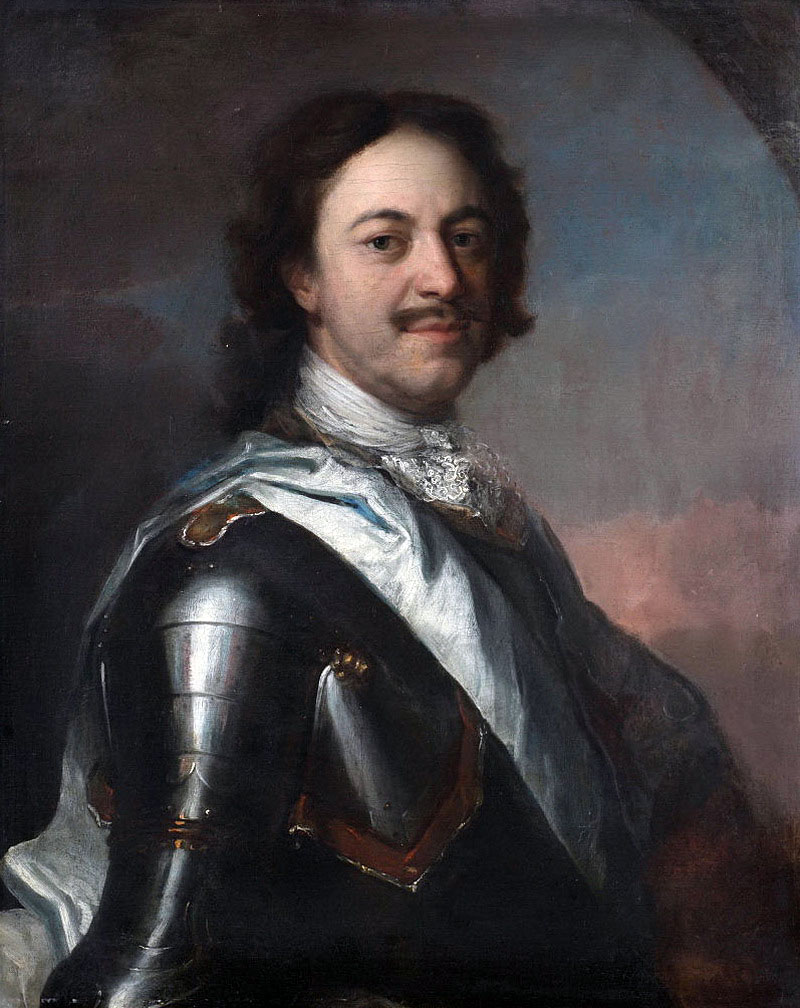
Портрет царя Петра I (прижизненый). Худ. Карел де Моор

В письме послу Франции в России Людовик XIV (1638—1715) так отзывался о Петре: 

Этот государь обнаруживает свои стремления заботами о подготовке к военному делу и о дисциплине своих войск, об обучении и просвещении своего народа, о привлечении иностранных офицеров и всякого рода способных людей. Этот образ действий и увеличение могущества, которое является самым большим в Европе, делают его грозным для его соседей и возбуждают очень основательную зависть.
Мориц Саксонский называл Петра величайшим человеком своего столетия.
Восторженную характеристику Петру дал Михаил Ломоносов:

С кем сравню Великаго Государя? Я вижу в древности и в новых временах Обладателей, великими названных. И правда, пред другими велики. Однако пред Петром малы. … Комуж я Героя нашего уподоблю? Часто размышлял я, каков Тот, который всесильным мановением управляет небо, землю и море: дхнет дух Его — и потекут воды, прикоснется горам — и воздымятся.

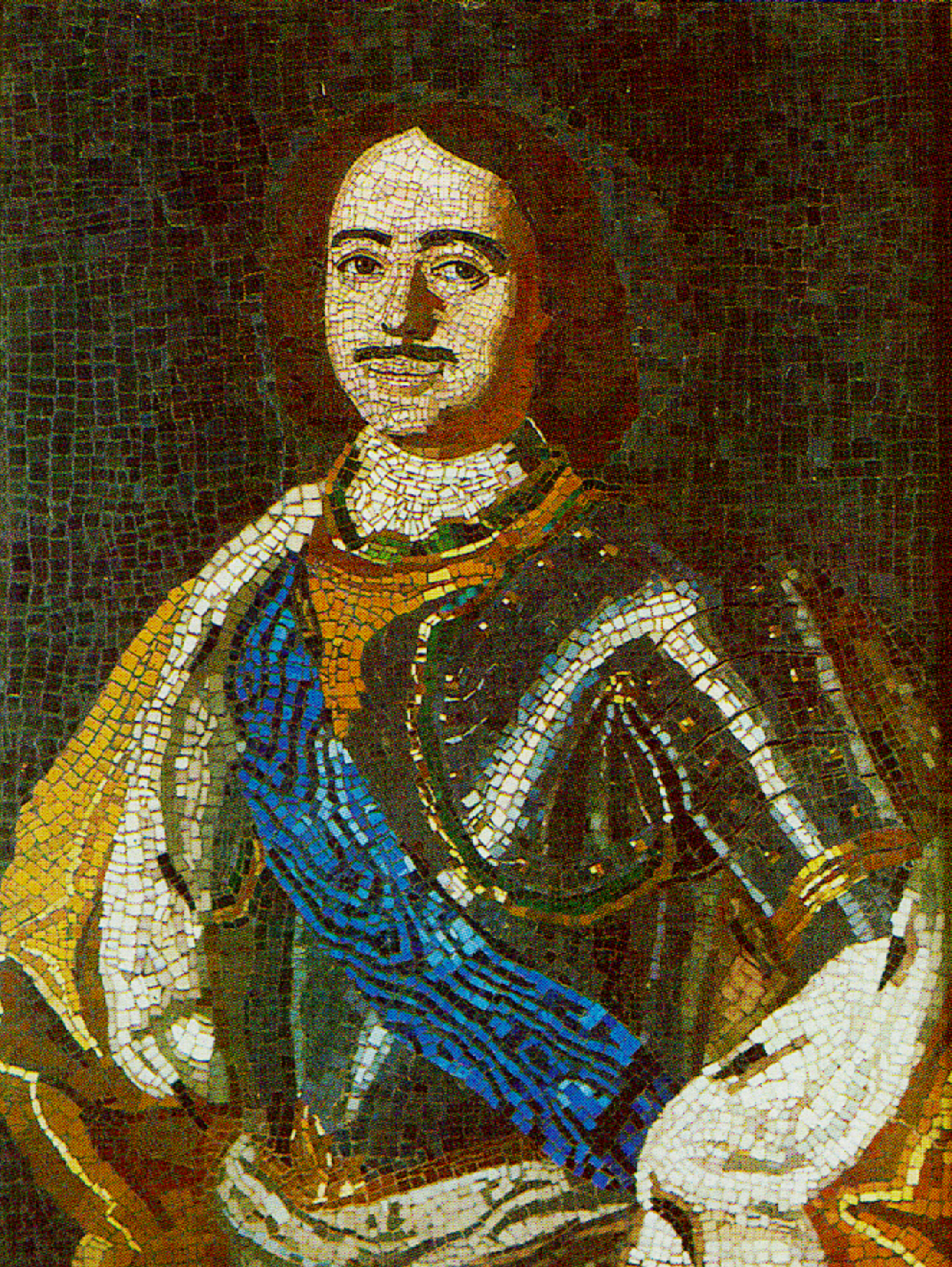
Пётр I. Мозаика. Набрана М. В. Ломоносовым. 1754. Усть-Рудицкая фабрика. Эрмитаж

Вольтер писал неоднократно о Петре. К концу 1759 году он выпустил первый том, а в апреле 1763 года вышел второй том «Истории Российской империи при Петре Великом». Главной ценностью петровских реформ Вольтер определяет прогресс, которого русские добились за 50 лет, другие нации не могут этого достигнуть и за 500. Пётр I, его реформы, их значение стали объектом спора Вольтера и Руссо.
Август Стриндберг так охарактеризовал Петра 

Варвар, цивилизовавший свою Россию; он, который строил города, а сам в них жить не хотел; он, который наказывал кнутом свою супругу и предоставил женщине широкую свободу — его жизнь была великой, богатой и полезной в общественном плане, в частном же плане такой, какой получалась.
Николай Карамзин, признавая этого государя Великим, сурово критикует Петра за чрезмерное увлечение иностранным, стремление сделать Россию Нидерландами. Резкое изменение «старого» быта и национальных традиций, предпринятое императором, по мнению историка, далеко не всегда оправдано. В результате русские образованные люди «стали гражданами мира, но перестали быть, в некоторых случаях, гражданами России».
Западники положительно оценивали петровские реформы, благодаря которым Россия стала великой державой и приобщилась к европейской цивилизации.
Сергей Соловьёв отзывался о Петре в восторженных тонах, приписывая ему все успехи России как во внутренних делах, так и во внешней политике, показал органичность и историческую подготовленность реформ: 

Необходимость движения на новую дорогу была осознана; обязанности при этом определились: народ поднялся и собрался в дорогу; но кого-то ждали; ждали вождя; вождь явился.
 Историк считал, что главную свою задачу император усматривал во внутреннем преобразовании России, а Северная война со Швецией была только средством к этому преобразованию. По мнению Соловьёва: 

Различие взглядов происходило от громадности дела, совершённого Петром, продолжительности влияния этого дела. Чем значительнее какое-нибудь явление, тем более разноречивых взглядов и мнений порождает оно, и тем долее толкуют о нём, чем долее ощущают на себе его влияние.
Василий Ключевский дал противоречивую оценку преобразованиям Петра: 

Реформа (Петра) сама собою вышла из насущных нужд государства и народа, инстинктивно почувствованных властным человеком с чутким умом и сильным характером, талантами…Реформа, совершенная Петром Великим, не имела своей прямой целью перестраивать ни политического, ни общественного, ни нравственного порядка, установившегося в этом государстве, не направлялась задачей поставить русскую жизнь на непривычные ей западноевропейские основы, ввести в неё новые заимствованные начала, а ограничивалась стремлением вооружить Русское государство и народ готовыми западноевропейскими средствами, умственными и материальными, и тем поставить государство в уровень с завоеванным им положением в Европе… Начатая и веденная верховной властью, привычной руководительницей народа, она усвоила характер и приемы насильственного переворота, своего рода революции. Она была революцией не по своим целям и результатам, а только по своим приемам и по впечатлению, какое произвела на умы и нервы современников 
Павел Милюков в своих произведениях развивает мысль, что реформы проводились Петром спонтанно, от случая к случаю, под давлением конкретных обстоятельств, без какой-либо логики и плана, были «реформами без реформатора». Также он упоминает о том, что только «ценой разорения страны, Россия возведена была в ранг европейской державы». По мнению Милюкова, в период правления Петра население России в границах 1695 года сократилось в силу беспрестанных войн.
Сергей Платонов принадлежал к числу апологетов Петра. В своей книге «Личность и деятельность» он писал следующее: 

Люди всех поколений в оценках личности и деятельности Петра сходились в одном: его считали силой. Пётр был заметнейшим и влиятельнейшим деятелем своего времени, вождём всего народа. Никто не считал его ничтожным человеком, бессознательно употребившим власть или же слепо шедшим по случайной дороге.
 Кроме того, Платонов уделяет много внимания личности Петра, выделяя его положительные качества: энергию, серьёзность, природный ум и дарования, желание во всём разобраться самому.
В крайней жестокости обвинял Петра Лев Толстой. В частности, он писал:

С Петра I начинаются особенно поразительные и особенно близкие и понятные нам ужасы русской истории.
Беснующийся, пьяный, сгнивший от сифилиса зверь четверть столетия губит людей, казнит, жжет, закапывает живых в землю, заточает жену, распутничает, мужеложествует, пьянствует, сам, забавляясь, рубит головы, кощунствует, ездит с подобием креста из чубуков в виде детородных членов и подобиями Евангелий — ящиком с водкой славить Христа, то есть ругаться над верою, коронует блядь свою и своего любовника, разоряет Россию и казнит сына и умирает от сифилиса, и не только не поминают его злодейств, но до сих пор не перестают восхваления доблестей этого чудовища, и нет конца всякого рода памятников ему.
После него начинается ряд ужасов и безобразий подобных его царствованию, одна блудница за другой бесчинствуют на престоле мучает и губит народ и заставляет одних мучить других и воцаряется без всяких прав на престол, мужеубийца, ужасающая своим развратом блудница, дающая полный простор зверства своим переменяющимся любовникам.

И все ужасы — казни, убийство мужа, мучения и убийство законного наследника, закрепощение половины России, войны, развращение и разорение народа, все забывается и до сих пор восхваляется какое то величие мудрость, чуть не нравственная высота этой мерзкой бляди. Мало того, что восхваляют её, восхваляют её зверей любовников. Все забыто. И выдуманы несуществующие доблести и заслуги для отечества.
Николай Павленко считал, что преобразования Петра — крупный шаг по дороге к прогрессу (хотя и в рамках феодализма). С ним во многом согласны советские историки: Евгений Тарле, Николай Молчанов, Виктор Буганов, рассматривая реформы с точки зрения марксистской теории.
Владимир Кобрин утверждал, что Пётр не изменил в стране самого главного: крепостного права. Крепостническая промышленность. Временные улучшения в настоящем обрекли Россию на кризис в будущем.
По Ричарду Пайпсу, Каменскому, Евгению Анисимову реформы Петра имели крайне противоречивый характер. Крепостнические методы, репрессии привели к перенапряжению народных сил.
Евгений Анисимов полагал, что, несмотря на введение целого ряда новшеств во все сферы жизни общества и государства, реформы вели к консервации самодержавно-крепостнической системы в России.
Крайне отрицательную оценку личности Петра и результатам его реформ дал публицист Иван Солоневич. По его мнению итогом деятельности Петра стал разрыв между правящей верхушкой и народом, денационализация первой. Самого Петра он обвинил в жестокости, некомпетентности, самодурстве и трусости.
Фридрих Энгельс в своей работе «Внешняя политика русского царизма» называет Петра «действительно великим человеком»; первым, кто «в полной мере оценил исключительно благоприятное для России положение в Европе».
В исторической литературе существует версия, выдвинутая Павлом Милюковым в конце XIX века, о сокращении численности населения России в период 1700—1722 годов. Более поздние исследования опровергают эту версию.
Академик РАН Леонид Милов писал: «Пётр I заставил российское дворянство учиться. И это его величайшее достижение».

## Память

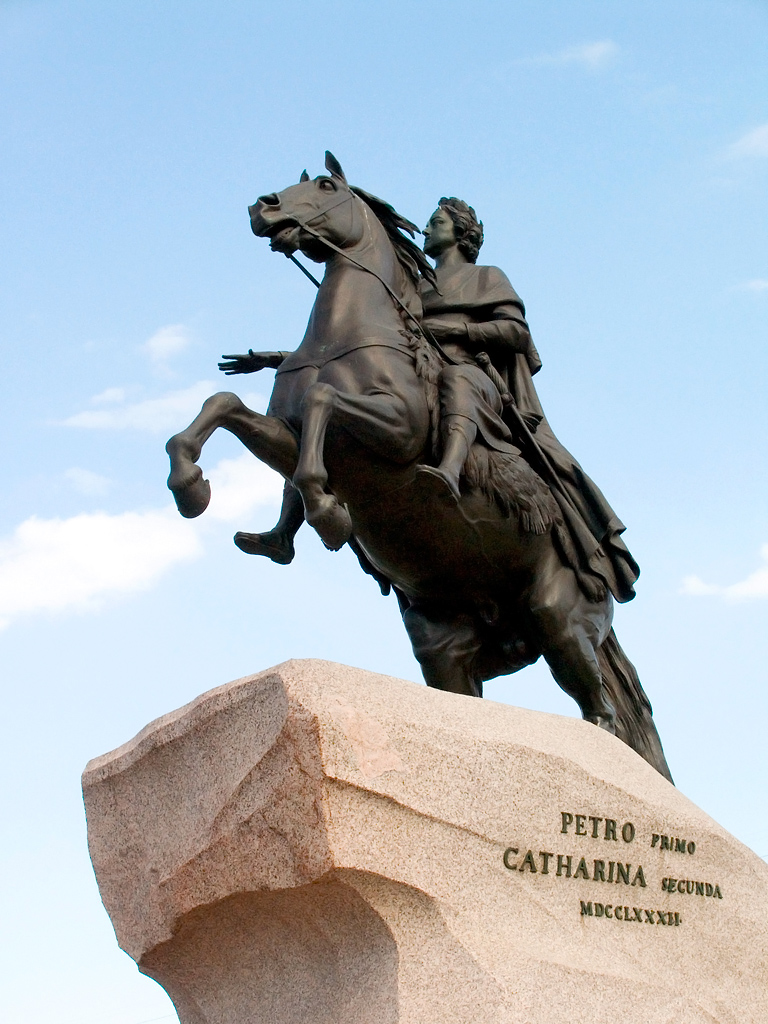
«Медный всадник» в Санкт-Петербурге (1782)

Восхваление Петра, человека в частной жизни весьма непритязательного, началось практически сразу после его смерти и продолжалось вне зависимости от смены политических режимов в России. Пётр стал объектом благоговейного культа в основанном им Санкт-Петербурге, равно как и во всей Российской империи.
В XX веке его имя носили города Петроград, Петродворец, Петрокрепость, Петрозаводск; в честь него также названы крупные географические объекты — остров Петра I и залив Петра Великого. В России и за её пределами оберегают так называемые домики Петра I, где, по преданиям, останавливался монарх. Во многих городах установлены памятники Петру I, наиболее знаменитый (и первый) из которых — Медный всадник на Сенатской площади Петербурга.

### Пётр I в очерках и художественных произведениях
- М. В. Ломоносов. «Пётр Великий» (неоконченная поэма), 1760 год.
- В. Г. Бергман. «История Петра Великого», 1833 год[85].
- И. И. Лажечников. «Последний Новик» (исторический роман), 1833 год.
- А. С. Пушкин. «История Петра I» (неоконченный исторический труд), 1835 год.
- А. С. Пушкин. «Арап Петра Великого» (исторический роман), 1837 год.
- Г. П. Данилевский «На Индию при Петре I» (исторический роман), 1880 год.
- Д. Л. Мордовцев. «Державный плотник» (исторический роман), 1895 год.
- Д. С. Мережковский. «Антихрист. Пётр и Алексей» (исторический роман, заключительный в трилогии «Христос и Антихрист»), 1903—1904 годы.
- А. Н. Толстой. «Пётр Первый» (исторический роман, не окончен), 1929—1945 годы.
- Юрий Тынянов. «Восковая персона» (историческая повесть), 1931 год.
- Г. В. Алексеев. «Мария Гамильтон» (историческая повесть), 1938 год.
- А. М. Волков. «Два брата» (исторический роман), 1950 год.
- Ю. П. Герман. «Россия молодая» (исторический роман-дилогия), 1952 год.
- Н. А. Задонский. «Смутная пора» (исторический роман), 1954 год.
- В. Н. Иванов «Ночь царя Петра» (историческая повесть), 1967 год.
- Б. А. Чичибабин, «Проклятие Петру» (стихотворение), 1972 год.
- К. И. Коничев. «Пётр Первый на севере» (историческое повествование), 1973 год.
- А. М. Родионов «Князь-раб» (исторический роман), 2006 год.
- А. В. Иванов «Тобол» (исторический роман), 2018 год.

### Киновоплощения Петра I
- Пётр Воинов — «Пётр Великий» (другое название — «Жизнь и смерть Петра Великого») — немой художественный короткометражный фильм, режиссёры Кай Ханзен и Василий Гончаров, Братья Пате (московское представительство), Российская империя, 1910 год.
- Николай Симонов — «Пётр Первый»; двухсерийный исторический художественный фильм, режиссёр — Владимир Петров, киностудия «Ленфильм», 1937 год.
- Берт Фортелль[нем.] — «Царь и плотник» (нем. Zar und Zimmermann); музыкальный комедийный телевизионный художественный фильм, режиссёр Ханс Мюллер[нем.], киностудия «DEFA», 1956 год.
- Роман Ткачук — «Баллада о Беринге и его друзьях»; исторический художественный фильм, режиссёр — Юрий Швырёв, Киностудия имени М. Горького, 1970 год.
- Владлен Давыдов — «Табачный капитан»; музыкальный комедийный телевизионный художественный фильм, режиссёр — Игорь Усов, киностудия «Ленфильм», 1972 год.
- Александр Лазарев — «Дмитрий Кантемир», исторический художественный фильм, режиссёры — Владимир Иовицэ и Виталий Калашников, киностудия «Молдова-фильм», 1973 год.
- Герман Прей — «Царь и плотник» (нем. Zar und Zimmermann); музыкальный комедийный телевизионный художественный фильм, режиссёр — Аксель Корти, киностудия «DEFA», 1975 год.
- Алексей Петренко — «Сказ про то, как царь Пётр арапа женил»; историческая мелодрама, режиссёр ― Александр Митта, киностудия «Мосфильм», 1976.
- Дмитрий Золотухин — дилогия «Юность Петра» и «В начале славных дел», режиссёр ― Сергей Герасимов, Киностудия имени М. Горького, 1980.
- Дмитрий Золотухин — «Россия молодая»; многосерийный телевизионный художественный фильм, режиссёр ― Илья Гурин, Киностудия имени М. Горького, 1981—1982.
- Александр Лазарев — «Демидовы»; исторический художественный фильм, режиссёр — Ярополк Лапшин, Свердловская киностудия, 1983.
- Дмитрий Диджиокас ― «Михайло Ломоносов»; многосерийный телевизионный художественный фильм, режиссёр — Александр Прошкин, киностудия «Мосфильм», 1984―1986.
- Ян Никлас, Грэхем МакГрат, Максимилиан Шелл — «Пётр Великий» (англ. Peter the Great); телесериал, режиссёры Марвин Чомски, Лоренс Шиллер, США, телеканал NBC, 1986).
- Виктор Степанов — «Царевич Алексей», исторический художественный фильм, режиссёр ― Виталий Мельников, киностудия «Ленфильм», Россия, Польша, 1997.
- Николай Караченцов — «Тайны дворцовых переворотов», исторический сериал, режиссёр ― Светлана Дружинина, Россия, 2000—2001.
- Вячеслав Довженко — «Молитва о гетмане Мазепе» (укр. «Молитва за гетьмана Мазепу»), исторический художественный фильм, режиссёр ― Юрий Ильенко, Киностудия имени А. Довженко, Украина, 2001.
- Максим Сергеев — «Русский ковчег», историко-фантастический фильм, режиссёр Александр Сокуров; Россия, Германия, 2002.
- Андрей Сухов — «Слуга государев», историко-приключенческий фильм, режиссёр Олег Рясков, кинокомпания «BNT Entertaiment», 2007.
- Александр Балуев — «Пётр Первый. Завещание», исторический мини-сериал, режиссёр — Владимир Бортко, Россия, 2011.
- Сергей Походаев — «Жили-были мы», семейный фильм, режиссёр — Анна Чернакова, Россия, 2016.
- Александр Дьяченко — «Первые», исторический фильм, режиссёр — Дмитрий Суворов, Россия, 2018.
- Дмитрий Дюжев — «Тобол», исторический фильм, режиссёр — Игорь Зайцев, Россия, 2019.
- Юрий Колокольников — «Тайна печати дракона», приключенческое фэнтези, режиссёр — Олег Степченко; Россия, Китай, 2019.
- Александр Балуев — «Елизавета», исторический сериал, режиссёр ― Дмитрий Иосифов, Россия, 2021.
- Максим Аверин — «Собор», исторический сериал, режиссёр ― Сергей Гинзбург, Россия, 2021.
- Иван Колесников — «Пётр I: Последний царь и первый император», исторический фильм, режиссёр ― Андрей Кравчук, Россия, 2022.
- Константин Плотников — «Государь», исторический сериал, режиссёр — Сергей Гинзбург, Россия, 2025.

### Научные издания
- Андерсон Мэтью. Петр Великий / Пер. с англ. В. П. Белоножко. — Ростов-на-Дону: Феникс, 1997. — 352 с. — (След в истории). — ISBN 5-85880-463-2.
- Анисимов Е. В. Время петровских реформ. — Л.: Лениздат, 1989. — 496 с. — (Историческая библиотека «Петербург-Петроград-Ленинград»: Хроника трёх столетий). — 150 000 экз. — ISBN 5-289-00262-6.
- Богословский М. М. Детство. Юность, Азовские походы // Пётр Великий: материалы для биографии / Отв. ред. С. О. Шмидт. — М.: Наука, 2005. — Т. I. — С. 11. — 535 с. — 3000 экз. — ISBN 5-02-008816-1.
- Брикнер А. Г. История Петра Великого. — М.: ООО «АСТ», 2004. — 668 с. — (Классическая мысль). — ISBN 978-5-17-005696-6.
- Буганов В. И. Пётр Великий и его время. — М.: Наука, 1989. — 192 с. — (Страницы истории нашей Родины). — ISBN 5-02-009471-4.
- Голиков И. И. Деяния Петра Великого, мудрого преобразителя России, собранные из достоверных источников и расположенные по годам. — М.: Унив. тип, 1788—1789. — Т. 1—15.
- Катифоро Антонио. Жизнь Петра Великого / Пер. с итал. М. Г. Талалая. — М.: Новое литературное обозрение, 2022. — 456 с. — (Историческое наследие). — ISBN 978-5-4448-1806-0.
- Князьков С. А. Очерки из истории Петра Великого и его времени. — М.: Культура, 1990. — 648 с. — ISBN 5-7158-0005-6.
- Милюков П. Н. Государственное хозяйство России в первой четверти XVIII столетия и реформа Петра Великого. — 2-е изд. — СПб.: Тип. М. М. Стасюлевича, 1905. — 742 с.
- Павленко Н. И. Пётр Первый. — М.: Молодая гвардия, 1975. — 384, [34] с. — (Жизнь замечательных людей. Серия биографий. Вып. 14 (555)). — 100 000 экз.
- Пётр I в русской литературе XVIII века. Тексты и комментарии; [отв. ред. С. И. Николаев]. — СПб.: Наука, 2006. — 449 с.
- Пётр Великий: pro et contra. — СПб.: РХГИ, 2003. — 1024 с. — ISBN 5-88812-149-5. Архивировано 4 января 2012 года.
- Платонов С. Ф. Лекции по русской истории. — М.: Высшая школа, 1993. — 736 с. — (Историческое наследие). — ISBN 5-06-002499-7.
- Резников К. Мифы и факты русской истории. От лихолетья Смуты до империи Петра. — М.: Вече, 2016. — 560 с. — ISBN 978-5-4444-4529-7.
- Соловьёв С. М. Публичные чтения о Петре Великом. — М.: Наука, 1984. — 232 с. — (Памятники исторической мысли).
- Соловьёв С. М. История России с древнейших времён // Сочинения: В 18 кн. — Кн. VII. Т. 13-14. — М.: Мысль, 1991. — 701 с.
- Труайя А. Пётр Великий. — М.: Эксмо, 2006. — 448 с. — ISBN 5-699-10726-6.
- Устрялов Н. Г. История царства Петра Великого. — СПб., 1858—1864. — Т. 1—4.
- Чистяков А. С. История Петра Великого. — М.: Буклет; РИА «Двойная радуга», 1992. — 524 с. — ISBN 5-88150-001-6.
- Hughes L. Russia in the Age of Peter the Great (англ.). — New Haven, CT; London: Yale University Press, 1998. — xxx, 602 p. — ISBN 0-300-07539-1.

### Статьи
- Астров Н. Первоначальное образование Петра Великого // Русский архив. — 1875. — № 13/8. — С. 470—488.
- Пётр Великий, его полководцы и министры. — М.: Тип. Александра Семёна, 1853
- Полки, учреждённые царём Петром Алексеевичем в 1700 году. — СПб.: Тип. П. П. Сойкина, 1900.